# Barockmusik

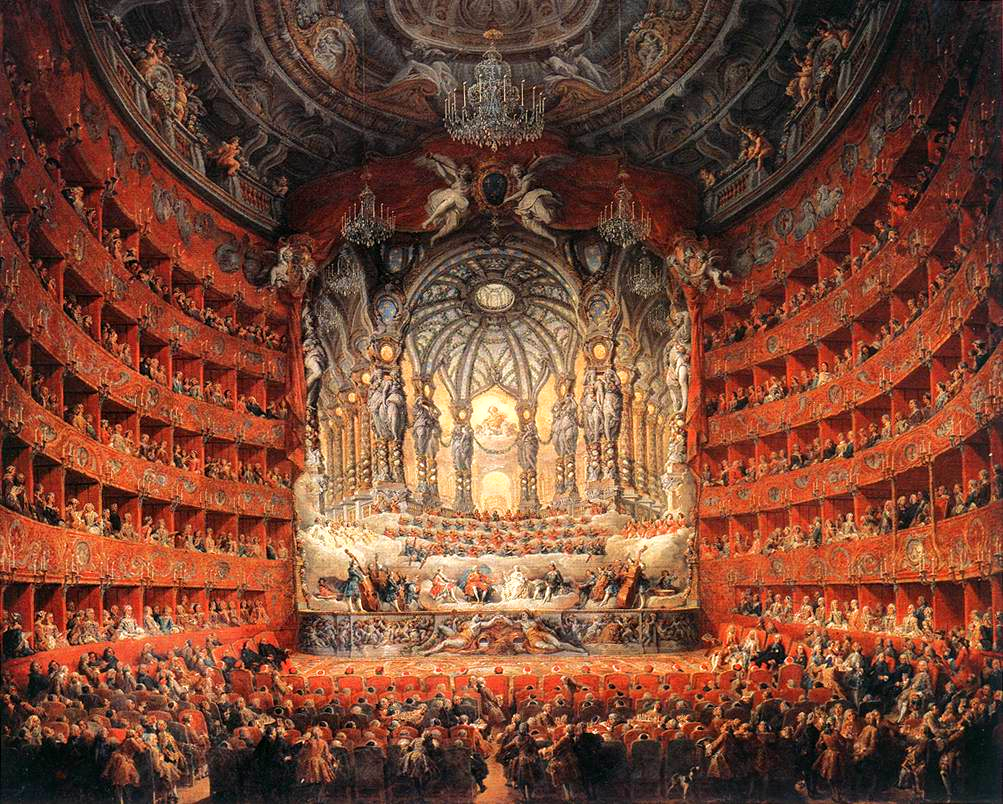
Giovanni Paolo Pannini: Musikfest, gegeben vom Kardinal de La Rochefoucauld im Teatro Argentina in Rom am 15. Juli 1747 anlässlich der Vermählung des französischen Dauphins Louis XV (1747), Musée du Louvre, Paris. In den Wolken vor dem Bühnenaufbau ist ein Orchester zu erkennen.

Die Barockmusik bildet eine Epoche in der Geschichte der abendländischen Kunstmusik, die an die Renaissance anschließt und sich vom Beginn des 17. bis etwa zur Mitte des 18. Jahrhunderts erstreckt.
Typische Merkmale dieser langen und uneinheitlichen Musikepoche sind Affektdarstellung (Zuordnung von musikalischen Darstellungstypen zu bestimmten Gemütsverfassungen), stile concertato (das Miteinander heterogener Klanggruppen) und Generalbass (den Melodiestimmen steht eine Bassstimme gegenüber, die mit Ziffern notiert wird, um die zu greifenden Akkorde anzugeben). Daher wurde auch die Bezeichnung „Generalbasszeitalter“ vorgeschlagen. Die Instrumentalmusik emanzipiert sich im Barock von der Vokalmusik, und hierbei entsteht auch das Orchester im heutigen Sinn.
Den Beginn des Barock in der Musik markiert um 1600 die Erfindung der Monodie (Sologesang oder Solo-Instrumentalstimme mit Begleitung) und die neu entstandene Gattung Oper in Italien mit dem Hauptvertreter Claudio Monteverdi. Der dramatische, affektgeladene Stil wurde von Girolamo Frescobaldi auf die Instrumentalmusik übertragen und in Deutschland von Heinrich Schütz an die Gegebenheiten der deutschen Sprache angepasst.
Nach dieser Frühphase beginnt um etwa 1640 das Hochbarock mit eher lyrischem Charakter und mehr formaler Glätte in Italien mit Francesco Cavalli als Komponist von Opern, Giacomo Carissimi von Oratorien und dann Arcangelo Corelli mit Musik für Streicher. In Frankreich wird nun ein eigenständiger Barockstil mit größerer Bedeutung des Tanzes von Jean-Baptiste Lully etabliert, in dessen Opern im Gegensatz zum italienischen Stil der Ausdrucksgehalt des Gesanges in gezügelten Bahnen verbleibt. In England verbindet Henry Purcell Einflüsse Italiens und Frankreichs mit der lokalen Tradition und den Besonderheiten der Aussprache des Englischen. In Deutschland findet die norddeutsche Orgelschule, die auch für geistliche Vokalmusik wichtig war, mit Dietrich Buxtehude einen herausragenden Vertreter.
Im Spätbarock spielt ab etwa 1690 die Verbindung der im Hochbarock entwickelten Nationalstile eine wesentliche Rolle, in Frankreich bei François Couperin, in Deutschland bei Georg Philipp Telemann und in England bei Georg Friedrich Händel. Das Spannungsverhältnis tonaler Beziehungen wird nun zur Entwicklung von Großformen eingesetzt, etwa in der Ritornellform (mit einem wiederkehrenden Teil, der Ritornell genannt wird) bei Antonio Vivaldi. Ein Stilwandel mit kleingliedriger Melodik und Rücknahme der Polyphonie (Mehrstimmigkeit selbstständiger Stimmen) setzt in den 1720er Jahren zunächst in der italienischen Oper ein, etwa bei Leonardo Vinci und Giovanni Battista Pergolesi. Jean-Philippe Rameau legte die erste Harmonielehre (Lehre über die Aufeinanderfolge von Zusammenklängen mehrerer Töne) vor. Auch der in Spanien wirkende Komponist von Cembalosonaten Domenico Scarlatti wird durch Aufbrechen der barocken Kontinuität zum Vorläufer der Klassik, während gleichzeitig als Gegenpol Johann Sebastian Bachs strukturelle Dichte steht, die ebenfalls für die Komponisten der Klassik vorbildlich wirkte. Bachs Todesjahr 1750 wird gerne als Endpunkt der Epoche herangezogen.
Barockmusik diente in erster Linie der Repräsentation des Adels und der Kirche. Die Musiker waren zunftähnlich organisiert oder arbeiteten in festen Anstellungsverhältnissen. Der Typ des musikalischen Unternehmers wird erst in der Mitte des 18. Jahrhunderts bemerkbar in einem Musikbetrieb, an dem in zunehmendem Maße das Bürgertum beteiligt ist.

## Begriffsgeschichte

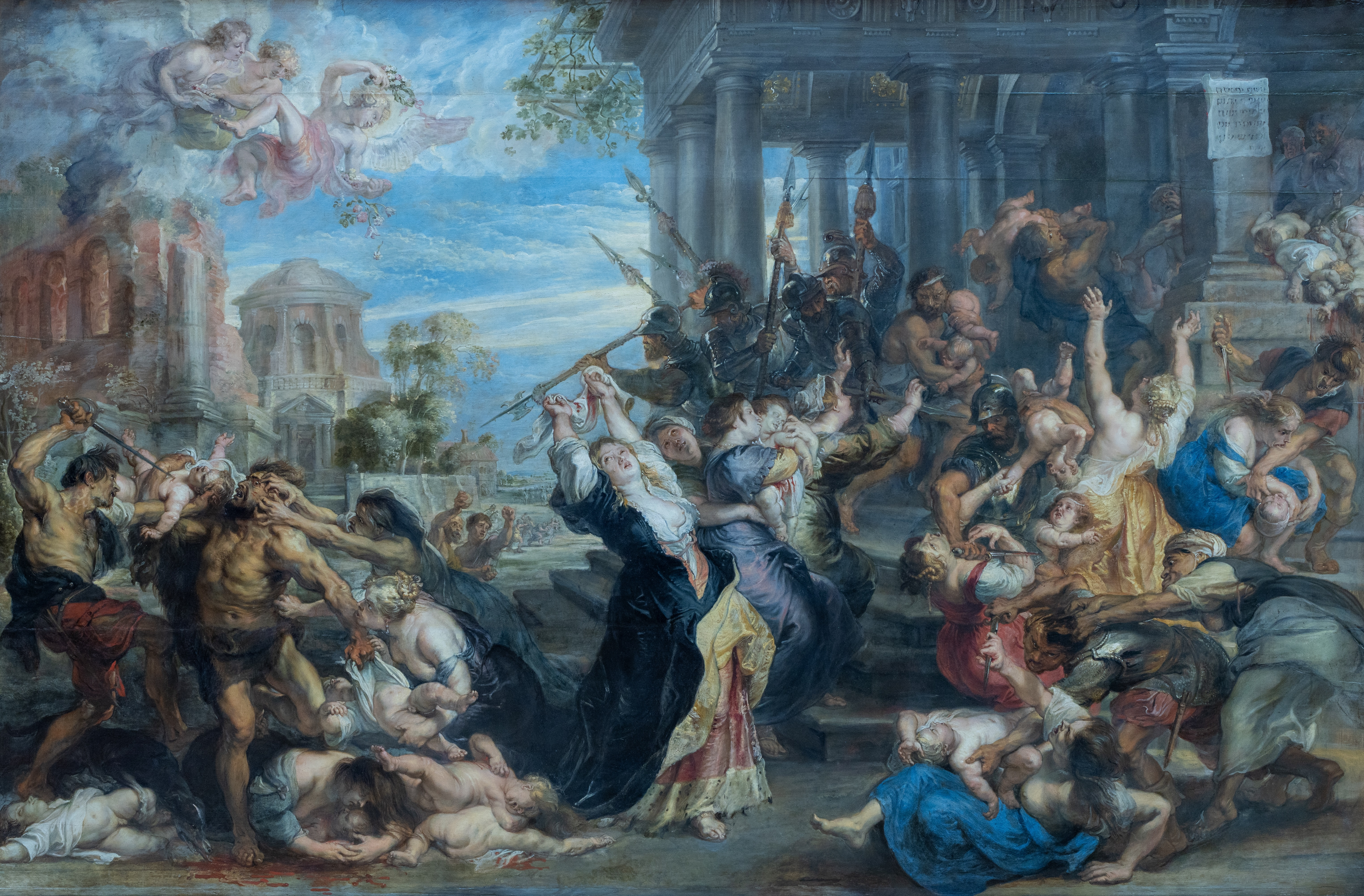
Peter Paul Rubens: Kindermord in Bethlehem (um 1637), Alte Pinakothek, München. Bewegtheit und freie Malweise sind Kennzeichen des Spätwerks von Rubens.

Bereits ab 1734 bezeichnete man mit dem Adjektiv barock (aus dem Spanischen oder Portugiesischen für Warze oder nicht ebenmäßige Perle abgeleitet) abwertend den Gegensatz zum Schlichten und Melodiösen. Besonders Jean-Jacques Rousseaus Deutung im Sinne des „Verworrenen“ war einflussreich. Im 19. Jahrhundert erhielt der Begriff eine neutralere Bedeutungszuschreibung als Epochenbezeichnung und steht nach Hans Heinrich Eggebrecht (1991) für „extravagant, erregt, rhetorisch“.
Nach Etablierung der Musikwissenschaft als eigenständige akademische Disziplin im 19. Jahrhundert nahmen Hugo Riemann und Guido Adler zunächst eine rein stilgeschichtliche Typisierung vor. So sprach Riemann 1912 vom Generalbasszeitalter und vom Zeitalter des konzertierenden Stils.
Zehn Jahre nach Egon Wellesz, einem Schüler Guido Adlers, der die Bezeichnung Barock in seinem 1909 veröffentlichten Artikel Renaissance und Barock erstmals im Kontext der Musikwissenschaft erörtert hatte, versuchte Curt Sachs die von Heinrich Wölfflin 1915 für die bildende Kunst des Barock herausgearbeiteten Prinzipien auf die Musik zu übertragen, in dem er etwa die Überwucherung der Melodie durch Ornamente als Pendant zum Malerischen auffasste, das an Stelle des Zeichnerischen tritt. Die erste umfassende Darstellung der Epoche schrieb Robert Haas 1928 unter dem Titel Die Musik des Barocks.
Manfred Bukofzer und Suzanne Clercx leiteten unabhängig voneinander in den späten 1940er-Jahren die Parallelität der künstlerischen Entwicklungen aus dem „Geist der Zeit“ bzw. ihrer Ästhetik ab. Der „Zeitgeist“, der sich aus Strömungen in Gesellschaft, Politik und Kultur rekonstruieren ließe, wurde 2020 in Gernot Grubers Kulturgeschichte der europäischen Musik im Kapitel zum Frühbarock wieder explizit angesprochen.
Im Neuen Handbuch der Musikwissenschaft, herausgegeben von Carl Dahlhaus in den 1980er-Jahren, weichen die gängigen Epochenbegriffe einer Einteilung in Jahrhunderte. In Musik in Geschichte und Gegenwart beklagt 1994 Silke Leopold, die eher außermusikalische Eigenschaften als Zusammenhang stiftenden Aspekt der Barockmusik sieht (etwa die Fokussierung auf Menschendarstellung), dass der Barock-Begriff auch nach dem „Nachweis der Unbrauchbarkeit“ weiterverwendet werden wird. Und dies, obwohl die musikalischen Erscheinungsformen so disparat und die Veränderungen der Musik so umfangreich waren, dass die „Epoche“ mit denselben Argumenten – gegen die Artifizialität des Kontrapunkts – ein- und ausgeläutet wurde. Dass der Terminus Barockmusik weiterbesteht, belegen Titel wie Barockmusikführer. Instrumentalmusik 1550–1770, herausgegeben von Ingeborg Allihn 2001, und die auf acht Bände ausgelegte Reihe Handbuch der Musik des Barock des Laaber-Verlages, erschienen ab 2017.

## Merkmale

### Theatralisierung, Affekte und Rhetorik, Symbolik

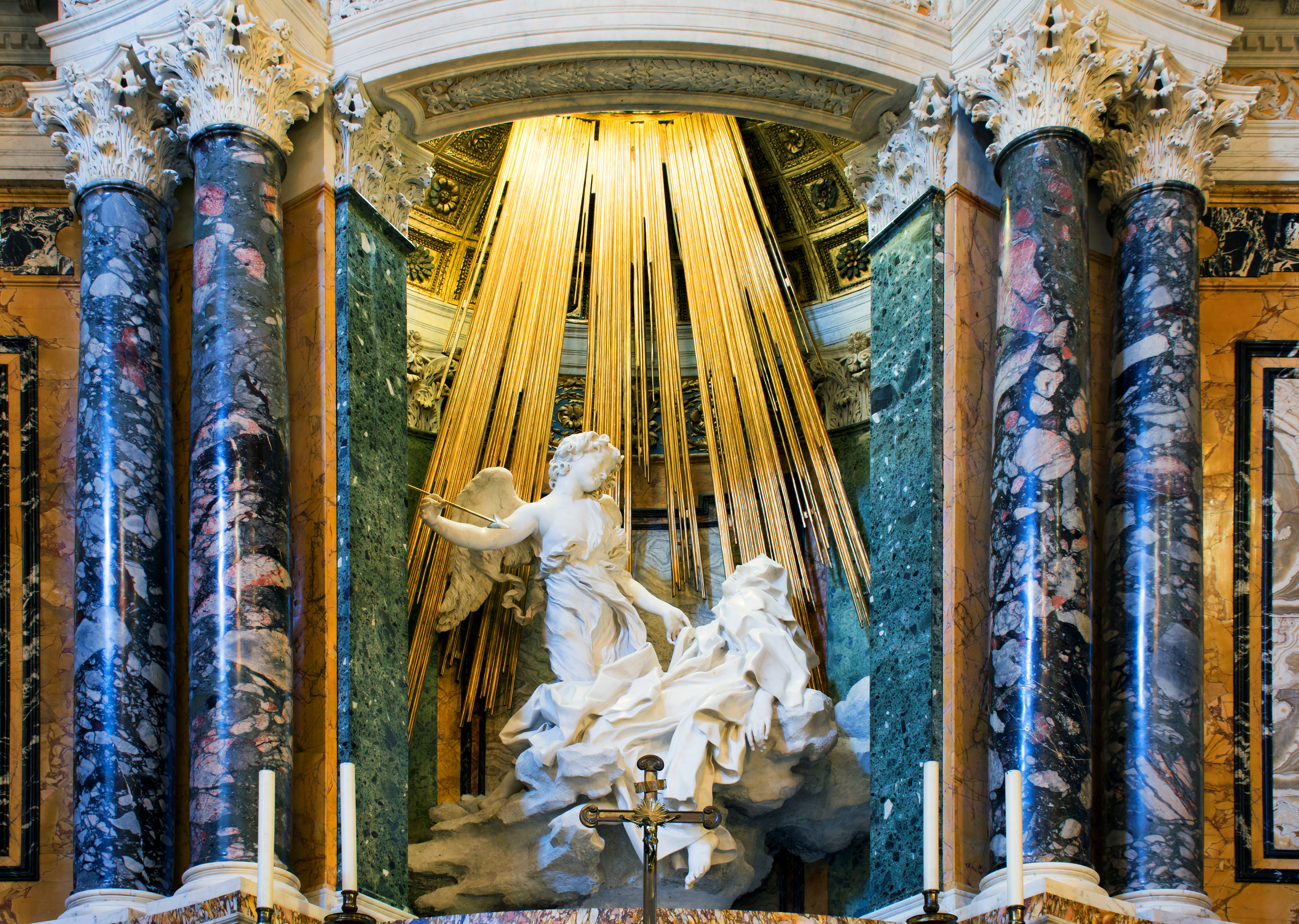
Giovanni Lorenzo Bernini: Verzückung der Heiligen Theresa (1645–52), Santa Maria della Vittoria, Rom. Ein typisches Beispiel für theatralische Inszenierung in der barocken Kunst.

Zugehörig zur Kultur des höfischen Fests zeigt die Epoche in der zu glanzvoller Repräsentation neigenden Oper „vielleicht am deutlichsten ihr wahres Gesicht: theatralische Selbstdarstellung“. Dramatisierung findet auch in anderen Gattungen statt. Barocke Kunst trachtet zu überwältigen.
Wesentliches Merkmal barocker Kunst ist die Affektdarstellung mit dem Ziel, auch beim Betrachter oder Hörer Affekte hervorzurufen. Komponisten verfügten dafür über ein emotionales Vokabular, ein musikalisches „Lexikon“ von Motiven und Figuren, es bildete sich eine Art von Standardisierung heraus, wobei jedoch eine Vielfalt der Darstellungen desselben Affekts erhalten blieb. Mit der Affektdarstellung einher ging ein rhetorischer Zug; bildhafte Darstellung und affektiver Ausdruck verbinden sich bei den beiden führenden Vertretern des musikalischen Frühbarock, Monteverdi und Schütz, zu einer unlösbaren Einheit. Affekte und Rhetorik sind Thema der barocken Theorie. Werner Braun meinte jedoch im Neuen Handbuch der Musikwissenschaft, dass es problematisch sei, den Musikbegriff des Barock, der in Wort-Texten vorliegt, mit einer musikalischen Stilgeschichte zu verbinden, auch wenn „die Versuchung groß“ sei, dies zu tun. Die Musikwissenschaft im 21. Jahrhundert bemüht sich, die Beziehungen zwischen barocker Theorie und Praxis nicht mehr überzubewerten.
Die bildhafte Musiksprache kann den Text unmittelbar hörend erfahrbar illustrieren oder der Augenmusik angehören. Im „Generalbasszeitalter“ mit seinem Fokus auf die akkordische Struktur wurde in theoretischen Schriften der Dreiklang mit der Dreieinigkeit Gottes assoziiert. Bei Monteverdi wird die Dreieinigkeit auskomponiert, indem bei „et hi tres unum sunt“ (lateinisch für „und diese drei sind eines“) auf „tres“ („drei“) ein Dreiklang steht, auf „unum“ („eines“) ein Einklang. Auch das Notenbild spielt eine Rolle: Treten zum Beispiel in einer Passage, welche die Kreuzigung zum Thema hat, plötzlich zahlreiche Versetzungszeichen in Kreuzform (♯) auf, wird eine symbolische Absicht des Komponisten angenommen.

### Stil- und Gattungsvielfalt, Individualisierung
Im Barock existiert im Gegensatz zu früheren Epochen ein Nebeneinander von einem alten Stil der regelhaften Polyphonie (prima pratica) und einem neuen Stil, in dem musikalische Textausdeutung die Regeln außer Kraft setzt (seconda pratica). Stil wird für den Komponisten zum Problem, es entsteht ein Stilbewusstsein. Folge der stilistischen Aufsplitterung ist eine Zunahme der Zahl verwendeter Gattungen, so werden im Jahr 1739 von Mattheson 38 verschiedene benannt.
Die Namen der Gattungen ändern sich im Laufe der Zeit, zum Teil sind Grenzen kaum erkennbar (etwa zwischen Canzona und Sonata oder zwischen Canzona und Ricercare, Capriccio und Fantasia im Frühbarock). Zum Teil bezeichnet derselbe Begriff unterschiedliche Gattungen, wie bei der Kantate, die zuerst für weltliche italienische Kompositionen stand, dann unabhängig davon für die evangelische Kirchenkantate.
Die Epoche des Barock wird „auch musikgeschichtlich als eine Zeit der grandiosen geistigen Entwürfe“ gesehen: Es entstehen ausgreifende musiktheoretische Traktate etwa von Athanasius Kircher und Marin Mersenne sowie die großen Gattungen Oper und Oratorium und die Komponisten beginnen, ihre Werke mit einer Opus-Zählung zu versehen, somit ihre individuellen Œuvres kenntlich zu machen. Mit besonderer Konsequenz kultivierte Arcangelo Corelli sein Werk als Einheit. Dem wachsenden Sinn für individuelle Identität stand allerdings die Tendenz zur Befolgung eines etablierten Kanons von Modellen musikalischer Texturen entgegen.

### Melodik, Monodie, Belcanto

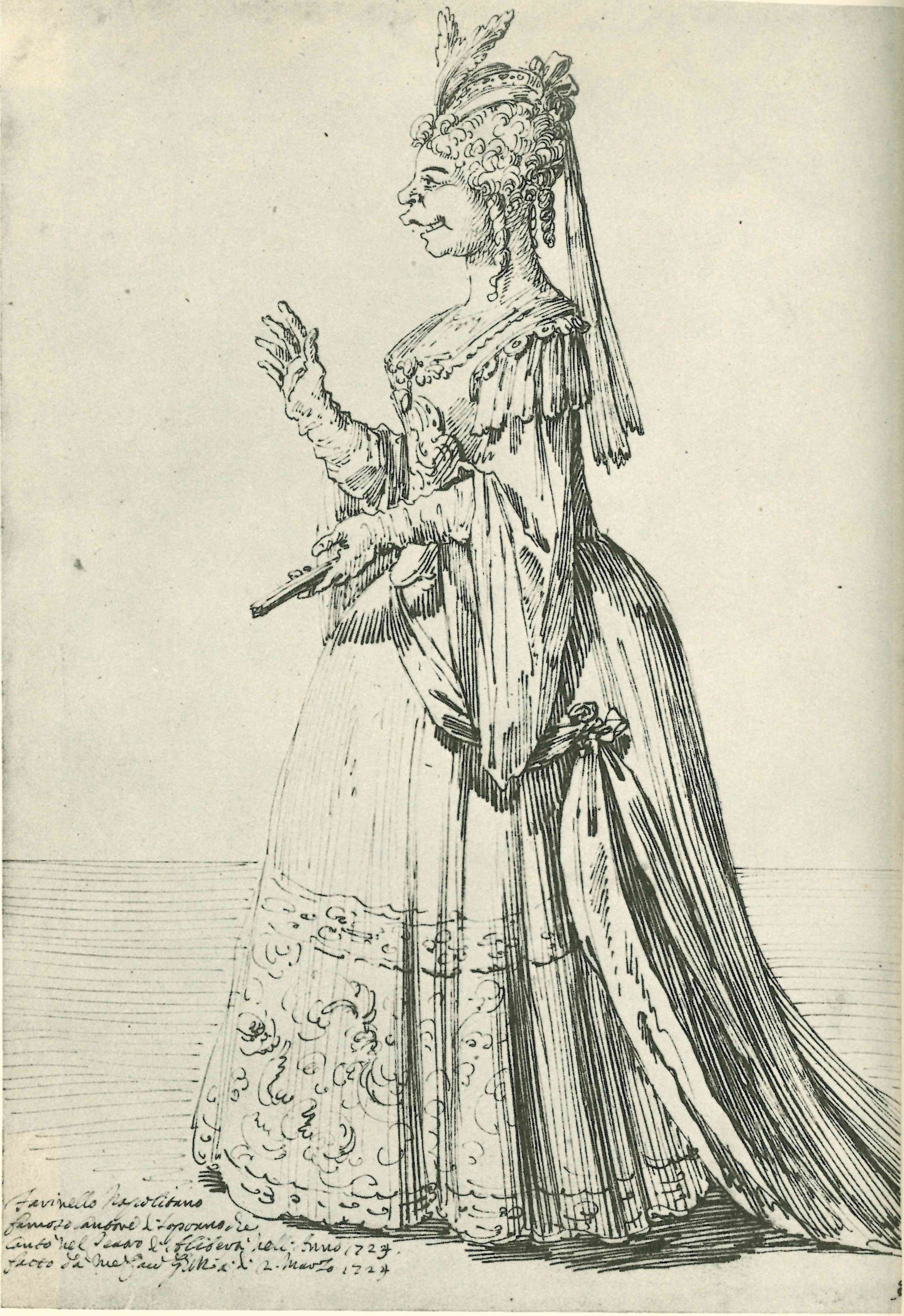
Pier Leone Ghezzi: Karikatur des Kastraten Carlo Broschi (Farinelli) als Berenice in Leonardo Vincis Farnace, Rom 1724

Als Merkmal barocker Musik wurde die „Korrespondenzmelodik“ benannt als Wiederkehr gleicher oder ähnlicher kleinster Teile im Gegensatz zur Prosamelodik.
Das griechische Wort monodía bedeutete in der Antike den Gesang einer einzelnen Stimme, häufig als Klagegesang. Zum Ausdruck der Affekte sind neben der Chromatik, die absteigend die Klage darstellte, ein Reichtum an Dissonanzen und Sprüngen, Wechsel langer und kurzer Notenwerte und sequenzierende Wortwiederholungen Kennzeichen des monodischen Sprechgesangs, also des ausdrucksvollen akkordgestützten Sologesanges, der zu Beginn der Operngeschichte als Wiederbelebung des griechischen Tragödiengesangs entwickelt wurde. Der Theoretiker Giovanni Battista Doni unterschied vom stile rappresentativo für die dramatische Aktion zwei weitere Arten der Monodie, den stile recitativo für jede Art von Einzelgesang mit Instrumentalbegleitung, bei dem der Text verständlich bleibt, und den stile espressivo vollkommener, leidenschaftlicher Musik mit Textverständlichkeit.
In der Oper wird auf Realismus und dramatische Wahrheit verzichtet, staunende Verwunderung wird durch den „Hedonismus“ des süßen, pathetischen Vokalklanges, Virtuosität, Sinnbildlichkeit und Verzierungsreichtum, Improvisation, eine abstrakte Beziehung zwischen Geschlecht und Rolle mit Travestie und Kastraten sowie die Bevorzugung ungewöhnlicher Timbres erzielt, es entwickelt sich dergestalt der Belcanto. Die Kastration bewirkte, dass die Stimmbänder klein blieben, die Kastraten ohne Wachstumsschub der Pubertät dafür aber lebenslang weiterwuchsen und mit ihrer Lungenkraft trompetenähnliche Stimmcharakteristik entwickeln konnten.

### Instrumentalmusik und konzertierendes Prinzip
Zu Beginn des Barock entsteht als neues stilistisches Element die Idiomatisierung („idiomatic writing“) der Musik, die jeweiligen individuellen Möglichkeiten der Vokalstimmen oder Instrumente fließen immer mehr in die Gestaltung der Komposition ein. Besetzungen werden somit ab 1600 immer weniger variabel. Waren im 16. Jahrhundert die Stimmen der Kompositionen oft wahlweise vokal oder instrumental (oder vokal und instrumental) realisierbar, emanzipiert sich nun die Instrumentalmusik von der Vokalmusik. Dennoch kann die Wechselbeziehung zwischen vokaler und instrumentaler Musik als Unterschied der Barock-Epoche gegenüber der vokal dominierten Renaissance-Musik einerseits und der instrumental dominierten Klassik andererseits angesehen werden.
Daraus sich ergebende Möglichkeiten der Kontrastwirkung spielen nun generell eine wichtige Rolle. Besonders im Frühbarock wird die venezianische Mehrchörigkeit weitergeführt, in der mehrere Chöre an unterschiedlichen Stellen eines großen Raumes gemeinsam singen. Dialogisierende cori spezzati tragen – wie die Monodie – zur Dramatisierung der Musik bei. Im „konzertierenden Prinzip“ geht es um das italienische concertare, das Miteinander heterogener Klanggruppen, oder den Wettstreit nach dem lateinischen concertare. Im späten 17. Jahrhundert entsteht das Concerto grosso, eine konzertierende Sologruppe (Concertino) und ein Orchester (Tutti, Ripieno) wechseln sich ab. Anstelle der Solistengruppe tritt im Solokonzert ein einzelner Solist auf.

### Form und Rhythmus
Im Barock besteht ein „gesteigertes Interesse“ an zyklischen oder repetierenden Formen wie der Da-capo-Arie, Ritornellformen und dem Ostinato, was als Gegensatz zu linearen Formen der Renaissance und entwickelnden Formen der Klassik aufgefasst werden kann.
Der Rhythmus tendiert dazu, entweder sehr frei zu sein oder sehr gleichmäßig, einen „Einheitsablauf“ ausbildend im Gegensatz zur varietas des Niederländischen Zeitalters insbesondere im 15. Jahrhundert. Im Spätbarock bleiben kontrastierende Rhythmen gesondert, auch wenn sie überlagert sind. Nicht nur die Tanzmusik wird nun charakterisiert durch den „Akzentstufentakt“ mit unterschiedlich gewichteten Positionen im Ablauf eines musikalischen Taktes. Irreguläre, flexible Rhythmen finden dagegen im Rezitativ und in improvisatorisch gestalteten Soloinstrumentalwerken wie der Toccata Verwendung.

### Generalbass und Polyphonie

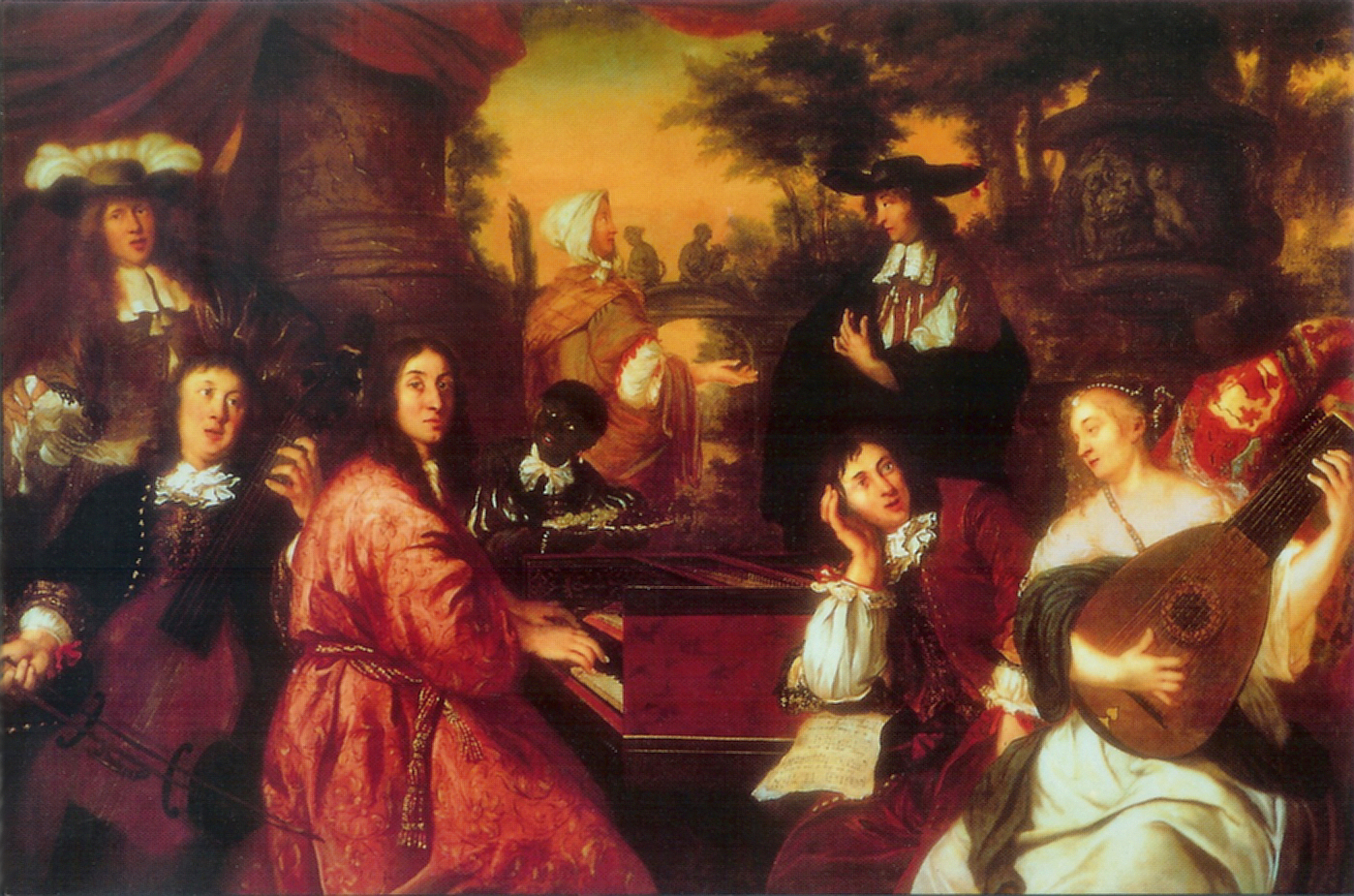
Johannes Voorhout: Musizierende Gesellschaft (1674), Museum für Hamburgische Geschichte. Auf diesem Gemälde sind drei für die Ausführung des Generalbasses wichtige Instrumente vereint: Das Cembalo, gespielt von Johann Adam Reincken, die Gambe und die Laute, gespielt von der allegorischen Musica. Von den neben Reincken sitzenden Männern kommen beide als Buxtehude in Betracht.

In der Zeit von 1600 bis 1750 ist durchgehend eine oft mit Ziffern ergänzte Bassstimme üblich, wodurch die Harmonien angegeben sind, die durch die Gruppe der Continuo-Instrumente realisiert werden, meist durch ein Akkordinstrument wie Cembalo, Orgel oder Theorbe in Verbindung mit einem Bassinstrument wie Gambe, Violoncello oder Fagott. Dieser basso continuo – entstanden aus dem basso seguente, der in der späten Renaissance, ohne notiert zu werden, die unterste Vokalstimme instrumental verstärken konnte – wertet die Bassstimme gegenüber den Mittelstimmen auf. An die Stelle älterer Texturen einer Melodie mit begleitenden Stimmen treten Oberstimme und Bass als zwei wesentliche Linien. Die nur durch Ziffern bestimmten Harmonien bieten Gelegenheit zu improvisatorischer Realisation. Andererseits dienten Lehrwerke zur Generalbasspraxis auch dem Erlernen des Komponistenhandwerks.
Die bereits in der Musik des Mittelalters entstandene und in der Renaissance zur Vollendung geführte Polyphonie, also das Zusammenklingen selbstständig geführter Melodielinien, wird vom Generalbass nicht vollständig ersetzt. Allerdings mussten die kontrapunktisch geführten Stimmen nun der harmonischen Organisation der Continuo-Stimme folgen, waren dem harmonischen Ablauf untergeordnet.

### Dissonanz, Chromatik, Tongeschlechter

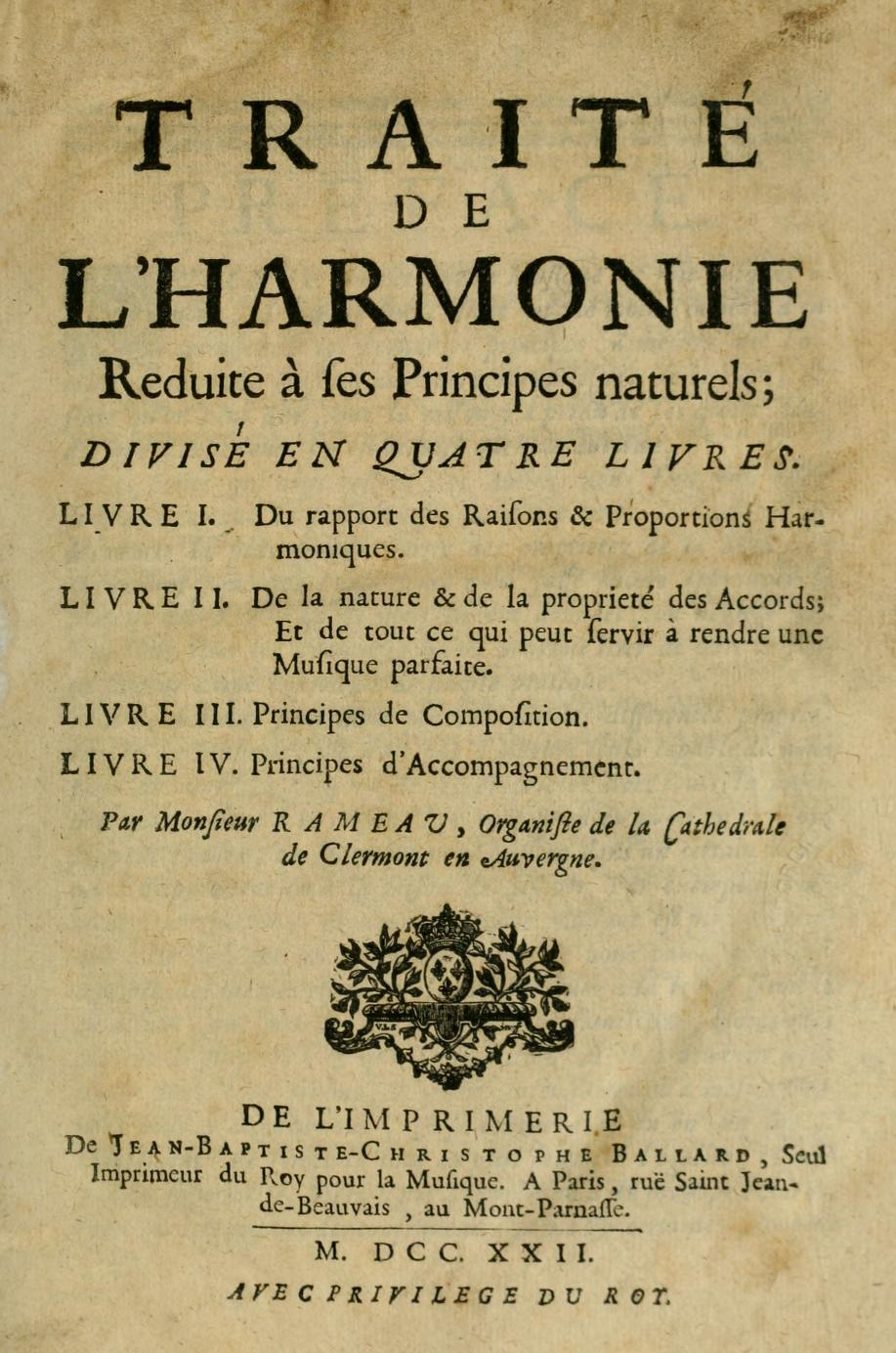
Rameaus Traité de l’harmonie réduite à ses principes naturels, Paris 1722

Dissonanzen wurden zunehmend nicht mehr als Intervall zwischen zwei Stimmen, sondern als unpassender Ton im Akkord wahrgenommen und dienten dann der Definition der Richtung einer harmonischen Entwicklung. Ebenso wird die Chromatik, zunächst experimentelles Ausdrucksmittel, im Lauf des Barock der harmonischen Kontrolle untergeordnet. Die früher gebräuchlichen Kirchentonarten werden in Kompositionspraxis und Musiktheorie auf die beiden Tongeschlechter Dur und Moll reduziert. Tonika, Dominante und Subdominante mit beigeordneten Akkorden organisieren die Harmonik, vorübergehende Modulationen stellen die vorherrschende Tonart nicht in Frage. Die moderne Analysemethode, ausgehend von Akkorden mit Grundtönen und Umkehrungen, war im 17. Jahrhundert nicht geläufig, noch der spätbarocke Komponist Francesco Gasparini ging zur Beschreibung von Kadenzen wie in der modalen Musik der Renaissance von einem zweistimmigen Rahmen aus. Das Repertoire an Akkordfortschreitungen war groß, gemeinsame harmonische Muster können kaum aufgefunden werden.
Die erste Harmonielehre ist Jean-Philippe Rameaus Traité de l’Harmonie von 1722. Rameau beschrieb den basse fondamentale, also die Grundlinie für die Stammakkorde, die nicht im Bass stehen muss, und die Akkordumkehrung. Für Rameau ist die Dissonanz der „Motor, der die Musik in Gang hält“, das „Band, das die Akkorde zusammenhält“.

### Stimmungen
Im Mittelalter wurde Wert darauf gelegt, dass die beiden Intervalle mit den einfachsten Schwingungsverhältnissen, die Oktave (eins zu zwei) und die Quinte (zwei zu drei), rein gestimmt waren. Zwei Töne, deren Abstand eine Oktave ist, werden als gleich identifiziert und tragen denselben Namen (c, d, e und so weiter). In der tonalen Musik stehen in jeder Tonart die wesentlichen Akkorde Tonika (erste Stufe) und Dominante (fünfte Stufe) im Abstand einer Quinte, ebenso Subdominante (vierte Stufe) und Tonika. Schichtet man zwölf reine Quinten übereinander, erhält man beinahe den um einige Oktaven versetzten Ausgangston, die Differenz nennt man das pythagoräische Komma. Zudem weichen bei den sich so ergebenden zwölf Tönen die großen Terzen (Schwingungsverhältnis vier zu fünf), die seit der Renaissance neben Oktave und Quinte auch als konsonant, also wohl- oder zusammenklingend gelten, von ihrer reinen Version stark ab. Stimmungssysteme versuchen daher, die Töne so anzuordnen, dass oft verwendete Zusammenklänge möglichst nahe an der reinen Repräsentation der Intervalle liegen, und nehmen dafür andernorts verstimmte Intervalle wie die „Wolfsquinte“ in Kauf, weshalb manche Tonarten gemieden werden müssen.
Die in der zweiten Hälfte des 15. Jahrhunderts etablierte mitteltönige Stimmung, die eine Gruppe von Tonarten durch reine Großterzen auszeichnet, blieb das ganze Barockzeitalter über Standard. Um eine größere Zahl an Tonarten erreichbar zu machen, wurde die Stimmung dahingehend modifiziert, das pythagoräische Komma auf mehr Quinten aufzuteilen. Wohltemperierte Stimmungen, die ab 1681 von Andreas Werckmeister und ab 1706 von Johann Georg Neidhardt vorgestellt wurden und das Spiel in allen Tonarten ermöglichen, konnten sich ebenso wenig durchsetzen wie die gleichstufige Temperatur, die sich erst ab 1750 in der Praxis nachweisen lässt.

## Instrumente

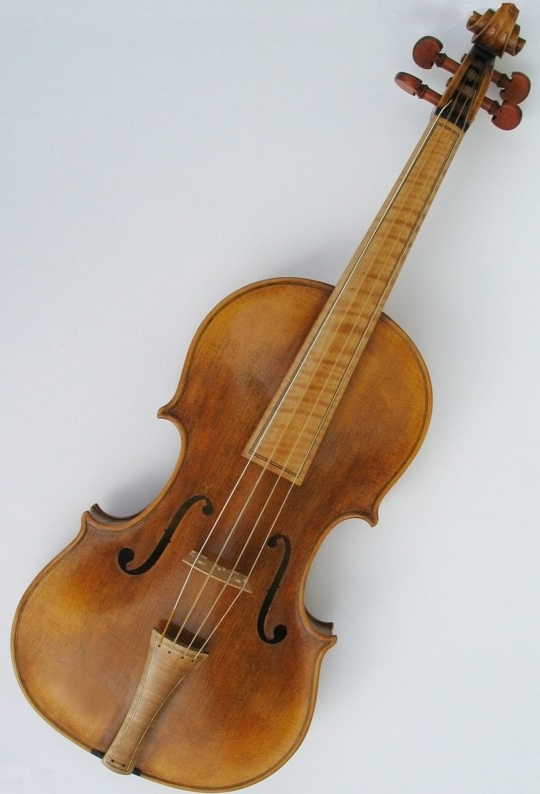
Nachbau einer Barockvioline

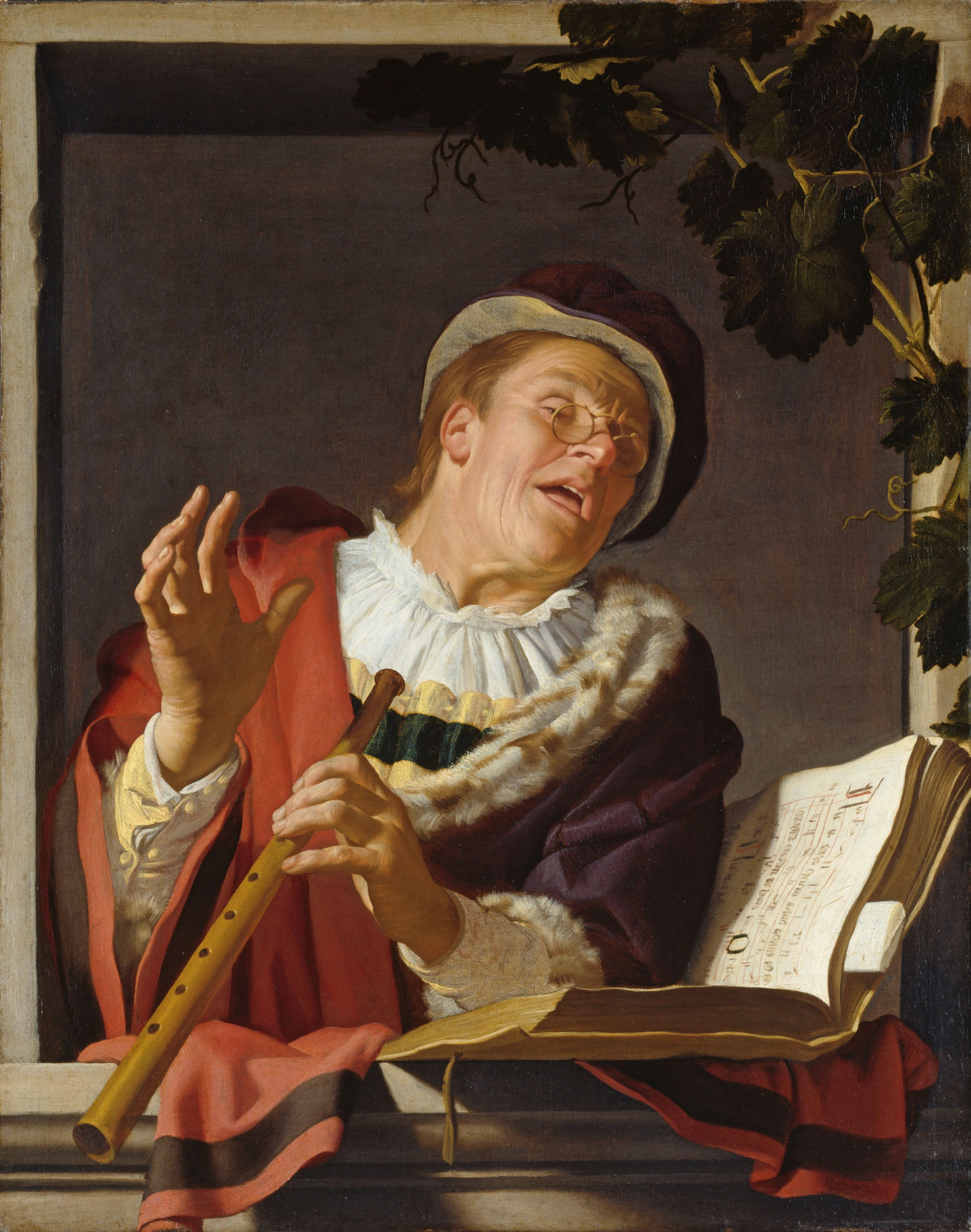
Gerard van Honthorst: Singender Zinkspieler (1623), Staatliches Museum Schwerin

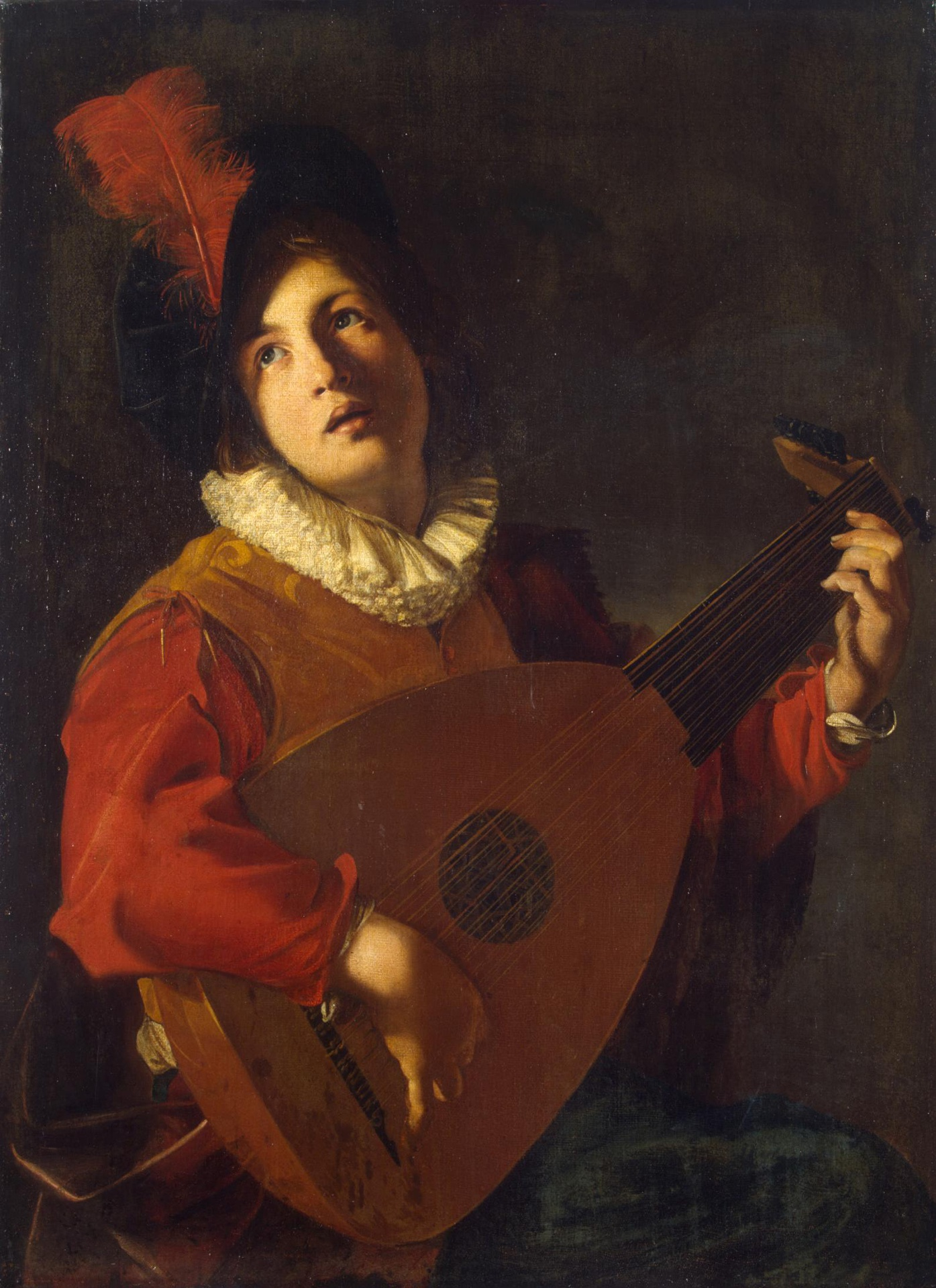
Nicolas Tournier: Lautenspieler, Eremitage, Sankt Petersburg

Viele der noch heute gebräuchlichen Instrumente wurden in der Barockzeit entwickelt. Die barocken Versionen dieser Instrumente unterscheiden sich im Klang von ihren Nachfahren, beispielsweise weil Streichinstrumente mit Darmsaiten bespannt waren. Die Violine, die gegenüber der in der Renaissance dominierenden Gambe tragfähiger und lauter war, wurde im 19. Jahrhundert in der Bauweise modifiziert, sodass Barockinstrumente verglichen mit modernen wiederum weicher, leiser und weniger strahlend wirken.
Das Instrumentarium war im Barock farbenreich und regional sehr unterschiedlich. Ab 1680 begann eine Standardisierung der Holzblasinstrumente nach französischem Vorbild und der Streichinstrumente nach italienischem, ohne noch die Einheitlichkeit des 19. Jahrhunderts zu erreichen.
Um 1700 bildete sich die Orchesterbesetzung heraus, die noch in der Wiener Klassik üblich war: Streicher mit basso continuo und je nach Bedarf hinzutretenden Holz- und Blechblasinstrumenten.

### Streichinstrumente
Entsprechend der Ablösung von fließender Polyphonie durch prominente Solisten wurde die Violine mit der kraftvolleren Bogenführung und dem spezifischen Timbre gegenüber der vokaler klingenden Gambe attraktiver, verdrängte diese insbesondere in Italien. Während Rebec und lira da braccio verschwanden, spielte die Gambe besonders in kontrapunktischen Gattungen weiter eine große Rolle. Im Orchester konnte der delikate Ton der Gambe neben der Violine jedoch nicht bestehen. Neben der Violine waren Bratsche und Violoncello in Gebrauch. Berühmte Geigenbauer der Barockzeit waren in Cremona Nicola Amati, Andrea Guarneri und Antonio Stradivari.

### Blasinstrumente
Als Obligatinstrument gleichberechtigt neben der Violine stand im 17. Jahrhundert der Zink, oftmals ohne explizit gefordert zu sein. Die Blockflöte wurde bis zum beginnenden 18. Jahrhundert in begrenztem Tonumfang eingesetzt, nach einer folgenden Blütezeit, in der der gesamte Tonumfang erschlossen wurde, nahm ab 1730 die Popularität zugunsten der Traversflöte stark ab. Die Doppelrohrblattinstrumente Oboe und Fagott sowie das Chalumeau, mit einfachem Rohrblatt der Vorläufer der Klarinette, sind ab dem letzten Drittel des 17. Jahrhunderts nachweisbar. Letztere verdrängten die noch im Frühbarock gängigen Instrumente Schalmei, Pommer, Kortholt, Krummhorn und Rackett. Die Klarinette erscheint noch im späten Barock beispielsweise in der Musik von Rameau (in der Oper Zoroastre, 1749).
Neben den Trompeten, die zusammen mit den Pauken weiterhin als Herrschaftssymbol dienten, waren als Blechblasinstrumente Hörner und Posaunen in Verwendung.

### Zupfinstrumente
Als Variante der Laute, die vorwiegend in aristokratischen Kreisen beheimatet war, wurde mit Beginn der Monodie die klangstärkere Theorbe entwickelt. Die Harfe wurde zu Anfang des Barockzeitalters zur Form der Tripelharfe weiterentwickelt. Ferner sind als Zupfinstrumente Mandoline und Gitarre zu nennen. Die Barockgitarre diente überwiegend als Begleitinstrument, meist nicht als Soloinstrument.

### Tasteninstrumente
Kielclaviere wie Cembali wurden neben dem Vortrag von Kompositionen für Improvisation und Generalbasspraxis genutzt, dabei wurden die Möglichkeiten, die zweimanualige Cembali bieten, nur selten verlangt. Im Gegensatz zu Cembalo und Spinett, bei denen die Dynamik des Tons nicht beeinflusst werden kann, weil ein von der Mechanik bewegtes Plektrum die Saite zupft, bot das Clavichord eine gewisse Dynamik, allerdings im Rahmen einer sehr begrenzten Lautstärke. Im weltlichen Ambiente wurden daneben kleinere Orgelinstrumente wie Portative, Positive und Regale verwendet, in den Kirchen wurden die großen Orgeln erweitert, mit dem Ziel, Instrumentalensembles zu imitieren. Die entsprechenden Register wurden nach Blas- oder Streichinstrumenten benannt.

## Aufführungspraxis
Kompositionen der Barockzeit sind überliefert als Notenmaterial in Autographen, Abschriften und in Drucken. Für Informationen über die damalige Aufführungspraxis sind besonders Erst- und Frühdrucke interessant, da dort wie auch in den handschriftlich überlieferten Quellen Angaben zum Vortrag enthalten sein können. Hinzu kommen Lehrwerke und Traktate, Musikerbriefe und -zeugnisse, Aufführungsberichte und -dokumente, bildliche Darstellungen und überlieferte historische Instrumente.
Viele Werke sind verlorengegangen. Zudem kannte das Barock nicht die Vorstellung vom Komponisten als Originalgenie, dessen Werke unantastbar seien. Betrachtet man die einfache und die ausgezierte Version, die Monteverdi für Orfeos Arie Possente spirto notiert, zeigt sich, dass der Komponist eine „Vorlage bietet, die sich vorsätzlich öffnet für die individuelle Interpretation.“ Die Version mit ausnotierten Verzierungen kann auch als Aufzeichnung von Stil und Praxis des Sängers gedeutet werden. Kompositionen wurden dem Funktionsbereich und Aufführungsort entsprechend besetzt, Teile fortgelassen oder ausgewechselt, Opernsänger brachten ihre „Kofferarien“ mit.

### Tempo
Die Tempobestimmung für Musik des Barock folgt einem proportionalen System: Sämtliche Taktarten und Notenwerte folgen einem Grundschlag (battuta), der durch ein Abwärtsschlagen zu Taktbeginn angezeigt wird, was Unter- und Obergrenzen für mögliche Tempi bedingt. Affektbezeichnungen wie Adagio, Grave, Allegro und Presto wurden im Laufe des 17. Jahrhunderts zu Tempoangaben. Absolute Tempi sind nur für Einzelfälle etwa durch Spieldauern überliefert.

### Rhythmus
Auch im Barock wurde Musik nicht den Notenwerten folgend in starrer Gleichmäßigkeit ausgeführt. Bei der französischen Inégalité wurden Paare gleich lang notierter Töne so gespielt, dass der erste bis fast doppelt so lang wie der zweite werden konnte, je nach Ausdrucksziel differenzierbar. Tempo rubato als Verzögerung war nur solistisch an wenigen Stellen möglich, da die Begleitung rhythmisch gleichmäßig bleiben musste.

### Artikulation
Im Barock gab es nur zwei Bezeichnungen dafür, wie lange ein Ton ausgehalten wurde: Der Bindebogen zeigte an, dass er bis zum Beginn des nächsten Tons andauerte, der Punkt, dass eine Unterbrechung stattfand. Fehlen diese Bezeichnungen, so ist von einer nicht-gebundenen Grundartikulation auszugehen.

### Dynamik
Im 17. Jahrhundert gab es nur zwei Lautstärkenbezeichnungen, im frühen 18. Jahrhundert bereits acht. Nicht ausnotierte dynamische Gestaltung folgte der Beschaffenheit der Komposition und nahm Rücksicht auf Dissonanzen, Synkopen oder Überbindungen.

### Vibrato und Tremolo
Den Begriff Vibrato für Tonhöhen- und Intensitätsschwankungen gab es im Barock noch nicht, diese Techniken wurden allerdings in Lehrwerken beschrieben. Man geht davon aus, dass sie nur als Ornamente eingesetzt wurden. Als Imitation des Orgeltremulanten gab es bei Streichern das Bogenvibrato und bei Bläsern dasjenige des Atems, im Gegensatz zum anderen Vibrato wurde dieses Tremolo in der Regel notiert.

### Ornamentik
Ornamente waren zum Teil durch Symbole oder einzelne Verzierungsnoten fixiert, einen wesentlichen Anteil hatten aber die ausübenden Musiker, die „für das hinreichende Vorhandensein von Ornamenten […] verantwortlich“ waren. Während François Couperin in seiner Orgelmusik nur die zu verwendenden Register vorschrieb und Tempo, Phrasierung und Ornamentik dem Ausführenden überließ, wünschte er, dass in seiner Cembalomusik seinen Angaben genau gefolgt werde, Verzierungen sollten weder fortgelassen noch hinzugefügt werden. Notiert wurden Triller, Mordent, Vorschlag, Nachschlag, Zwischenschlag, Schleifer, Doppelschlag, Acciaccatura, Anschlag und Arpeggio.
Italienische und französische Varianten der Ornamente unterscheiden sich. Der auf dem Gebiet der historischen Aufführungspraxis einflussreiche Dirigent Nikolaus Harnoncourt ging von einem großen Gegensatz zwischen italienischem und französischem Stil aus: freie Improvisation in Italien, ein „Verzierungscodex“ in Frankreich, der „peinlich genau“ befolgt werden müsse, weshalb moderne Interpreten für lebendige Aufführungen „musikalisch Partei nehmen“ sollten. In aktuelleren Veröffentlichungen wurde jedoch auch das „improvisierte Anbringen zahlreicher Verzierungen“ als „typisch französisch“ beschrieben. Die italienische Ornamentik war wohl ebenso reglementiert oder durch Konventionen bestimmt wie die französische, bei der zum Teil von der Vokalmusik abgeleiteten italienischen Verzierungspraxis wurden aber auch Intervalle oder ganze Phrasen ornamentiert.

## Musikleben
Im Barock war das Komponieren kein Hauptberuf, sondern üblicherweise bezahlte Nebentätigkeit des Kapellmeisters oder Konzertmeisters am Hof oder des Kirchenkonzertmeisters, Kantors oder Organisten, daneben gab es komponierende Cellisten oder Bläser, die sich in der Regel auch kompositorisch auf ihr Instrument beschränkten. Auch die meisten Sänger waren fest an einer Kirche oder einem Hof angestellt, während Berufssänger, die auf verschiedenen Bühnen auftraten, eine Minderheit darstellten.

### Höfischer Kontext

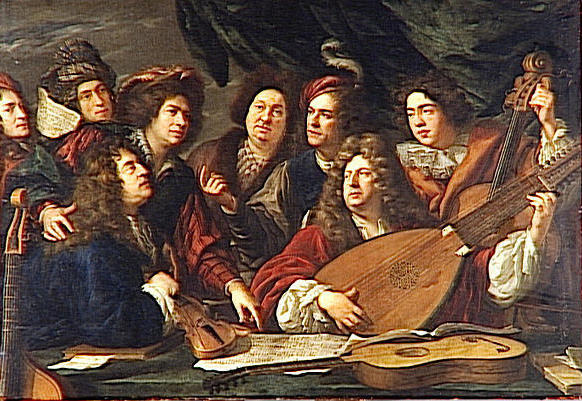
François Puget: Versammlung von Musikern (1688), Musée du Louvre, Paris. Dargestellt sind französische Hofmusiker.

Die Musik im Zeitalter des Barock wurde vor allem durch die Höfe bestimmt, Aufführungsorte waren neben der „Kammer“, womit das Gemach oder der Speisesaal gemeint war, die Kirche und das Theater mit jeweils darauf zugeschnittener Musikproduktion. So unterschied Arcangelo Corelli zwischen Sonata da camera und Sonata da chiesa. Der Absolutismus am französischen Hof von Ludwig XIV. wurde im musikalischen Bereich durch Jean-Baptiste Lully personifiziert, als „Surintendant“ an der Spitze einer hierarchischen Struktur auch des Musikbetriebes.
Leitende Funktion hatten der Kapellmeister und der Konzertmeister inne, letzterer in der Regel auf Instrumentalmusik spezialisiert. Kapellmeister hatten die Hofmusik zu organisieren, was Personalangelegenheiten, Repertoirebeschaffung, Proben und Aufführungen, im Falle der Existenz einer Hofoper auch Regie und Inszenierung inkludierte. In der Regel blieb das Gehalt der Kapellmeister unter dem der Sänger, eine Ausnahme stellte der heute als Opernkomponist berühmte Johann Adolph Hasse dar, der ebenso viel bekam wie seine Frau, die Primadonna Faustina Bordoni. Die höfischen Netzwerke eröffneten Sängern neben ihrer Gesangskarriere auch weitere Beschäftigungsfelder, so arbeitete Margherita Costa auch als Literatin. Zu großem Reichtum gelangten jedoch nur wenige Sänger, wie der Kastrat Farinelli.
Einen niedrigeren Rang hatten Hofmusiker insbesondere in Hofhaltungen unterhalb des Fürstenrangs, dort mussten sie auch außermusikalische Dienste wie Perücken pudern und Schuhe putzen versehen.

### Urbaner Kontext

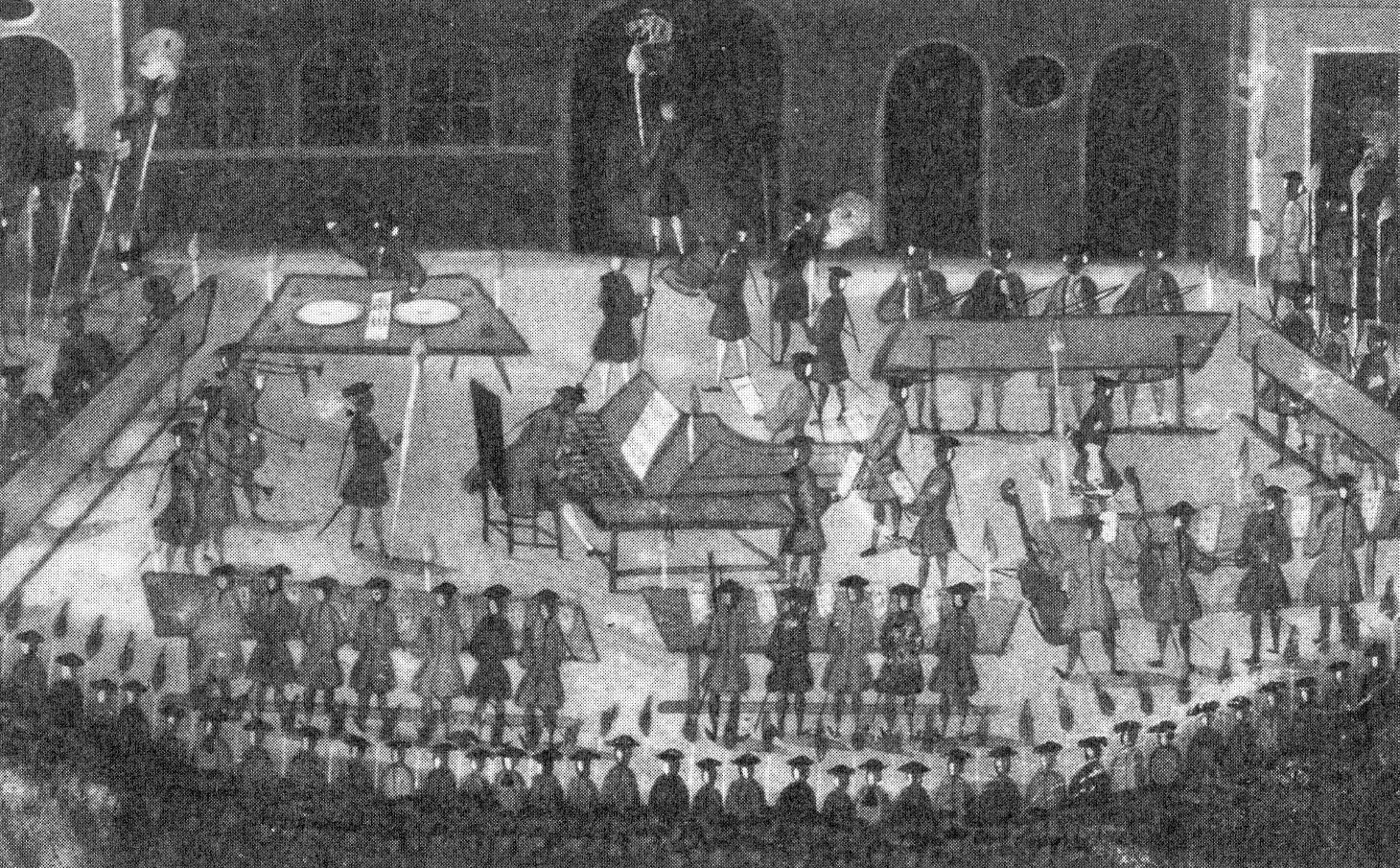
Collegium musicum in Jena etwa 1750

In den Städten waren die zunftähnlich organisierten Stadt- und Ratsmusiker für drei Aufgabenbereiche vorgesehen: Repräsentation des Gemeinwesens, Mitwirkung bei der Kirchenmusik und bei privaten Festen. Als konkretes Beispiel kann die Gestaltung von Turmmusik genannt werden. Es entstanden geschlossene Musikgesellschaften wie das Collegium musicum, das Matthias Weckmann 1660 in Hamburg gründete.
In Italien wurden von den Städten mit privater Unterstützung Musikkonservatorien unterhalten, Francesco Durante, Giovanni Battista Pergolesi und Niccolò Piccinni gingen aus solchen neapolitanischen Musikschulen für Knaben hervor. In den Venezianischen Ospedali waren vorwiegend weibliche Waisen untergebracht, die es in den zugehörigen Kapellen im 18. Jahrhundert zu instrumentaler Virtuosität brachten.

### Kirchlicher Kontext
Für die Kirchenmusik waren Kantoren, die zudem die Ausbildung und Musikorganisation zu leisten hatten, und Organisten zuständig. Ihrerseits mit weniger Aufgaben belastet, konnten sie mit konzertierenden Einlagen im Gottesdienst und Präsentation auch weltlicher Musik in der Kirche einen Säkularisierungsprozess anstoßen.

### Ländlicher Kontext
Eine musikalische Volkskunst wurde vertreten von Hackbrettspielern, Sackpfeifern und Dorffiedlern. Ihre typischen Instrumente waren in der Mitte des 17. Jahrhunderts Drehleiern, Sackpfeifen, Citharen, Kastagnetten, kleine Schnabelflöten, Triangel, Schalmeien, Hackbretter, Xylophone, Krummhörner, Maultrommeln, Octavgeigen und Schellen.
Als allgegenwärtig auf dem Land sind musizierende Fahrende anzunehmen: abgedankte, auch invalide Soldaten, gescheiterte Existenzen, ethnisch-religiöse Randgruppen („Zigeuner“, Juden). Die Grenzen zwischen dieser Gruppe und den musizierenden Bettlern und Bettelmusikanten waren fließend.

### Musik und Frauen

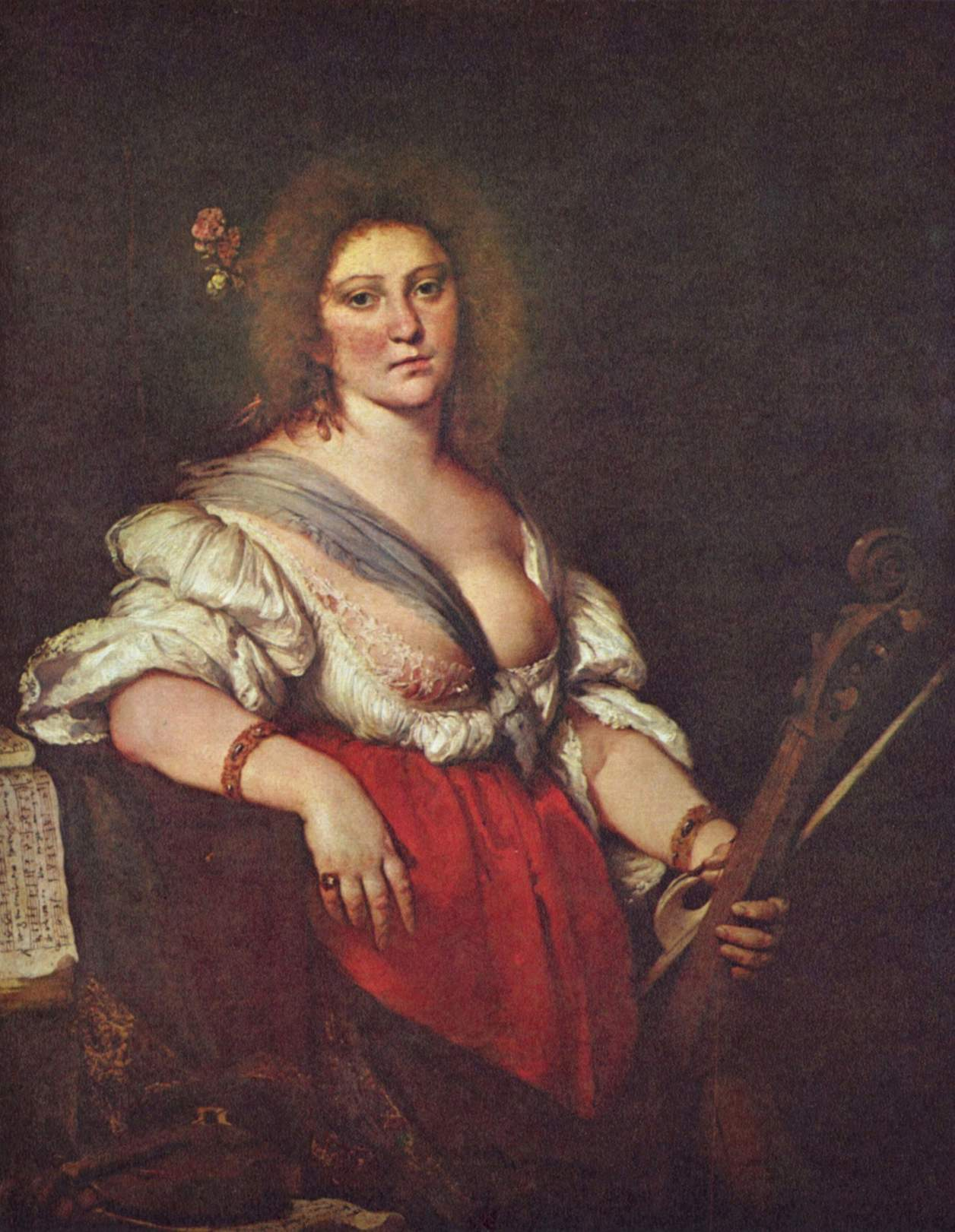
Bernardo Strozzi: Gambenspielerin (1630er Jahre), Gemäldegalerie Alte Meister, Staatliche Kunstsammlungen Dresden. Das Gemälde wird für ein Porträt der Komponistin Barbara Strozzi gehalten.

Als weibliche Rollen in Bezug auf Barockmusik können genannt werden: Komponistinnen, Musikerinnen, Sängerinnen, Hörerinnen, Frauen, die musikalische Bildung weitergaben, Mäzeninnen, Sammlerinnen, Instrumentenbauerinnen und Orgelzieherinnen, Tänzerinnen und Druckerinnen.
Die Anstellungsverhältnisse, in denen Komponisten des Barock standen, waren für Frauen in der Regel nicht erreichbar, sodass vor allem komponierende Frauen aus höheren Rängen der kirchlichen Hierarchie oder aus dem Adel bekannt sind. Sängerinnen komponierten zwar Teile ihres Repertoires selbst, konnten ihre Kompositionen aber nicht veröffentlichen. Die schon zu Lebzeiten berühmten Italienerinnen Francesca Caccini und Barbara Strozzi, die von ihren in musikalischen Kreisen einflussreichen (Adoptiv-)Vätern profitierten und die Ordensfrau Isabella Leonarda, die von dem „hohen kulturelle[n] Niveau“ des Ursulinums von Novara getragen war, konnten schon zu Lebzeiten zahlreiche Werke veröffentlichen.
Im Gegensatz zur in Europa üblichen Beschränkung weiblichen Musizierens auf Kloster, Badehaus und Bordell wurde in Norditalien eine Oper ausdrücklich bei Francesca Caccini in Auftrag gegeben, es entstand als erste Oper einer Frau La liberazione di Ruggiero dall’isola d’Alcina (1625) als „Frauenoper“, die auf der Bühne eine „verkehrte Welt“ präsentiert. Opernsängerinnen waren zwar als Künstlerinnen akzeptiert, galten aber als außerhalb der Gesellschaft stehend. Francesca Caccini, die „1618 mit Il primo libro delle musiche ihre erste, mit 99 Seiten für diese Zeit außergewöhnlich umfangreiche Sammlung an Vokalkompositionen im Druck“ vorlegte, komponierte nach Aufstieg in den Adelsstand nur noch anonym und gestattete ihrer Tochter das Singen in Theateraufführungen nicht. Aufgrund satirischer Kommentare über ihre Moral, unehelicher Kinder und eines Gemäldes mit entblößter Brust wird angenommen, dass Barbara Strozzi auch Kurtisane war. Bereits im Alter von fünf Jahren spielte Élisabeth Jacquet de La Guerre das Cembalo und sang am Hof von Ludwig XIV. Sie heiratete einen Organisten und konnte Cembalowerke veröffentlichen und Opern zur Aufführung bringen, wobei ihre Oper Céphale et Procris, eine Tragédie lyrique, bei Ballard gedruckt wurde.
Frauen dürften die Mehrheit der Amateurmusiker gestellt haben. Abgesehen von Nonnen in Klöstern war für Frauen das Instrumentarium eingeschränkt, da etwa die Spreizung der Beine beim Spielen des Violoncellos oder der Kraftaufwand für das Blasen von Blechblasinstrumenten, Zink, Oboe oder Fagott als unschicklich galt. Als prominente Lautenistin ist Wilhelmine von Preußen, Schülerin von Silvius Leopold Weiss zu nennen.
Von der Kirchenmusik waren Frauen in der Regel ausgeschlossen, Ausnahmen waren Frauenklöster und die Vespergottesdienste mit Teilnahme der Mädchen der Venezianischen Ospedali, die jedoch durch die Positionierung hinter Gittern weitgehend unsichtbar gemacht wurden.

## Funktionsbereiche, Räume und Gattungen
Eine Einteilung der Musik nach gesellschaftlichen und funktionalen Aspekten gab es bereits vor dem Barock, dieses demonstriert seinen Zeitgeist aber in definitorischer Abgrenzung mit den Termini musica ecclesiastica (Kirchenmusik), musica theatralis (Musik für das Theater) und musica cubicularis (Musik für die Kammer). Der Komponist und Theoretiker Christoph Bernhard ordnete den Funktionsbereichen Stile zu: stylus gravis für die Kirche, stylus luxurians communis für die Kammer und stylus luxurians teatralis für das Theater, wobei die Bedeutung der Musik gegenüber der Sprache in dieser Reihenfolge als abnehmend angenommen wurde. Die Bereiche waren allerdings durchlässig, nicht nur konnten manche Werke der Instrumentalmusik im weltlichen wie geistlichen Raum erklingen, auch konnten geistliche Konzerte als Tafelmusik dienen.

### Kirche

Melchior Küsel: 1100-Jahrfeier im Salzburger Dom (1682/83), Salzburg Museum, Salzburg. Wahrscheinlich zur Aufführung der Missa salisburgensis positionierte Musiker auf den Vierungsemporen und im Chorraum.

In Nachfolge von frühen Beispielen in Renaissance-Schlosskapellen wurden nun in protestantische Kirchen Emporen mit zusätzlichen Bänken für die Gemeinde eingebaut, die somit zusammenrückte und aus verschiedenen Ebenen den Raum mit ihrem Gesang erfüllte. Auch katholische Kirchenräume fassten nun ohne Lettner Priester und Laien „in einem kohärenten Kirchenraum als Gemeinschaft der Gläubigen“ zusammen, besonders in den tonnengewölbten Saalräumen mit Seitenkapellen, die durch gegenreformatorische Orden Verbreitung fanden. Chöre und Instrumentalisten wurden zu besonderen Anlässen an unterschiedlichen Orten positioniert, um besondere Effekte zu erzielen. Die Orgel fand obligatorisch auf der Westempore über dem Hauptportal Platz, zunehmend durch Architektur und Dekor integriert in die räumlichen Strukturen.

#### Gemeindegesang
Angestrebt wurde im Barock eine Wirkung der Musik, welche die innere Überzeugung der Beteiligten fördern sollte. Zur vokalen Kirchenmusik gehörte der liturgische Gesang am Altar und das Singen der Gemeinde. Im evangelischen Gottesdienst war auch mehrstimmiger Gemeindegesang im Kantionalsatz üblich.

#### Instrumentalmusik
Die Gemeinde wurde mitunter von der Orgel unterstützt, die zudem Verwendung fand für Vor-, Zwischen- und Nachspiele zu gottesdienstlichen Handlungen und im Alternatimspiel zu liturgischem Gesang. Cantus-firmus-gebundene Gattungen waren Choralvariation, Choralpartita, Choralfantasie und Choralvorspiel, freie Kompositionen in kontrapunktisch-imitatorischer Art wurden Ricercar, Canzona, Fantasia und Capriccio genannt, improvisatorischen Charakter hatte die Toccata. Die Fiori musicali (1635) von Girolamo Frescobaldi geben einen Eindruck, wie Organisten aus dem Stegreif den Gottesdienst begleitet haben könnten: Eine Toccata fungierte zu Beginn als intonazione, legte die Tonhöhe für die Sänger fest. Es folgte eine cantus-firmus-gebundene Kyrie-Version, dann eine lebendige Canzone nach der Epistel, ein streng imitatives Ricercar leitete das Offertorium ein, eine chromatische Toccata folgte für die Transsubstantiation und eine weitere Canzone für die Kommunion.
Bei Frescobaldis Werken für Tasteninstrumente ist die Besetzung und die Funktion der Werke allerdings in der Regel unbestimmt, so kommt neben der Orgel auch das Cembalo in Frage. Im späten 17. Jahrhundert wird in Deutschland die Kombination Präludium und Fuge üblich, wobei die Fuge die Nachfolgerin der imitatorischen Gattungen wie Ricercar darstellt. Da sowohl Präludium als auch Fuge die Funktion eines Vorspiels hatten, kann die Kombination als Variante der Toccata angesehen werden, zumal auch Fugen improvisiert wurden. Bachs wohltemperiertes Klavier als bekanntestes Beispiel dieser Paarung gehört wohl eher in die Kammer als die Kirche.
Weitere Instrumentalmusik wie die Sonata da chiesa oder das Concerto grosso konnten ebenfalls an verschiedenen Stellen des Gottesdienstes eingesetzt werden, etwa als Ersatz für das Graduale oder das Offertorium oder zur Kommunion.

#### Messe und Requiem
Der christliche Hauptgottesdienst, die Messe, zerfällt in die Gruppe der gleichbleibenden Teile, das Ordinarium Missae mit Kyrie, Gloria, Credo, Sanctus mit Benedictus und Agnus Dei, und das Proprium Missae je nach Zeit im Kirchenjahr oder Tagesfest. Gegenüber der Renaissance nahm die Bedeutung von Ordinariumszyklen ab, die dennoch einen Schwerpunkt des Repertoires bildeten. Es entstanden im Barock sehr unterschiedliche Vertonungen des Ordinariums: in Frankreich auch noch in der Art gregorianischer Einstimmigkeit und als Alternatim-Orgelmesse, bei der neu komponierte Orgel-Versetten mit vorhandenen gregorianischen Gesängen abwechseln. Werke im polyphonen Stile antico stehen neben solchen im neuen Stil, wobei in Wien am Habsburgerhof die Verwendung dieser Stile streng reglementiert und in den „stillen“ Zeiten des Kirchenjahres der alte Stil verpflichtend war. Die Schreibweisen konnten auch vermischt auftreten, wie es insbesondere in Bologna typisch war. Das zum Proprium Missae gehörige Offertorium bot aufgrund der längeren zeitlichen Erstreckung der liturgischen Handlung mit der Darbietung der Gaben Gelegenheit zu besonderer Prachtentfaltung.
Die Totenmesse, das Requiem, ist eine katholische Form der Messfeier ohne das hymnische Gloria und das Credo, das an Wochentagen ohnehin entfällt, dafür wurden bei der Vertonung auch die Proprium-Texte berücksichtigt, sodass von einer Plenarmesse gesprochen werden kann. In den Reformationskirchen war stattdessen die Integration von Motetten oder Kantaten üblich, es gab aber auch extra für Trauerfeiern komponierte Werke wie die Musikalischen Exequien von Schütz.

#### Motette
Die Gattung der einchörigen Renaissance-Motette wurde im Barock fortgeführt, ihren Platz hatte sie als Musik zum Proprium, in Gottesdiensten des Stundengebets und bei besonderen Andachtsformen. Als Motette bezeichnete man in Deutschland sakrale Kompositionen für Chor a cappella oder mit wenig Instrumentalbeteiligung. Die Bezeichnungen variierten aber, Motette und Concerto waren austauschbare Termini, die im Spätbarock auch für die Gattung verwendet wurden, die heute mit Kantate angesprochen wird. Besonders verbreitet waren die leicht aufführbaren Chormotetten von Andreas Hammerschmidt. Im Laufe des 17. Jahrhunderts wurde die deutsche Chormotette vom geistlichen Konzert und der Kantate verdrängt.
In den romanischen Ländern wurde der Begriff der Motette weiter gefasst, so gab es auch Solomotetten, die in der Messe oder Vesper Graduale, Offertorium oder ein Antiphon ersetzen konnten.
In Frankreich diente der klein besetzte Petit motet dem individuellen Frömmigkeitsausdruck, der mehrchörige Grand motet ausschließlich der Gestaltung der Messe des Königs. Im Text wurde die Bezeichnung „Deus“ durch „Seigneur“ ersetzt, das auch als Anrede des Regenten üblich war, sodass der Lobgesang ihm ebenso wie Gott gelten konnte. Jeden Tag um zehn Uhr wurden für Ludwig XIV. drei Motetten aufgeführt: Mit einer großen Motette wurde er auf seinem Platz empfangen, eine solistisch besetzte erklang zur Wandlung und ein chorisches Gebet während seines Auszuges.

#### Geistliches Konzert und Kantate
Im 17. Jahrhundert etablierte sich in Deutschland die Bezeichnung Kleines Geistliches Konzert für klein besetzte geistliche Werke, die das aus Italien stammende konzertierende Prinzip aufgreifen. Heute versteht man darunter auch die damals als Motette oder Psalm bezeichneten groß besetzten konzertierenden Werke geistlicher Musik in Deutschland, sodass in der Gesamtheit das Geistliche Konzert nun als vorherrschende Gattung der protestantischen Kirchenmusik der ersten beiden Drittel des 17. Jahrhunderts gelten kann. Während zunächst groß besetzte Werke dominierten, verursachte der Dreißigjährige Krieg eine Reduktion der Mittel.
Im letzten Drittel des 17. Jahrhunderts wurden die Gattungselemente Concerto, Choral und Aria verschiedenartig kombiniert, sodass in den modernen Gattungsbegriffen Concerto-Aria-Kantate und Concerto-Choral-Kantate der Übergang zu einer neuen Gattung, der evangelischen Kirchenkantate, dargestellt ist. Die Unterscheidung dieser Gattung von ihrem Vorgänger wird an der Mehrsätzigkeit festgemacht, was insofern eine problematische Definition ist, als der Unterschied zwischen abhängigen Abschnitten und unabhängigen Sätzen in einem Werk mit einheitlichem Text Auslegungssache ist. Zudem ist die Gattungsbezeichnung insofern irreführend, als noch im frühen 18. Jahrhundert auch von deutschen Autoren unter Kantate die ältere italienische weltliche Gattung gemeint gewesen sein dürfte. Der Pastor Erdmann Neumeister veröffentlichte 1702 freie „madrigalische“ Dichtungen als Geistliche Cantaten, womit er womöglich die italienische Gattung bestehend aus Rezitativen und Arien auf die lutheranische Musik übertragen wollte. Als Friedrich Wilhelm Zachow den Übergang zum Kantatentyp mit zusätzlichen Rezitativen als Komponist umsetzte, übernahm er den Gattungsbegriff nicht. Dass die damals Kirchenstück, Kirchenmusik, Concerto, Motette oder Dialog genannten Werke nun als Kantaten bezeichnet werden, liegt an der Prominenz der frühen Bach-Forschung ab Philipp Spitta im späten 19. Jahrhundert. Jeden Sonntag wurden neue evangelische Kirchenkantaten für den Gottesdienst geschrieben, sodass Komponisten mit mehr als 1000 Kirchenkantaten in ihren Œuvres „keine Seltenheit“ gewesen sein dürften. Über Aufführungsverzeichnisse sind etwa 2500 Kantaten von Johann Philipp Krieger belegt. Im Vergleich zu den großen Verlusten bei anderen Komponisten sind von Christoph Graupner ungewöhnlich viele Kantaten erhalten geblieben.

#### Verse Anthem
Im England des späten 16. Jahrhunderts fand die Tradition der consort songs mit instrumental begleiteter Solostimme Eingang in die Kirchenmusik, womit die Gattung des Verse Anthems mit dem ersten Hauptvertreter Orlando Gibbons ihren Anfang nahm. Unter der Herrschaft der Puritaner von ca. 1644 bis 1660 wurde Musik aus dem anglikanischen Gottesdienst verbannt. Englische Komponisten konnten in dieser Zeit geistliche Musik nur für katholischen Gebrauch schreiben. Bedeutende Werke des geistlichen Madrigals von Thomas Weelkes und Thomas Tomkins entstanden nach englischem und italienischem Vorbild. Nach Wiederherstellung der Monarchie wurde die Gattung Verse Anthem revitalisiert, nun mit einem mehr deklamatorischen Stil, oft mit einem Streicherensemble, das zu Solisten, Chor und basso continuo hinzutritt.

#### Vesper, Litanei, Te Deum, Lamentation
Unter den Stundengebeten war die abendliche Vesper an Sonn- und Feiertagen als öffentliche Veranstaltung von besonderer Bedeutung. In die zahlreichen Psalm- und Magnifikat-Vertonungen hielt der neue konzertierende Stil Einzug, gregorianische Intonationen, Cantus firmus und Falsobordone (Parallelführung der Stimmen) blieben jedoch erhalten.
Litaneien legten als Anrufungen Gottes eine Ausführung durch zwei Gruppen nahe. Das Te Deum als Mittel der Danksagung wurde zur prunkvoll-repräsentativen Festmusik, es wurden sogar Glockengeläut und Böllerschüsse in Aufführungen integriert. In der Passionszeit erklangen Lamentationen und Passionen.

#### Passion und Historia
Als Historia bezeichnete man Vertonungen des Neuen Testaments für den evangelischen Gottesdienst. Dabei blieb der Bibeltext ohne Zusätze abgesehen von Einleitung und Beschluss. Themen waren Geburt, Kreuzigung (Passion) und Auferstehung. Passionen wurden auch für den katholischen Gebrauch geschaffen, andere Evangelienberichte nicht, da nur der Priester oder Diakon das Evangelium vortragen durfte. Meist handelte es sich im katholischen Bereich um wenig anspruchsvolle Gebrauchswerke, herausragend ist Francesco Feos Passio secundum Joannem (1744). Werden die Texte aller vier Evangelien kompiliert, so spricht man von einer Passionsharmonie.
Als Vertonungstypen stehen einander die responsoriale und die durchkomponierte oder motettische Passion gegenüber. Die responsoriale Passion oder Choralpassion präsentiert die Turbae mehrstimmig, die übrigen Personen singen auf dem Passionston mit eigenen Rezitationsebenen für Jesus (auf f), Evangelisten (auf c’’), Jünger und Soliloquenten (f’’). Diese Praxis wurde zuerst improvisiert, dann etwa bei Schütz ausnotiert. Ab Mitte des 17. Jahrhunderts tritt die Generalbasspassion und die konzertierende Passion mit Instrumenten auf. In der oratorischen Passion wurden Choräle und kontemplative Texte eingefügt. Georg Philipp Telemann komponierte am meisten Passionen dieses Typs. Das Passionsoratorium mit neu gedichtetem Text gehört einer anderen Gattung an, dem Oratorium. Dieses verdrängte gegen Ende des Barock die oratorische Passion.

#### Oratorium

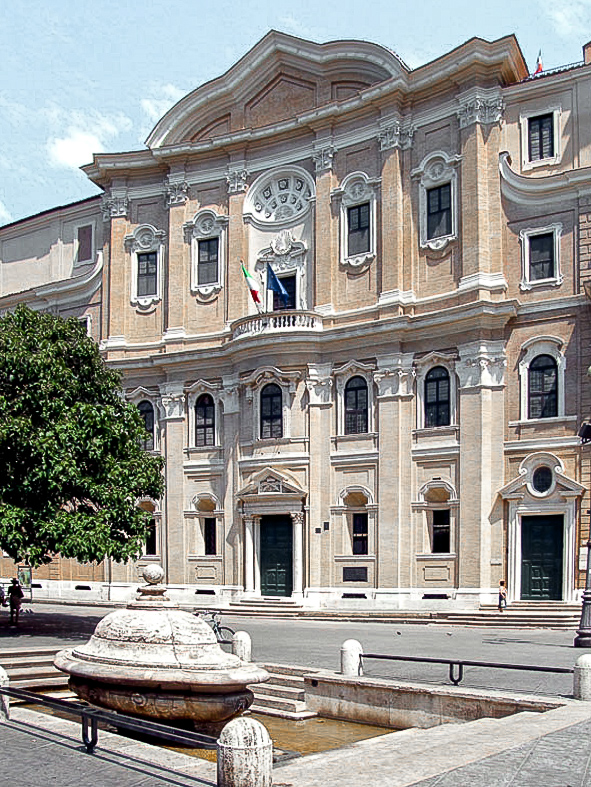
Francesco Borromini: Südfassade des Oratoriums des hl. Philipp Neri

Das Konzil von Trient (zwischen 1545 und 1563) hatte zum Ziel, Gottesdienste und ihre Musik „von unerwünschten Auswüchsen zu reinigen“, was zum Aufblühen „paraliturgischer“ Andachtsformen in den Betsälen von Kirchen und Klöstern, genannt Oratorium oder Oratorio, führte. Aufgrund des mangelnden Platzes kam es zu Neubauten, etwa des Oratorio dei Filippini mit der großen Sala Borromini (1640 Einweihung). So brachte die Gegenreformation mit den Frömmigkeitsübungen italienischer Bruderschaften, der Generalbass und die Monodie die neue Gattung des Oratoriums hervor, die Beschränkung der Gattung auf den katholischen Bereich blieb über das ganze 17. Jahrhundert erhalten. Ziel des Oratoriums war, das Publikum „moralisch zu stärken“.
Im Gegensatz zur oratorischen Passion hat das Oratorium einen neu gedichteten Text, die Stoffe entstammen der Bibel, Heiligenviten oder der Kirchengeschichte. Neben dem neuen Text sind die außerliturgische Funktion, die nichtszenische Beschaffenheit und die Besetzung für mehrere Personen gattungskonstitutiv. Zur Trennung von ähnlichen Dialogkompositionen gilt das Rezitativ als wichtiges Kriterium. Die Grenze zwischen Oratorium und Oper waren aber fließend. Das Oratorium war italienisch (oratorio volgare) oder lateinisch (oratorio latino) und bestand aus zwei Teilen, zwischen denen eine Predigt stattfand.
Die Aufführungen fielen in die opernlose Zeit des Kirchenjahres, fanden außerdem statt zu Heiligen- und Patronatsfesten und generell „ohne kommerzielle Absichten“. So diente das Oratorium als Ersatz für aus theologischen oder wirtschaftlichen Gründen ausfallende Opernproduktion. Zeitgenössische Bezeichnungen waren componimento sacro, cantata per oratorio, azione sacra und dramma sacro, in Frankreich bei Marc-Antoine Charpentier Dialogus, Canticum und Historia.

### Theater
Zum Betrachter, aber auch Ausführenden einer Art von Schauspiel wurde der Besucher des Schloss Versailles schon durch seine Annäherung an das Hauptgebäude, da der Weg durch eine Folge von Platz- und Hofräumen eine Inszenierung der Unterwerfung darstellte, wobei eine charakteristische Klanglandschaft unter anderem mit Hofmusik angenommen werden muss. Beim Grand divertissement 1674 im Ehrenhof und im Garten des Schlosses wurden Libretto, Kulissenarchitektur, Choreografie und Musik aufeinander abgestimmt. Bei Festen im Freien hatte der Monarch seinen Platz auf einem eigenen palco (italienisch für Podium) gegenüber der ebenfalls erhöhten Szene, sodass der Herrscher, der nicht unbedingt still verharrte, auf seiner eigenen Bühne agierte. Im Theaterbau entspricht dieser Konstellation die zentrale Hofloge, der weitere Logen und Ränge beigeordnet wurden, ein Raumtyp, der bis ins 20. Jahrhundert auch bei dann so genannten Opernhäusern üblich blieb. Der fließende Übergang von perspektivischem Bühnenbild und Architektur des Zuschauerraums lässt sich als Aufhebung der Grenze zwischen Theater und Leben auffassen.

#### Oper
Die Schwierigkeiten, Gattungen abzugrenzen, die aufgrund ihrer „Kontext-Funktion“ ohnehin nicht isoliert werden dürfen, sind bei der Oper, die gleichermaßen Gattung wie „musikalisch-sozialgeschichtlicher Bereich“ ist, abgemildert, zudem repräsentiert sie in besonderem Maße mit ihrer Entwicklung die Epoche.
Als Vorläufer im Italien des 16. Jahrhunderts sind Mascherate mit maskierten Sängern und Trionfi, Triumphzüge mit allegorischem oder mythologischem Inhalt, zu nennen. Schon in Fabula di Orfeo (1480) des Dichters Angelo Poliziano war die Musik von einer dekorativen Nebensächlichkeit zu einem wesentlichen Bestandteil der Konzeption aufgerückt. Das Pastoraldrama, in dem Hirten in der freien Natur Arkadiens agieren, eignete sich, die durch die Hierarchie der Akteure und die Regeln der Zuordnung hochgestellter Personen zum Tragischen und Niedriggeborener zum Komischen gegebenen Grenzen der Gestaltungsmöglichkeiten zu durchbrechen.
Antike Dramenformen mit Einheit von Ort, Zeit und Handlung wurden seit Ende des 15. Jahrhunderts wiederbelebt, was zur Folge hatte, dass Abwechslung bringende Intermedien (Zwischenspiele) mit Musik so populär wurden, dass sie in der zweiten Hälfte des 16. Jahrhunderts zur Hauptsache werden konnten. Zwischen den fünf Akten konnten die vier Elemente, Temperamente, Jahreszeiten, Tageszeiten oder Lebensalter dargestellt werden oder Szenen aus antiker Mythologie als vorbildlich für den gastgebenden Fürsten inszeniert werden.
Weitere Gattungen, die im Umkreis der Oper anzusiedeln sind, waren die nicht-szenische Madrigalkomödie, die aus der volkstümlichen dreistimmigen Villanella und dem kunstvollen fünfstimmigen Madrigal zusammengesetzt war, die Stegreifkomödie Commedia dell’arte und das szenisch aufgeführte geistliche Spiel Rappresentatione sacra, das heute eher der Oper als dem Oratorium zugerechnet wird.
Was die Oper vom Schauspiel mit Musik früherer Zeiten unterscheidet, ist der komponierte Dialog, die Darstellung von Gefühlen und Menschen durch Musik, die Gegensätze zwischen offenen und geschlossenen Formen und zwischen Instrumenten und Singstimme. Sie entstand in Italien um 1600 im Kontext einer neuen Hofkultur, die Legitimation und Propaganda durch Förderung der Wissenschaft und Kunst anstrebte. Während Pastoraldramen für Hochzeiten geeignet waren, traten für die Ehrung des Herrschers römische Kaiser und mythische Heroen auf. Der unternehmerisch geführte venezianische Opernbetrieb des ausgehenden 17. Jahrhunderts präsentierte Werke heroischen und patriotischen Charakters. Um ein breiteres Publikum zu erreichen, gab es zwischen den Akten Darbietungen von Possenreißern, Jongleuren, Tierbändigern und Pantomimen, eine Opernaufführung in Venedig war ein „multimediales Spektakel“. Dennoch war die venezianische Oper kein populäres Genre, ihre Existenz wurde alleine durch höhere Gesellschaftsschichten gewährleistet. Komplizierte Libretti, die in geradezu postmoderner Manier verschiedene Mythen verknüpften, waren auf die klassische Bildung des Publikums berechnet. Nachdem im späten 17. Jahrhundert verworrene Opernhandlungen eine Vielzahl von Charakteren und Handlungssträngen kombinierten, standen im 18. Jahrhundert nach einem Reformprozess die ernste Opera seria und die komische Opera buffa einander gegenüber. Die hierarchisch organisierte Opera seria, in der Platzierung und Anzahl der Arien dem Rang der Sänger entsprachen, wurde zu einem äußerst erfolgreichen italienischen Exportprodukt. Der Konflikt, in den die Figuren aus mythischem, göttlichem oder aristokratischem Milieu geraten, wendet sich hier am Ende zum Guten. Im 18. Jahrhundert wurde die Gattung dramma per musica genannt.

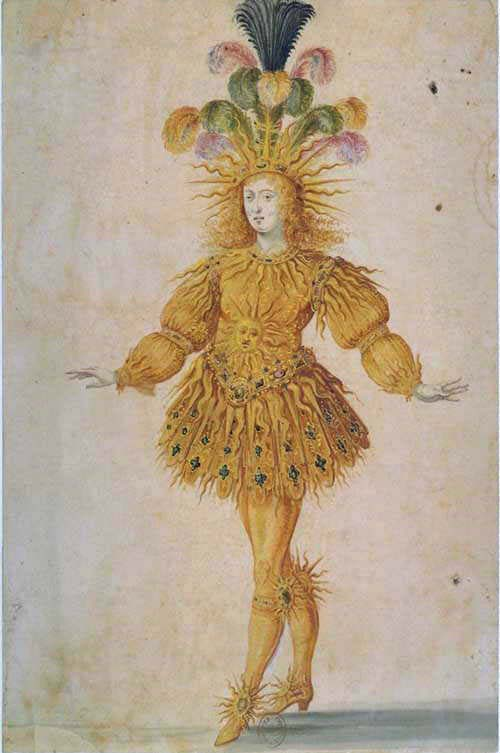
Ludwig XIV. tanzend im Apollo-Kostüm.

Während in Italien die Pastorale mit ihrem idealisierten Handlungsort die Akzeptanz für ein gesungenes Drama erleichterte, kam die neue Kunstform in Frankreich, England und Spanien mit mehreren Jahrzehnten Verspätung an. In Frankreich waren Bühnendarbietungen mit Musik vor allem Ballette. Beim Ballet de la nuit (1653) tanzte der 14-jährige König Ludwig in verschiedenen Rollen mit – auf diesen Auftritt geht sein Beiname „Sonnenkönig“ zurück. Nach dem Ballet de cour zeigen Gattungsbezeichnungen wie Comédie-ballet und Opéra-ballet die bleibende Wichtigkeit des Tanzes auch nach Etablierung einer französischen Oper an. Sogar in der ernsten fünfaktigen Tragédie lyrique, die vor dem 19. Jahrhundert Tragédie en musique hieß, traten neben dem Prolog noch Ballett-Einlagen zu dem an der klassischen Dichtung orientierten gesungenen Drama hinzu. Im Gegensatz zur Tragédie lyrique hatte das Opéra-ballet keine durchgehende Handlung, sondern bestand als Nachfolger des Ballet à entrées aus thematisch lose verbundenen Aufzügen. Die nicht nur in Frankreich wichtige Rolle der Bühnenmaschinerie für besondere Effekte fand wiederum in der Gattungsbezeichnung Tragédie à machines Ausdruck.
In England blieb neben dem gesungenen Dialog noch länger der gesprochene erhalten, so in der Masque und Antimasque sowie der Semi-Opera, ebenso wurden in Spanien in der leichteren pastoralen Gattung Zarzuela gesprochene und gesungene Texte kombiniert, wobei ausgestaltete Gesangspartien den weitgehend von Frauen verkörperten Göttern vorbehalten waren. Auch in Deutschland hat die Gattung den Übersetzungsprozess nicht unbeschadet überstanden: Opern in deutscher Sprache wurden mit italienischen Arien ausgestattet.

### Kammer
Hauptsäle in Schlössern waren für Festmähler oder Hofbälle mit Musikeremporen ausgestattet. Die Abfolge der erklingenden Musikstücke war auf Abwechslung bedacht; im privaten Kreis der fürstlichen Kammer ist von einem freieren Ablauf der musikalischen Darbietungen auszugehen. Als „Hör-Musik“ bedurfte die Musik für die Kammer verglichen zu Kirche und Theater nach Mattheson einer besonders sorgfältigen und kunstvollen Ausarbeitung.

#### Kammerduett und andere konzertante Gattungen

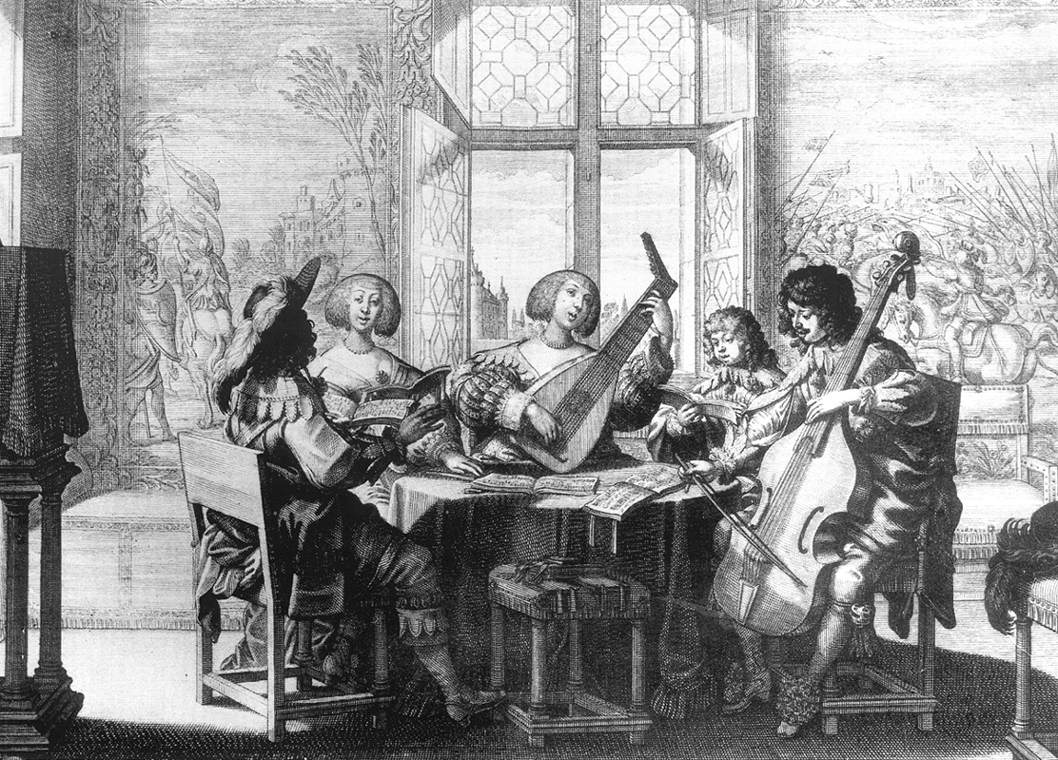
Abraham Bosse: Die fünf Sinne: Das Gehör, Radierung (1638). Die fünfstimmige Besetzung ist typisch für das italienische Madrigal.

Das fünfstimmige Madrigal der Spätrenaissance wurde im Laufe des 17. Jahrhunderts durch neue Typen verdrängt: Konzertante Madrigale verbanden den Ensemblecharakter des Madrigals mit dem konzertanten Prinzip, indem die mindestens vier Stimmen nur vorübergehend in kleineren Gruppen allein musizierten. Das aus zwei Oberstimmen und Generalbass mit eventuell unisono geführter dritter Singstimme bestehende Kammerduett bildete eine kontrapunktische Monodie aus. Liedhafter waren Konzertante Kanzonetten für zwei Singstimmen, zwei Violinen und Generalbass mit strophischem Text, mit Variationen über Bassmodellen oder Wiederholungen und mit Ritornellen. Eine letzte konzertante Gattung bildeten mehrstimmige Konzertante Lieder, eventuell mit obligaten Instrumenten neben dem Generalbass.

#### Kammerkantate, Serenata und andere dramatische Gattungen
In der Madrigalischen Monodie trat an die Stelle satztechnischer Kunst die „solistisch deklamatorische Intensität“. Auch die Strophenmonodie war durchkomponiert, wobei ein wiederkehrendes Bassmodell wie Romanesca oder Ruggiero oder ein kürzeres Ostinato möglich war. Als Kammerszenen kamen einerseits pantomimisch dargebotene Texte mit Berichterstatter wie etwa in Monteverdis Il combattimento di Tancredi e Clorinda und andererseits Dialoge ohne szenische Realisierung in Betracht. Die Kantate trat als Solo-Kantate, Dialog-Kantate und Ensemble-Kantate in Erscheinung mit kontrastierenden Teilen, je nach Anlass kann zwischen Kammerkantate und Festkantate unterschieden werden. Zwischen Oper und Kantate ist die Serenata angesiedelt, noch mehr als die Oper mit huldigendem Zweck anlassbezogen produziert, „meist allegorischen oder mythologischen Inhalts mit bescheidener dramatischer Handlung und der Möglichkeit zu szenischer Darstellung“.

#### Barocklied
Im Gegensatz zu Motetten und Madrigalen trug im Barocklied eine deutlich abgehobene Begleitung die prägnante Melodie der Oberstimme, die Einheitlichkeit und Getragenheit mit sich brachte. Im Frühbarock war neben der Generalbassbegleitung auch die ausnotierte Lautenbegleitung üblich und es gab Verwandtschaften zu mehrstimmigen Vokalstücken. Häufig war das Tanzlied anzutreffen.

#### Tänze, Variationen und Charakterstücke
Im 17. Jahrhundert wurde der Tanz durch Stilisierung und die Beschäftigung von Tanzkomponisten als Hofkapellmeister nobilitiert. Der Tanz galt in Frankreich auch als Mittel zur Schulung des Höflings zur Galanterie, Schicklichkeit und Mäßigung. Die Zusammenfassung in Suiten, besonders oft in der Folge Allemande – Courante – Sarabande – Gigue, diente der Übersichtlichkeit, wohingegen die „Lust an der Buntheit“ durch die Vielfalt an Charakteren und Herkünften der sich über Europa ausbreitenden Tänze befriedigt wurde: Die Allemande ist als deutsch bezeichnet, die Courante stammt vermutlich vom englischen Branle ab, die Sarabande ist eine verlangsamte Variante eines spanischen oder mexikanischen Tanzes, die Pavane weist mit dem Namen wohl auf Padua hin. Tänze wurden für Instrumentalensemble oder Soloinstrumente komponiert, auch kombiniert mit einem Double oder als Variationsfolgen.
Auf dem Cembalo variiert wurde in England eine Diskantmelodie, in Italien ein „fundamentales“ Tonschema im Bass wie „Ruggiero“ oder Ciacona; Samuel Scheidt benannte jede der Variationen nach einer bestimmten kontrapunktischen Aufgabe. Am bekanntesten sind heute Bachs Goldberg-Variationen.
Lautmalerische Effekte, prominent im Pariser Chanson des 16. Jahrhunderts, finden sich nun in Stücken der Instrumentalmusik: Neben den Tänzen stehen Charakterstücke wie das Schlachtengemälde Battaglia, das häufig mit einer Nachahmung von Glockengeläut zur Siegesfeier endete, das verselbstständigt als Glockenstück Carillon entweder das „naturklangliche“ oder das „uhrwerksartige Bewegungsmoment“ schildern konnte. Das Trauerstück Tombeau konnte persönliche Schmerz ausdrücken und im 18. Jahrhundert wurden reale Personen oder Charakterzüge Gegenstand von Musikstücken.

#### Canzone, Sonata, Sinfonia, Concerto
Die Abgrenzung zwischen den Ensemble-Gattungen Canzone, Sonata, Sinfonia und Concerto ist im 17. Jahrhundert schwer vorzunehmen. Im 16. Jahrhundert wurden neben provenzalischen Strophenliedern auch instrumentale Bearbeitungen französischer Chansons Canzone genannt. Nach 1600 wurden die Begriffe Sonata und Canzone weitgehend austauschbar. Michael Praetorius charakterisierte 1619 die Sonata als „gravitetisch und prächtig vff Motetten Art“, die Canzona als „frisch/ frölich vnnd geschwinde“. Gegen Ende des Jahrhunderts waren Sinfonia und Concerto weitgehend synonym.
Bis 1740 war solistische Besetzung die europäische Norm, große Besetzungen gab es ab der zweiten Hälfte des 17. Jahrhunderts bei großen höfischen oder kirchlichen Festlichkeiten in Zentren wie Paris, Rom oder Bologna. Werke mit der Gattungsbezeichnung Concerto etablieren nicht immer den Kontrast zwischen Solist(en) und Ensemble. Entscheidend ist jedoch im Vergleich zur Sonata, Canzona oder Sinfonia eine Textur der Homophonie mit einer hervortretenden Melodielinie.

## Zeitliche Einteilung und regionale Stile

### Die Frage der Periodeneinteilung
Verschiedene Faktoren legen es nahe, innerhalb der Epoche Barockmusik eine Unterteilung in einzelne Perioden zu treffen. Es gibt aber verschiedene Ansichten darüber, wie eine solche Unterteilung genau aussehen sollte, ebenso wie über die Ausdehnung der barocken Epoche als ganzer.
Bei Robert Haas gab es 1928 zwar ein Hochbarock als „kontrapunktische[n] Prunkstil“ aber kein Spätbarock. Der Prunkstil, „in den das musikalische Barock allenthalben auslief“, habe etwa 1660 bei Lully begonnen.
Bukofzer schlug als Binnengrenzen der Epoche vor: 1580–1630 Frühbarock, 1630–1680 Mittelbarock, 1680–1730 Spätbarock, Clercx lässt die Epoche in der Mitte des 16. Jahrhunderts beginnen als primitives Barock, das volle Barock erstreckt sich dann über das ganze 17. Jahrhundert und ein baroque tardif geht dann bis 1740 oder 1765. Claude V. Palisca argumentiert in The New Grove, dass als „Wasserscheide“ zwischen Renaissance und einer beginnenden barocken Epoche die Wahl der Affektdarstellung als primäres Ziel ab 1540 bei Adriaen Willaert und seinen Schülern zu benennen sei. Auch Gernot Gruber lässt 2020 das Frühbarock vor 1600 beginnen und setzt dann die zeitliche Ausdehnung des Hochbarock mit der Regentschaft Ludwig des XIV. gleich (1643–1715). Günter Haußwald gliederte 1973 in Die Musik des Generalbass-Zeitalters deutlich abweichend mit dem Frühbarock im 17. Jahrhundert, dem Hochbarock in der ersten Hälfte des 18. Jahrhunderts und dem Spätbarock von 1750 bis 1800 und merkt an, dass noch Anton Bruckner 1848/49 in seinem Requiem den bezifferten Bass verwendete. Dass von einem hochbarocken Stil in der ersten Hälfte des 18. Jahrhunderts oft gesprochen wird, stellte Taruskin noch 2005 fest. Mozart im Kontext des Spätbarock zu behandeln, da der Generalbass noch in Verwendung war und mit dem improvisatorischen Element der barocken Spielpraxis gerechnet wurde, ist aber ebenso unüblich, wie Bach unter Berücksichtigung der neuen Tendenzen ab etwa 1730 in der Epoche der Klassik unterzubringen, wie von Werner Keil in Musikgeschichte im Überblick (3. Auflage 2018) praktiziert. Meistens steht nach wie vor Bachs Sterbejahr 1750 für das Epochenende. In den Jahren um 1750 „verdichtet“ sich nach Gruber der Wandel in Ästhetik, Geschmack, Stil, Gattungen und sozialen Wirkungschancen. Diese sind nun charakterisiert durch rege „aristokratische und bürgerliche Teilhabe“ ohne Notwendigkeit des Geldverdienens durch Musik. Allerdings zeigen diese erweiterten Einordnungsversuche, dass die Epochengliederung nicht messerscharf gelingt, sondern dass die Entwicklungen auf dem Weg hin zur Klassik im Fluss sind.
Im Neuen Handbuch der Musikwissenschaft, gegliedert in Jahrhunderte, werden die Grenzen der behandelten Zeiträume stilistischen Umbrüchen entsprechend korrigiert, die Musik des 17. Jahrhunderts reicht dementsprechend etwa bis 1720, als die ersten Vorboten des klassischen Stils auftraten. Der Epochenbegriff selbst wird dabei von Werner Braun, dem Autor dieses Bandes, für kürzere Zeiträume verwendet: der erste ab 1590, der zweite ab 1620, der dritte ab 1650 und der vierte von 1680 bis 1720.
Das Harvard dictionary of music gliedert in Frühbarock (etwa 1590 bis 1640) mit einer Vorherrschaft der Monodie insbesondere in der Oper, das Mittelbarock (etwa 1640 bis 1690), charakterisiert durch das Lyrische in regulären Formen und das Spätbarock (etwa 1690 bis 1750), in dem die Tonalität Großformen generiert. Dieser Einteilung folgt die weitere Darstellung im vorliegenden Artikel.

### Perioden, Regionen und Komponisten im Überblick
|                         | Frühbarock (ca. 1590–1640)                                          | Hochbarock (ca. 1640–1690)                                          | Spätbarock (ca. 1690–1750)                        |
| ----------------------- | ------------------------------------------------------------------- | ------------------------------------------------------------------- | ------------------------------------------------- |
| Italien                 | G. Gabrieli, G. Caccini, Fr. Caccini, Peri, Monteverdi, Frescobaldi | Cavalli, Carissimi, Cesti, Legrenzi, Stradella, Corelli             | A. Scarlatti, Torelli, Albinoni, Vivaldi, Tartini |
| Frankreich              | Bouzignac, Moulinié                                                 | D. Gaultier, Chambonnières, L. Couperin, Lully, Charpentier, Marais | F. Couperin, Rameau                               |
| Mitteleuropa (D, A, NL) | Sweelinck, Praetorius, Schütz, Schein, Scheidt                      | Froberger, Rosenmüller, Buxtehude, Pachelbel, Biber                 | Caldara, Keiser, Weiss, Telemann, J.S. Bach       |
| Großbritannien          | Gibbons, W. Lawes                                                   | Locke, Blow, H. Purcell                                             | Händel                                            |
| Spanien                 | Correa de Arauxo                                                    | Cabanilles                                                          | D. Scarlatti                                      |

### Frühbarock

#### Italien

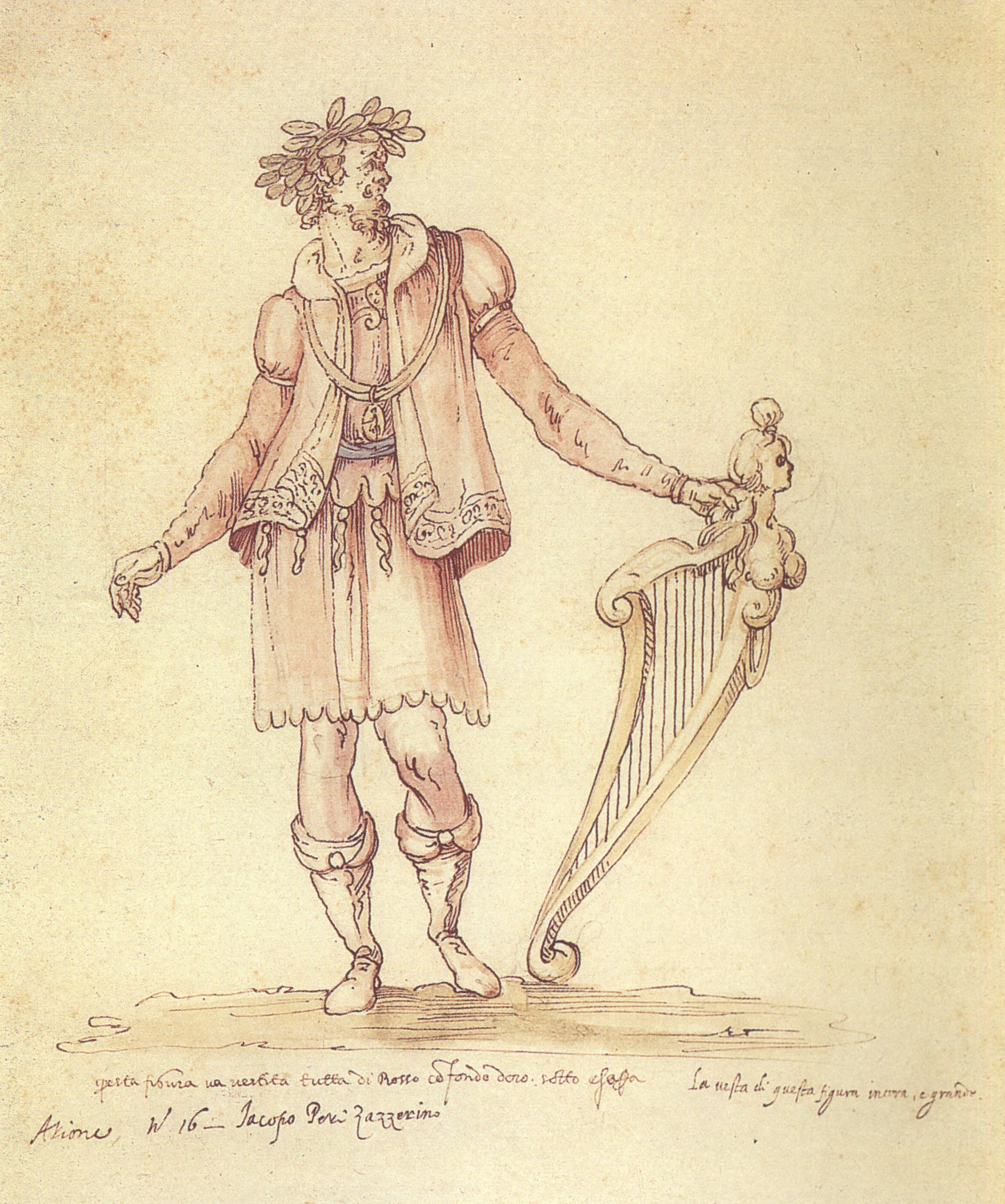
Bernardo Buontalenti: Entwurf zum Kostüm des Arion (fünftes Intermedio von 1589), Biblioteca Nazionale Centrale, Florenz. In diesem Kostüm trat Jacopo Peri auf.

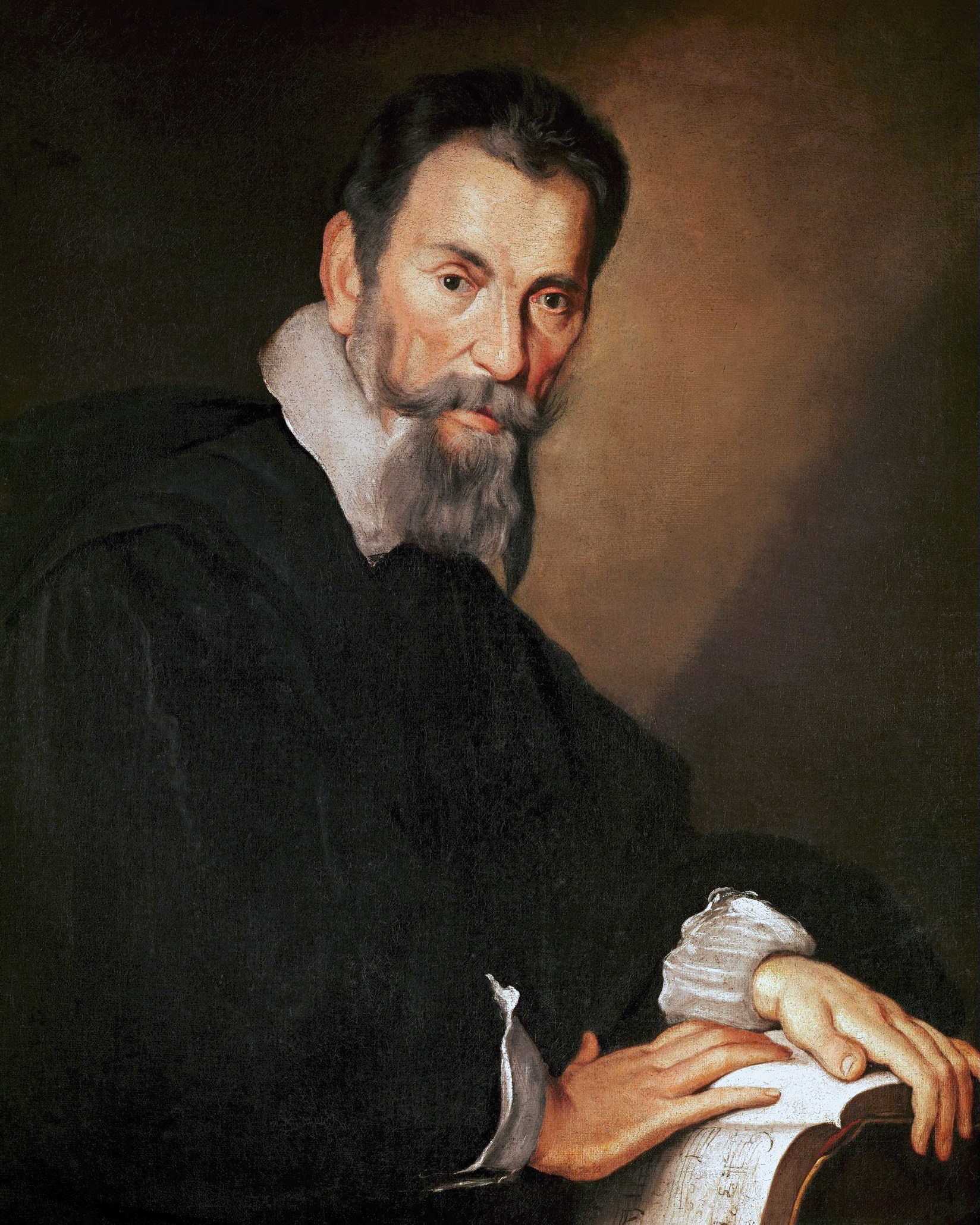
Bernardo Strozzi: Claudio Monteverdi (um 1630), Tiroler Landesmuseum Ferdinandeum, Innsbruck

Die Wurzeln der Barockmusik reichen wie in der bildenden Kunst weit ins 16. Jahrhundert zurück, wo die Wahl der Affektdarstellung ab 1540 bei Willaert und seinen Schülern zum primären Ziel wurde. In diese Zeit fiel auch die Etablierung der venezianischen Mehrchörigkeit und Orlando di Lasso eröffnete mit seinen Prophetiae sibyllarum einen Trend zu intensiver Nutzung der Chromatik. Ein einziger Versuch, eine Tragödie nach den Regeln des antiken Theaters aufzuführen, fand 1585 statt: ein Stück nach dem König Oedipus von Sophokles mit Musik von Andrea Gabrieli, in der Sänger in abwechselnden Gruppen und viel Chromatik eingesetzt wurden.
Zu Beginn des Barocks steht um 1600 die Florentiner Camerata mit dem Musiker und Theoretiker Vincenzo Galilei, den Komponisten Giulio Caccini und Jacopo Peri und dem Philologen Girolamo Mei mit ihrem Versuch, das antike Drama als musikalische Kunst wiederzubeleben, wobei sie die Monodie mit generalbassbegleitetem ausdrucksstarkem Gesang entwickelte. Während Caccini vor allem durch seine Liedersammlung Le nuove Musiche einflussreich war, trieb Peri in der Oper L’Euridice (Uraufführung 1600 in Florenz) die Ausdruckskraft durch Regelverstöße auf die Spitze. Emilio de’ Cavalieri begründete in Rappresentatione di Anima, et di Corpo (Uraufführung 1600 in Rom) die Tendenz, durch abwechslungsreiche Verwendung von Rezitativen, Liedformen und Chören die Großform zu gestalten. Im Gegensatz zur Pastoraloper Peris ohne Konflikt und Cavalieris allegorischem Spiel vereint Claudio Monteverdis L’Orfeo (Uraufführung 1607 in Mantua) Handlung und Konflikt und kann daher als erste „eigentliche“ Oper angesehen werden. Sie hat im Gegensatz zu ihren Vorgängern auch ein als Toccata bezeichnetes instrumentales Vorspiel. Monteverdi arbeitete musikdramatische Einheiten heraus, Akte und Szenen haben je einen eigenen „Ton“, andererseits sorgen Wiederaufnahmen von musikalischen Einheiten für „Integration“. Im Dienste der adäquaten musikalischen Darstellung dramatischer Situationen steht auch die „semantische Verwendung instrumentaler Klangfarben“: Violinen, Flöten, Cembalo und Chitarrone für das Pastorale, Posaunen und Regal für die Unterwelt. Monteverdi wurde durch „behutsames Zurückführen der Florentiner Pioniertaten auf den Boden der Musik und ihrer Eigengesetzlichkeiten“ zur überragenden Figur, die so bewundert und einflussreich war, dass auch von einer „Epoche Monteverdi“ gesprochen werden kann. Die Regelverstöße insbesondere auf dem Gebiet der Dissonanzbehandlung, die zu einer in Schriften ausgetragenen Auseinandersetzung mit dem Theoretiker Giovanni Maria Artusi führte, rechtfertigte er durch adäquate Textausdeutung. Der Beginn der Operngeschichte ist durch die große Rolle des Textes und des Dramas charakterisiert, Rezitativ und Arie sind noch kaum unterschieden, die meist arkadische Handlung konzentriert sich auf einen kohärenten Strang, wobei der Orpheus-Mythos auf Grund des musikbezogenen Sujets besonders beliebt war. Neben den bereits genannten Komponisten ist insbesondere Marco da Gagliano mit La Dafne (Uraufführung 1608 in Mantua) zu nennen, der besonderen Wert auf die Vereinigung der beteiligten Künste in der Oper legte: Handlung, Poesie, Komposition, Gesangskunst, Kombination der Stimmen und Instrumente, Tänze, Gestik, Kostüme und Bühnenbild, im Sinne eines Gesamtkunstwerks.

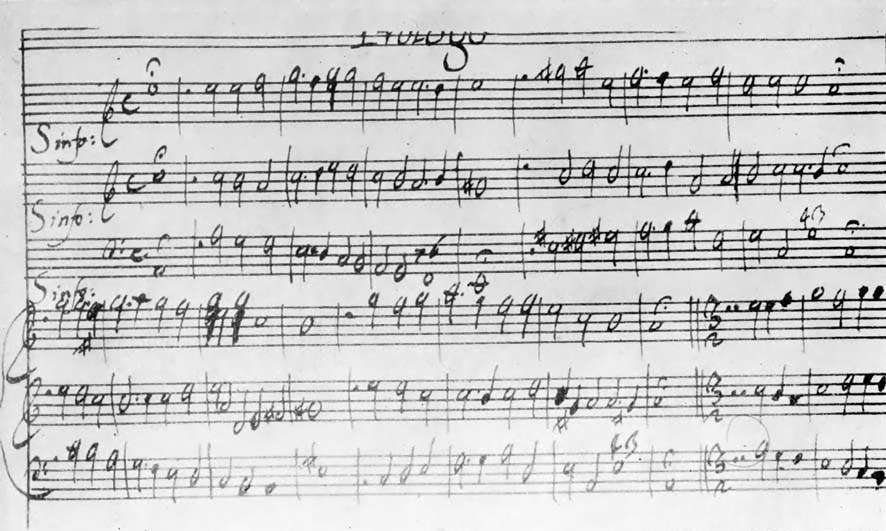
Sinfonia aus dem Prolog von Monteverdis Poppea

Um 1620 begann in der Oper eine Entwicklung, die durch Abwechslung, Opulenz und Vorherrschaft der Musik gegenüber dem Drama gekennzeichnet ist. Zahlreiche Nebenhandlungen mit komischen Figuren konkurrierten mit dem Hauptinhalt der Oper, eine Tendenz, die im Werk Stefano Landis ihren Ausgang nahm (La morte d’Orfeo, Uraufführung 1619 in Padua, Il Sant’Alessio, Uraufführung 1632 in Rom). Filippo Vitali führte in L’Aretusa (Uraufführung 1620 in Rom) die Durchnummerierung der Szenen ein. In seinem einzigen Gattungsbeitrag, La catena d’Adone (Uraufführung 1626 in Rom) vergrößerte Domenico Mazzocchi gegenüber den Vorgängern die Anzahl der ariosen Stücke und der Arien, da er das aus Florenz stammende Rezitativ als langweilig empfand. Marco Marazzoli schuf im Intermedio La fiera di Farfa (Uraufführung 1639 in Rom) eine realistische Marktszene mit Rufen, Volksliedern und Tänzen. Orientierung am Publikumsgeschmack spielte in der Folge eine große Rolle in Venedig, wo ab 1637 kommerziell betriebene Opernhäuser eröffnet wurden und die Oper nun nicht mehr eine höfische oder privat organisierte Veranstaltung war wie in Florenz, Mantua und Rom. Opern wurden nun wiederholt aufgeführt und dabei abgeändert, so erhielt Benedetto Ferraris Oper Il pastor regio (Uraufführung 1640 in Venedig, die Musik ist verloren) für eine Aufführung in Bologna ein zusätzliches Duett als Finale, dessen Text (eventuell auch die Musik) wenige Jahre später zum Finale von Monteverdis letzter Oper L’incoronazione di Poppea wurde.
Die weltliche Vokalmusik erhielt von Claudio Monteverdi wichtige Impulse: In der Reihe seiner Madrigalbücher wird die Gattung etwa durch konzertierende Satzweise und Verwendung instrumentaler Praktiken mit ihrer Motorik auch in der Gesangsmelodie aufgebrochen. Der Stile concitato in Il combattimento di Tancredi e Clorinda (Uraufführung 1624 in Venedig) mit schnellen Tonwiederholungen und Dreiklangsbrechungen wurde vorbildlich für unzählige Battaglien und das Lamento d’Arianna (Uraufführung L’Arianna 1608 in Mantua) für Klagegesänge. Alle Ausprägungen der frühen Monodie finden sich im Werk von Sigismondo d’India: strophische Arien, strophische Variationen über Bassmodelle wie der Romanesca, Madrigale, Lamentos, lettere amorose, Vertonungen von Ottavas und Sonetten, wobei die Madrigale am ausdrucksvollsten und originellsten sind. Francesca Caccini verwendete in ihren monodischen Werken die modernen Stilmittel der unvorbereiteten Dissonanzen, Chromatik oder schwierige Melodiesprünge selten, sticht dagegen aber durch subtile Phrasierung und Ornamentation und behutsame tonale Planung hervor.
Es etablierte sich als neuer Gattungsbegriff für mehrgliedrige weltliche Vokalmusik mit Wechsel arioser und rezitativischer Abschnitte, oft in variierter Strophenform die Bezeichnung Kantate mit den ersten Hauptvertretern Luigi Rossi und Giacomo Carissimi.
In der geistlichen Musik blieb die traditionelle Vokalpolyphonie als Prima pratica neben der mehr der Textausdeutung als Satzregeln folgenden Seconda pratica der Monodie gleichberechtigt erhalten, Monteverdi benannte und pflegte beide Praktiken, nach der bedeutenden Publikation der Marienvesper (1610) insbesondere in Venedig. Wichtige Nachfolger waren Alessandro Grandi und Giovanni Rovetta. In die geistliche Vokalmusik fällt auch das erste Auftreten eines so bezeichneten Basso continuo, nämlich in den Concerti ecclesiastici (veröffentlicht 1602 in Venedig) von Lodovico Viadana. Die Fortschrittlichkeit dieser Werke wurde lange Zeit überschätzt, handelt es sich doch eher um eine Reduktion eines kontrapunktischen Satzes, bei dem die Orgel die fortgelassenen Stimmen übernimmt. Auch das berühmte Miserere, von Gregorio Allegri 1637 im alten Stil komponiert, wird heute eher als rezeptionsgeschichtliches Phänomen eingeordnet, das weniger aufgrund kompositorischer Meisterschaft als wegen der Virtuosität der Sänger der päpstlichen Kapelle, die die geheimgehaltene Partitur nur am Karfreitag im Petersdom aufführen durften, außerordentliche Bekanntheit erlangte. Salomone Rossi schuf hebräische Gesänge ohne Verwendung traditioneller Synagogenmelodien mit Elementen des alten wie des neuen Stils.
Von großem Einfluss auf die Instrumentalmusik war durch Einführung einer instrumentenspezifischen Schreibweise und von Besetzungsvorschriften der Venezianer Giovanni Gabrieli, der zudem in der Sonata pian’ e forte (1597) eines der frühesten Beispiele für dynamische Vortragsbezeichnungen schuf. Die frühen Sonaten und Kanzonen sind durch eine lose Abfolge von Abschnitten mit einander imitierenden Stimmen charakterisiert. Wichtig war die Übertragung dieser Form auf die im Folgenden sehr bedeutsamen Gattungen Solosonate (Soloinstrument und Basso continuo) und Triosonate (zwei Soloinstrumente und Basso continuo). Zwischen den Abschnitten wechseln nun neben Tempo und Taktarten auch die Faktur: Die Oberstimmen dialogisieren (vgl. den Titel Sonata in dialogo im terzo libro de varie sonate von Salomone Rossi), es gibt Imitation mit oder ohne Beteiligung der Bassstimme und Scheinpolyphonie durch Selbstimitation, Soli im rezitativischen Stil und Tänze. Hauptvertreter sind ab etwa 1620 Biagio Marini, Giovanni Battista Fontana und Dario Castello. Der Einfluss von Carlo Farinas vierstimmigem Capriccio stravagante, publiziert 1627 in Dresden, in dem der Klang von Tierstimmen, Militärtrommeln, Gitarren und anderem von der Violine imitiert wird, reicht in Deutschland und Österreich bis ins späte 17. Jahrhundert.

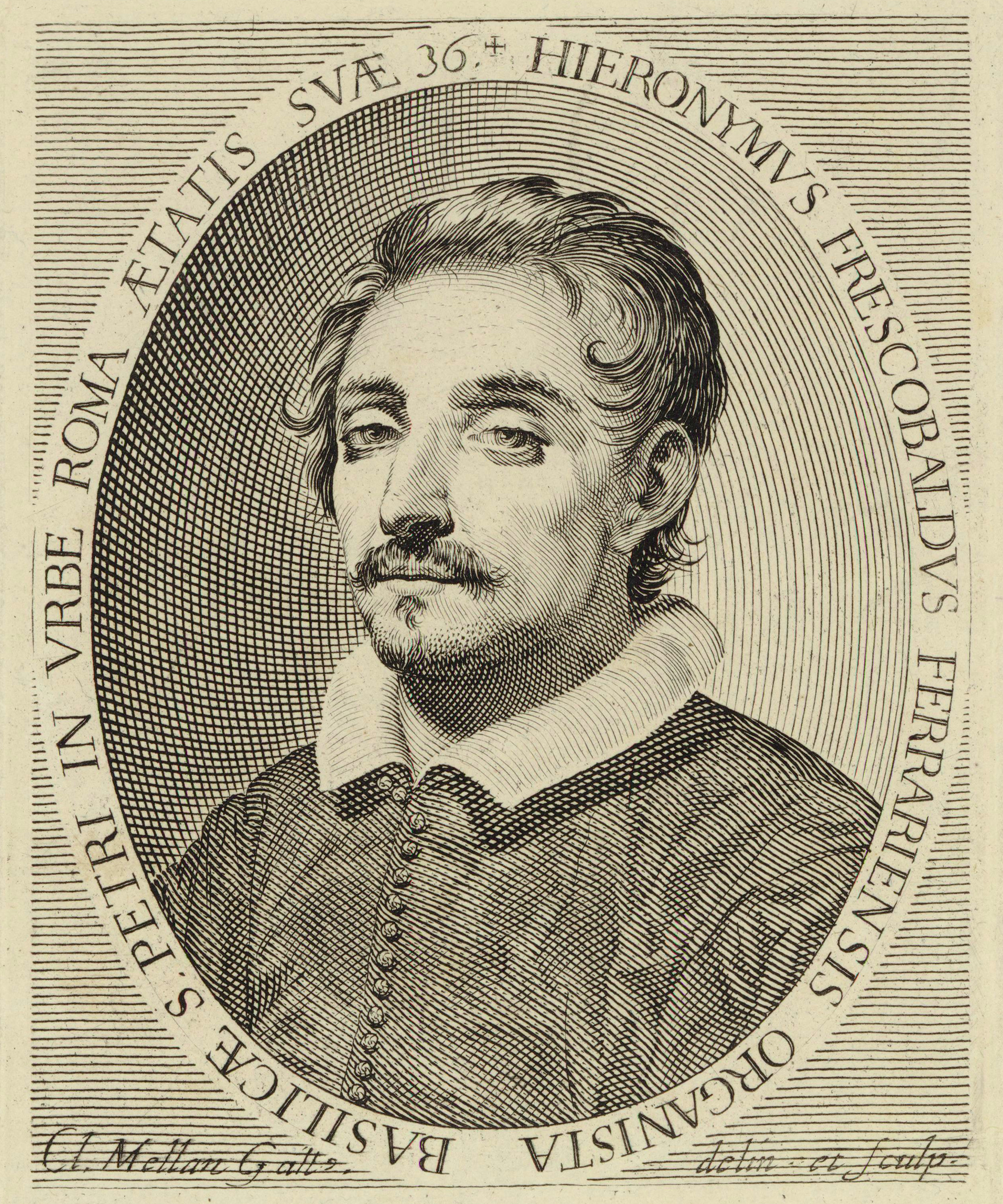
Claude Mellan: Girolamo Frescobaldi (1619)

Einer der ersten großen Komponisten, deren Hauptaugenmerk der Instrumentalmusik galt, war Girolamo Frescobaldi mit Musik für Tasteninstrumente. Während im Barock vor allem seine Beiträge zu Gattungen mit strenger kontrapunktischer Gestaltung wie Fantasie und Ricercar gerühmt wurden, gelten rückblickend seine Toccaten als typisch barocke Kunst: Heterogenes Material versammelt sich zu einem abwechslungsreichen Ganzen mit dramatischem Wechsel zwischen imitatorischen Abschnitten und solchen, die an die Ausdruckskunst der Monodie erinnern. Bemerkenswert sind insbesondere seine Studien zu Dissonanzen und Chromatik, die im Titel bereits auf ihre Härten („Durezze“) verweisen. Davon beeinflusst sind die Toccaten von Michelangelo Rossi, deren extreme Chromatik zudem aus den eigenen Madrigalen und denen von Carlo Gesualdo und Sigismondo d’India abgeleitet werden kann.

#### Frankreich
Die Übernahme neuer Entwicklungen aus Italien fand in Frankreich zunächst nur punktuell statt, in der Regel wurde die lokale Tradition fortgesetzt. Als einer der ersten führte Pierre Guédron den basso continuo als Alternative zur Lautentabulatur in seinen airs und récits ein. Aus der Arien-Produktion des frühen 17. Jahrhunderts mit den einfachen, strophischen und im Wesentlichen syllabischen airs de cour ragt Quoy faut-il donc vous dire adieu von Étienne Moulinié durch die Entwicklung der Musik aus einer Anfangs-Phrase heraus. In den Motetten von Guillaume Bouzignac dialogisiert in der Nachfolge der italienischen Historiae sacrae ein Solist mit dem Chor unter Verwendung musikrhetorischer Mittel.

#### Deutschland und Niederlande

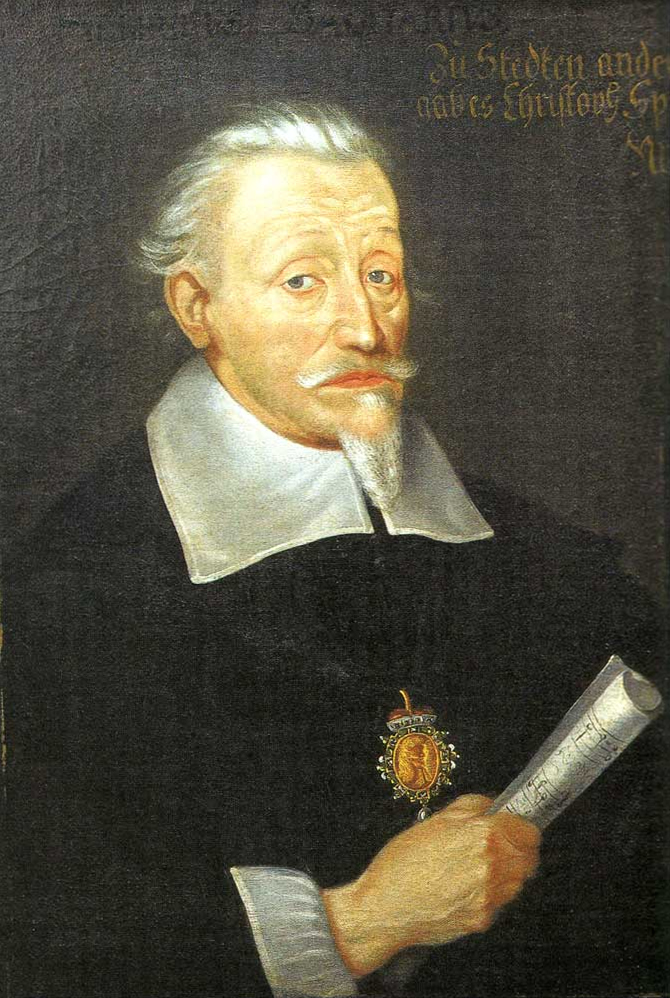
Christoph Spätner: Heinrich Schütz (um 1660), Museum für Musikinstrumente der Universität Leipzig

Heinrich Schütz (1585–1672) nahm sich den neuen italienischen Stil zum Vorbild und übertrug ihn auf die deutsche Sprache unter Berücksichtigung des abweichenden Betonungssystems, was ihm als erstem deutschen Komponisten europäischen Ruf einbrachte. Im heterogenen O quam tu pulchra es fungiert der Refrain sowohl strukturell als auch durch seinen Ausdrucksgehalt als vereinigendes Element, so wie es in späteren Epochen beim musikalischen Thema der Fall sein wird. Bedingt durch die Nöte des Dreißigjährigen Krieges entstanden nach üppig besetzten Werken wie den Psalmen Davids, die den Einfluss seines Lehrers Gabrieli zeigen, in den 1630er Jahren Kleine geistliche Konzerte für ein bis fünf solistische Stimmen und basso continuo, die fast immer auf weitere begleitende Instrumente verzichten. Ergreifender musikalischer Ausdruck des Textes verbindet sich hier mit Askese. Diesem modernen Zug gegenüber stehen die späten Passionen in responsorialer Anlage, in denen Soli ohne Generalbassbegleitung in der Art des rezitierenden Passionstons gregorianische Traditionen fortleben lassen.
Verschiedene Möglichkeiten, ein geistliches Konzert aufzuführen, werden von Michael Praetorius für Christ lag in Todesbanden präsentiert: Unterschiedliche Besetzungen sind möglich; werden nur zwei solistische Stimmen ohne konzertierende Konkurrenz gewählt, gibt es eine ausnotierte diminuierte Version. Johann Hermann Schein wird mit der geistlichen Motettensammlung Israelis Brünnlein in eher madrigalischem Stil mit intensiver Textausdeutung zu den Hauptvertretern des deutschen Frühbarock gezählt. In seinen Suiten verbindet Schein die einzelnen Tanzsätze durch gleichen Modus und ähnliche Melodiebildung zu einer Einheit. Zu den führenden deutschen Komponisten von Motetten und Instrumentalmusik zählen neben Schein Melchior Franck und Johann Staden, die beide jedoch deutlich konservativer blieben.

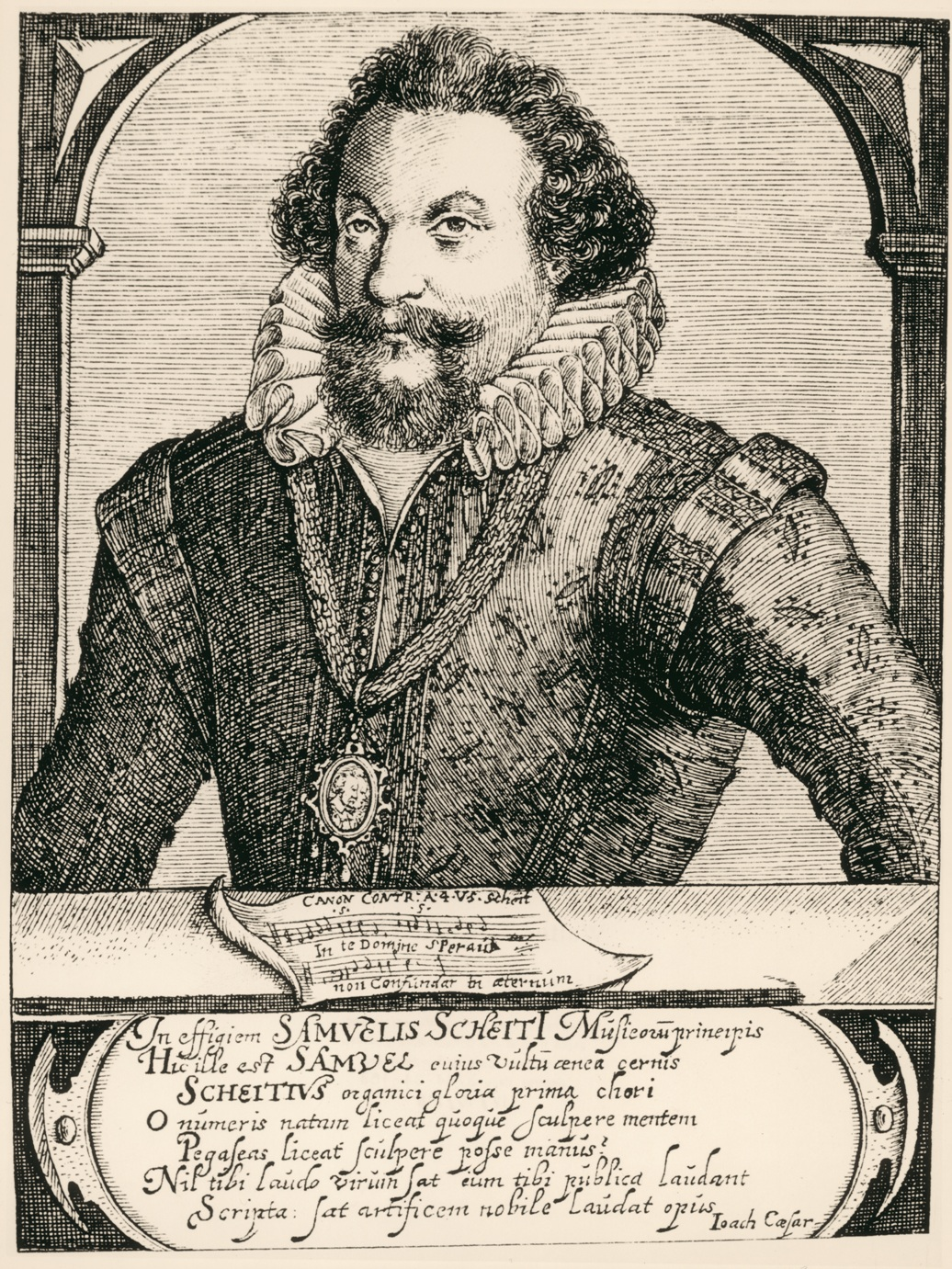
Samuel Scheidt, Kupferstich (1624)

Wie Frescobaldi ging der Niederländer Jan Pieterszoon Sweelinck in seinen Orgelwerken von den Gattungen des 16. Jahrhunderts aus, nun in größeren Dimensionen über ein einheitliches Thema. Wie Schütz übte er großen Einfluss aus, insbesondere auf die norddeutsche Orgelschule, deren erste große Vertreter Samuel Scheidt und Heinrich Scheidemann waren. Eine generelle Tendenz der Instrumentalmusik dieser Zeit ist es, als Ersatz für das Gerüst eines Textes oder einer Choralmelodie die Übersichtlichkeit durch parataktische Reihungen wie Wiederholungen, Reprisen, Sequenzen oder Variationsfolgen zu erreichen. Variationssätze von Scheidt sind durch den ausgiebigen Gebrauch typischer Spielfiguren charakterisiert. Scheidemanns Verfahren, in Choralbearbeitungen nicht nur ein Gerank von imitatorischen Begleitstimmen zu flechten, sondern auch den Choral zu diminuieren, verankert seine Orgelmusik im Gegensatz zu derjenigen Sweelincks bereits eindeutig im Barock.

#### England
Der Wechsel von Polyphonie und homophonen oder toccatenartigen Abschnitten in unterschiedlichem Takt oder Tempo lässt auch die Fantasien für Gambenconsort von Orlando Gibbons trotz ihres stetig fließenden Charakters, der noch der Renaissance entstammt, neue Wege beschreiten. Bei William Lawes werden dann Melodien fragmentiert oder Rhythmen werden auf einer oder zwei Tonhöhen verarbeitet.

#### Spanien
In Spanien führte Francisco Correa de Arauxo mit einer Sammlung von Orgelwerken, vor allem Tientos das Barock ein mit einer von ihm als „punto intenso contra remisso“ bezeichneten neuen Dissonanzart, bei der ein Ton mit seiner chromatischen Alteration zusammenklingt, und mit affektgeladenen melodischen Fortschreitungen.

### Hochbarock
Um 1650 beginnt eine Phase mit „reich und ebenmäßig klingender Musik“, die „zeremoniellen Gestus, größeres Klangvolumen, formale Glätte“ zeigt, im Zentrum stehen Gattungen wie Oratorium und Kammerkantate, französische Oper und virtuose Instrumentalmusik. Eine wichtige Tendenz der Zeit ist das Bemühen, einen eigenständigen barocken französischen Stil neben dem italienischen zu etablieren.

#### Italien

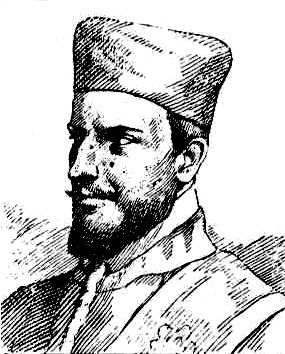
Francesco Cavalli (angeblich)

Die Arie etablierte sich nun in der Oper als abgesonderter Formteil insbesondere bei Francesco Cavalli, bei dem die mannigfaltig gestalteten Arien nicht nur dem Ausdruck der Emotionen dienten, sondern auch Sozialstatus der Personen, Schauplätze und den „Gegensatz zwischen Wahn und Wirklichkeit“ deutlich machten. Wichtige Opernkomponisten der zweiten Jahrhunderthälfte waren Antonio Cesti und Antonio Sartorio, der durch eine größere Fülle kürzerer Arien mehr Arien pro Person in einer Oper unterbringen konnte. Die einleitende Sinfonia der Oper erfuhr durch Alessandro Scarlatti eine Typisierung: Auf einen konzertanten schnellen Satz folgten ein langsamer und ein tanzartiger aus zwei zu wiederholenden Teilen.
Das Oratorium der Jahrhundertmitte ähnelte der Oper, hatte aber einen lateinischen Text und einen Erzähler sowie durch die vermehrte Verwendung von Chören und Ensembles einen volleren Klang. Hauptvertreter war Carissimi mit ausdrucksvollen Chören. Auch Carissimis Musik diente neben der Darstellung des Gefühlsausdrucks der Suggestion des Schauplatzes. Später differenzierte Alessandro Stradella die Klanggruppen und legte damit die Grundlage der Concertostruktur.
Für die Kirchenmusik wurde Venedig von Bologna als bedeutendes Zentrum abgelöst mit Messen von Maurizio Cazzati, Giovanni Paolo Colonna und Giacomo Antonio Perti, in denen der neue und der alte Stil einander durchdringen. Als Hauptvertreter des „römischen Kolossalbarock“ gilt Orazio Benevoli mit Messen im alten Stil, deren Mehrchörigkeit sich von der venezianischen dahingehend unterscheidet, dass die Klanggruppen in ihrer Besetzung nicht kontrastieren. In den nun bevorzugt für eine einzelne Gesangsstimme komponierten Motetten wurden Rezitative und Arien ab der Jahrhundertmitte klar abgegrenzt, wobei aus der Produktion der Zeit mit mehr als 90 veröffentlichten Solomotetten das Schaffen der Ordensfrau Isabella Leonarda herausragt.
Die italienische Kantate ab Rossi und Carissimi ist durch einen Belcanto-Stil mit Bevorzugung von Schönheit gegenüber expressiver Textdarstellung auch im Rezitativ gekennzeichnet. Ariose Kantabilität dominiert als wiegendes Auf und Ab im Dreiertakt. Die Werke der Sängerin Barbara Strozzi sind für den lyrische Sopran sehr dankbar und verzichten auf exzessive Virtuosität und fordernde Tonlagen. Im Kammerduett erreichte Agostino Steffani ein „Ebenmaß des kontrapunktischen Belcanto“.

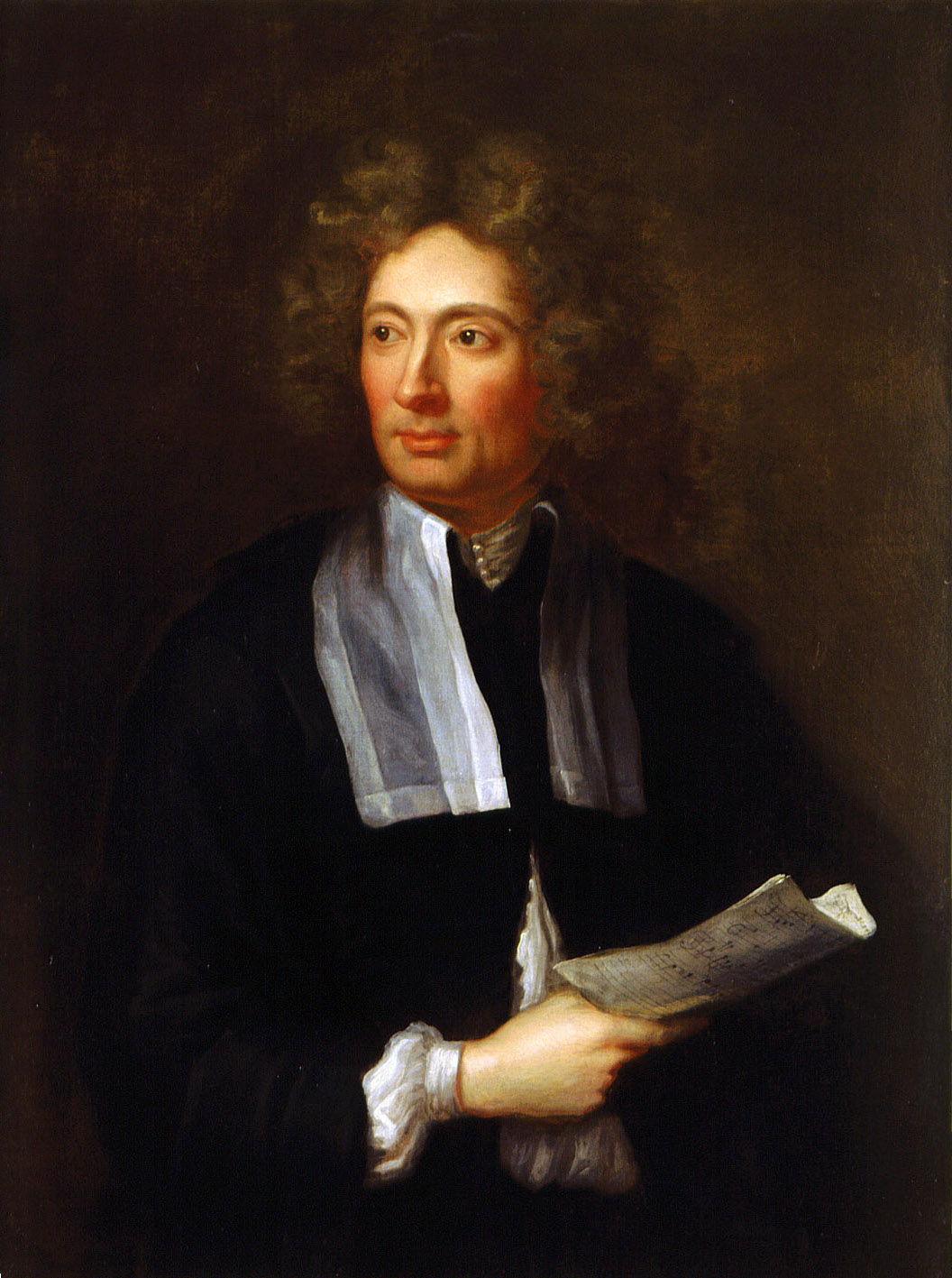
Hugh Howard: Arcangelo Corelli (1697), Smith Art Gallery & Museum, Stirling

Die italienische Sonate kombinierte nun eine Rückbesinnung auf konsequentere Imitation mit der Entwicklung von Form aus dem Spannungsverhältnis tonaler Beziehungen und unter Verwendung von mehrgliedrigen Themen, deren Imitationen den Bewegungsimpuls über ganze Abschnitte aufrechterhalten konnten. Neben dem Hauptmeister Giovanni Legrenzi sind Maurizio Cazzati und Marco Uccellini zu nennen, letzterer übte mit Sequenzierung durch den Quintenzirkel Einfluss auf die kommenden Generationen aus. Arcangelo Corelli ist Hauptvertreter der folgenden klassizistischen Phase. Die Sonaten werden nun in einzelne Sätze zergliedert, die formal durch sorgfältige Tonartendisposition gegliedert sind, alles ist perfekt ausbalanciert. Typische Techniken sind melodische Sequenzen oder Vorhalte über einer bewegten Bassstimme, die den Quintenzirkel durchschreitet. Während die Sonata da camera aus Tänzen besteht, ist die Sonata da chiesa vom Wechsel schneller und langsamer Sätze bestimmt. Typischerweise ist der festlich getragene erste Satz geradtaktig und homophon mit punktiertem Rhythmus, der zweite rasch und fugiert, der dritte ungeradtaktig und der langsamen Sarabande ähnlich und der schnelle Schlusssatz im Dreiertakt, fugiert aber tänzerisch. Bernardo Pasquini übertrug die gruppierten Tänze der italienischen Streichermusik auf das Cembalo. Große Klangfülle erzielte Corelli im Concerto grosso. Giovanni Battista Vitali erreichte Vielfalt in der stilistischen Einheit einer Sonatenkomposition durch gemeinsames kontrapunktisches Fundament oder gemeinsames Variationsprinzip der Sätze.

#### Frankreich

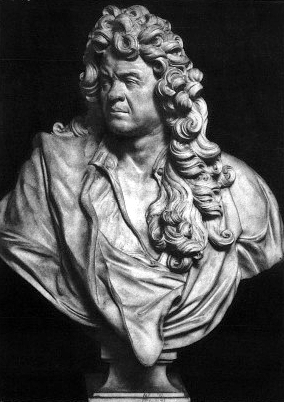
Gaspard Collignon: Büste von Jean-Baptiste Lully (1687)

In Frankreich wurde der generalbassbegleitete barocke Stil erst vergleichsweise spät heimisch. Henri Dumont etablierte ihn mit seinen Motetten in der geistlichen Musik, gefolgt von Marc-Antoine Charpentier und Jean-Baptiste Lully. Im Gegensatz zu italienischen Totenmessen sind die französischen von einer reichen und klanglich differenziert eingesetzten Instrumentalbegleitung gekennzeichnet. Das Requiem von Jean Gilles mit einem trauermarschähnlichen Introitus wurde noch im späten 18. Jahrhundert verwendet. Auch in der klanglichen Gestaltung der Orgelmusik war Frankreich durch Angabe der zu verwendenden Register etwa bei Louis Couperin Vorreiter.
Lully prägte das französische Musikleben des späten 17. Jahrhunderts am Hofe Ludwigs des XIV. maßgeblich mit Opern, die im récitatif simple mit basso continuo und im récitatif obligé mit Orchesterbegleitung der Deklamation im klassischen französischen Drama sorgsam folgten. Dementsprechend war das Repertoire von Ornamenten, die von den Sängern hinzugefügt wurden, zurückhaltender als in der italienischen Oper. Auch die aus der Tradition der airs de cour erwachsenen Arien zeigen trotz italienischem Einfluss einen gezügelteren Gefühlsausdruck. Typisch für die französische Oper ist die Integration von Balletten. Mit Tanz-Suiten, denen oftmals eine französische Ouvertüre vorangestellt wurde, übte Lully über die Landesgrenzen hinaus großen Einfluss aus. Der gebürtige Italiener Lully galt dabei als wichtigster Vertreter des französischen Stils: Die Ouvertüre, ein „Code“ für Pomp, ist zweiteilig mit getragenem homophonem Anfangsabschnitt in punktiertem Rhythmus und imitatorisch gestaltetem rascherem Schlussabschnitt, ein Modell, das vor Lully allerdings bereits Louis de Mollier entwickelte. Das Orchester bestand aus einem fünfstimmigen Streicherapparat, für den Lully einheitliche Bogenführung forderte (was um 1660 aber wahrscheinlich nicht neu war), und Bläsern, die oftmals die Streicherstimmen verdoppelten. Mitunter notierte Lully nur die Außenstimmen selbst und überließ die Notierung der Füllstimmen seinem Sekretär Pascal Collasse, im Sinne des Aussetzens des basso continuo. Nach Lullys Tod führten Collasse und andere Komponisten wie Marin Marais, André Campra, André Cardinal Destouches, Henry Desmarest und Charpentier die Gattungsgeschichte der tragédie lyrique in Lullys Art mit eigenen Beiträgen fort.
Vor Lully hat vor allem die französische Musik für Laute und Cembalo große Wirkung gezeigt, typisch sind Tanzsätze, oft zu Suiten zusammengefasst. Als französischer Hauptvertreter des Style brisé auf der Laute stellte Denis Gaultier Affekte in sich öffnenden Strukturen dar, mehrere musikalische Schichten überlagern sich spielerisch. Im Prélude-non-mésuré sind die Töne ohne Takteinteilung und Notenwerte notiert. Ennemond und Denis Gaultier beeinflussten nicht nur spätere Generationen von Lautenisten, sondern auch die Cembalomusik, insbesondere in Deutschland Johann Jakob Froberger. Der erste große Komponist von Cembalomusik in Frankreich war Jacques Champion de Chambonnières, dessen Tanzsätze weitgespannte Melodiebögen mit kontrapunktisch bewegten Mittel- und Unterstimmen kombinieren. Louis Couperin fällt mit gewagter Dissonanzbehandlung auf, Jean-Henri d’Anglebert mit Überkrustung durch präzis ausnotierte Verzierungen. Neben den kürzeren Tanzsätzen sind das subjektive Tombeau und die mit Rondeau-Elementen versetzte Chaconne typisch. Das elegant zurückhaltende höfische Benehmen des „galant homme“ spiegelte sich in der Clavecinmusik mit improvisatorisch wirkender Spielweise, „abgezirkelter Artifizialität“ der Verzierungspraktik, nicht schematisierter Tanzfolge der Suite und der Vorliebe für bildhaft charakterisierende Titel.
Die angedeutete Mehrstimmigkeit auf der Laute hat in der Gambensolomusik eine Parallele vor allem in den Suiten und Charakterstücken für Bassgambe von Marin Marais.

#### Deutschland und Österreich

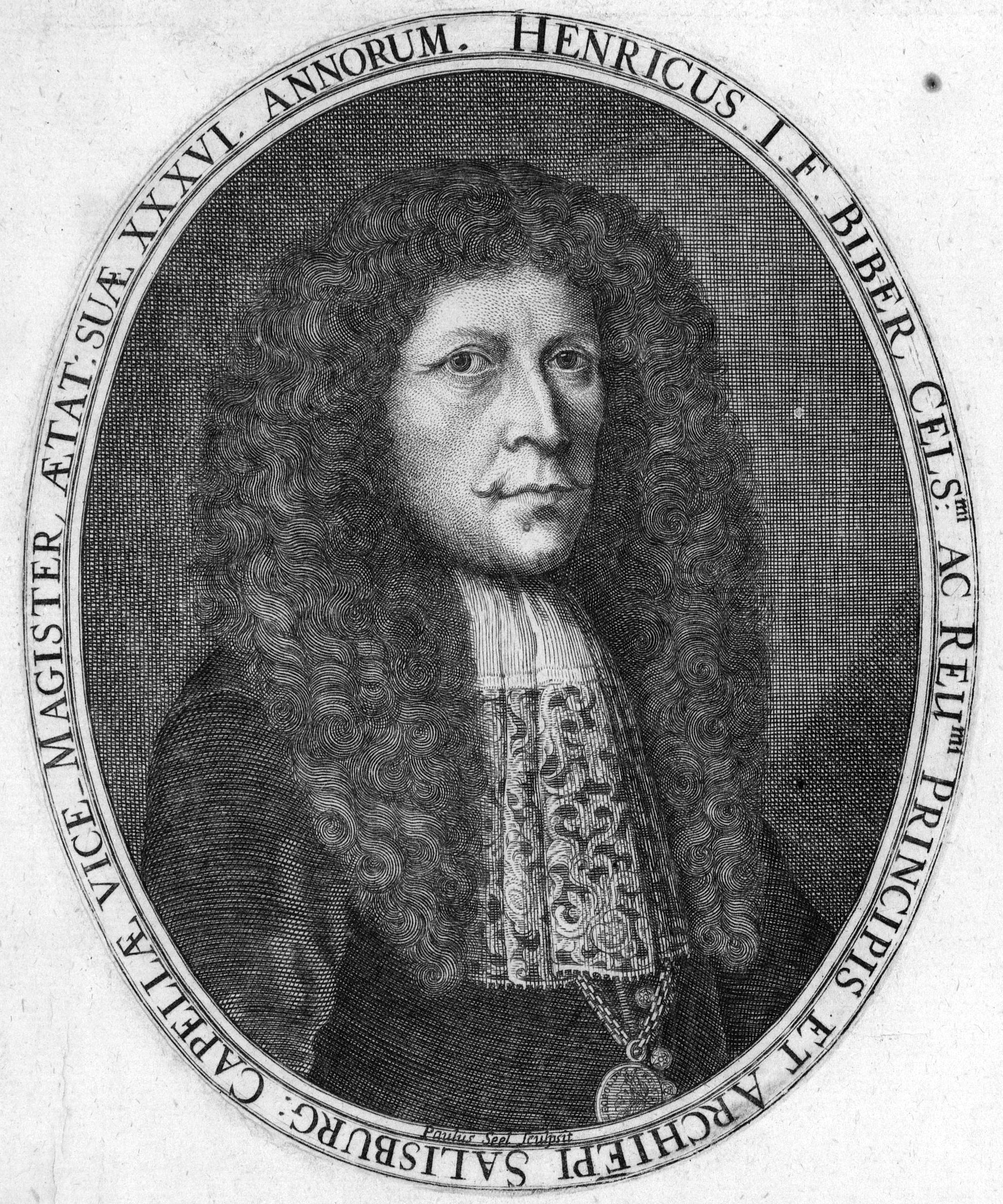
Paul Seel: Heinrich Ignaz Franz Biber (1681)

In Deutschland war weiterhin die norddeutsche Orgelschule von großer Bedeutung, mit Dietrich Buxtehude als repräsentativstem Vertreter. In der Theorie der Zeit bezeichnete man den Stil von formal freien Stücken als Stylus phantasticus. Buxtehudes Lösungen sind dabei unkonventionell, der Gegensatz zwischen freien und fugierten Abschnitten wird in unvorhersehbarer Weise eingesetzt. Er verknüpfte zudem in manchen Werken, die noch Johannes Brahms bewunderte, das „fantasieartige Schweifen des Beginns“ auf motivischer Ebene mit der folgenden Chaconne. Gegenüber der „stärker kontrapunktisch ausgerichteten“ norddeutschen evangelischen Linie steht der Frescobaldi-Schüler Froberger im katholischen Süddeutschland, wobei die konfessionellen Unterschiede nicht als Ursache für die stilistischen Unterschiede gelten können.
Aus dem geistlichen Konzert entstand im Norden die mehrsätzige lutherische Kirchen-Kantate, eine Entwicklung, die vor Buxtehude von Franz Tunder initiiert wurde. An die Stelle der freien Textdeklamation des älteren geistlichen Konzerts tritt metrische Ordnung, dazu kommen Melodiebezogenheit und beginnende Herausbildung harmonischer Funktionalität. Die Integration von Arien ist auf italienischen Einfluss vor allem Carissimis zurückzuführen. Der Concerto-Aria-Kantate ähnliche Lösungen, allerdings in lateinischer Sprache, brachten die Italiener Vincenzo Albrici und Marco Giuseppe Peranda nach Dresden. In Süddeutschland schrieb der bereits 1655 gestorbene Johann Erasmus Kindermann Werke, in denen ein solistischer Satz von zwei Chorsätzen umrahmt wird und lebendige Streicherfigurationen den konzertanten Charakter unterstreichen. Konzertanter Stil kennzeichnet auch fast alle der 18 überlieferten Messen von Johann Caspar Kerll, von denen mehrere durch große Materialökonomie gekennzeichnet sind. Komponisten der konzertierenden Passion waren Thomas Selle, Johann Sebastiani und Johann Theile.
Das strophische deutsche Barocklied mit Instrumentalritornellen wird durch Adam Krieger vertreten, der italienische Ausdruckskraft und eine motivisch beweglichere Basslinie in die zuvor von französischen und holländischen Modellen geprägte Gattung integrierte. In Deutschland und später Italien schuf Johann Rosenmüller aus italienischer Kantabilität und deutscher polyphoner Setzweise eine wegweisende Stilmischung. Johann Heinrich Schmelzer ließ Anregungen durch die österreichische Volksmusik in die melodische Gestaltung seiner Suiten einfließen. Heinrich Ignaz Franz Biber verband in seinen Rosenkranz-Sonaten Virtuosität unter Nutzung der Skordatur mit mystischer Aussage. Der Canon von Johann Pachelbel erreicht wiederum kontrapunktische Meisterschaft mit mäßigem technischem Anspruch und bewahrt bis heute „Wunschkonzertpopularität“. Georg Muffat, der in Frankreich und Italien genaue Kenntnisse der Stile von Lully und Corelli gewonnen hatte, veröffentlichte 1682 die Konzertsammlung Armonico tributo, in der sich die Verbindung französischer und italienischer Stilelemente etwa in der großen abschließenden Passacaglia durch Überlagerung verschiedener Rhythmen manifestiert, ein vor dem 20. Jahrhundert höchst selten anzutreffender Effekt.
In Deutschland und Österreich spielte der Import venezianischer Vokalmusik eine große Rolle: Die aufwendigste Opernproduktion des Hochbarock war Il pomo d’oro mit Musik von Cesti 1668 im Theater auf der Cortina in Wien, wo Antonio Draghi den venezianischen Stil mit der außergewöhnlich hohen Zahl von 41 geistlichen dramatischen Werken vertrat. Von 1640 bis 1705 wurde von der Wiener Hofkapelle das sogenannte Sepolcro gepflegt, eine musikdramatische Gattung vor dem Heiligen Grab am Karfreitag oder Gründonnerstag ohne wirkliche Handlung, aber mit sparsamsten szenischen Anweisungen wie Niederknien und Aufstehen.

#### Britische Inseln
Als in England mit der Krönung Karl II. das Commonwealth sein Ende fand, wurde die Gattung des Verse Anthem wiederbelebt, nun mit Instrumenten der Geigenfamilie, da der König in Frankreich die „Vingt-quatre Violons du Roy“ zu schätzen gelernt hatte.

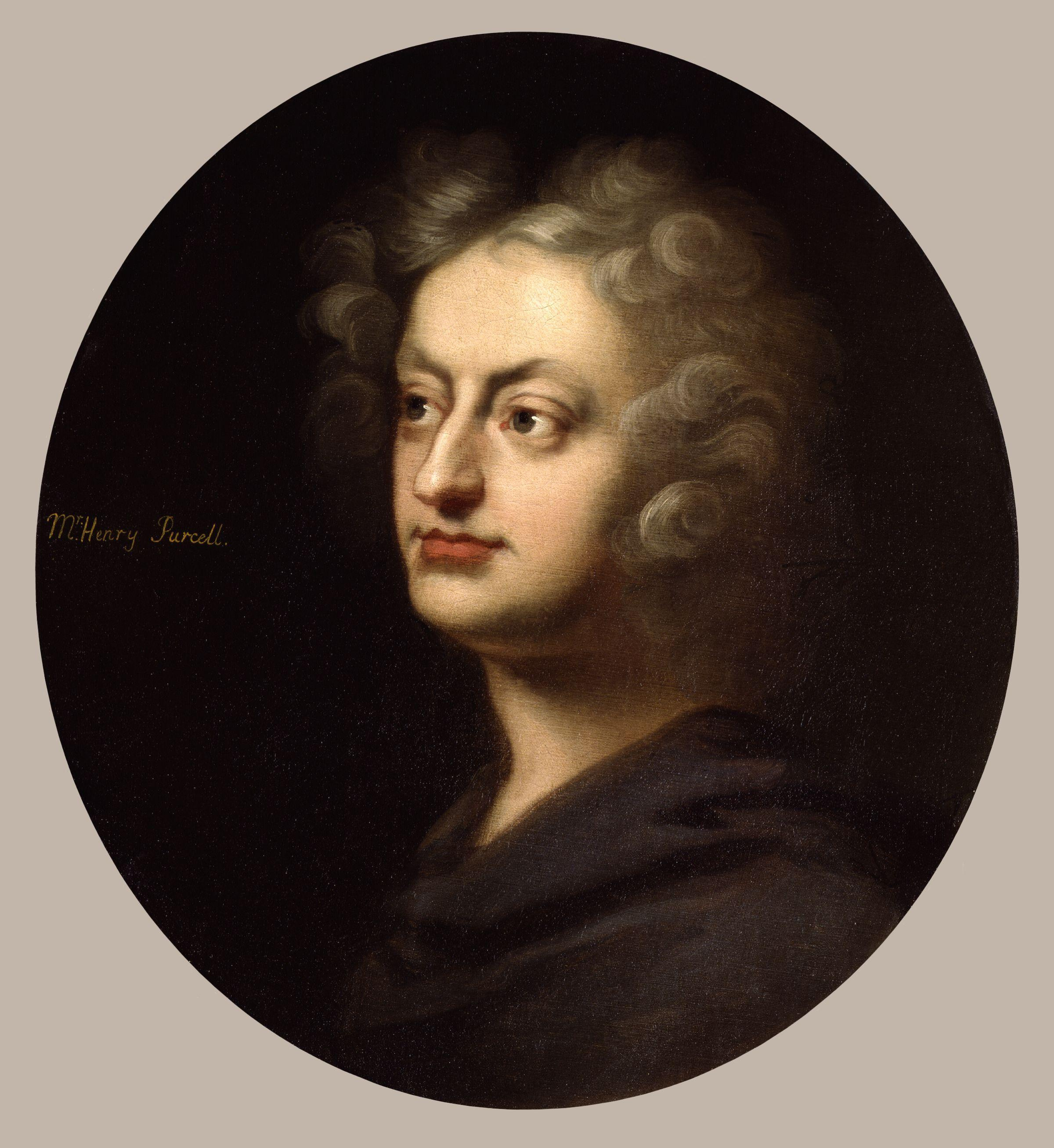
Henry Purcell, nach einer Zeichnung, die John Closterman zugeschrieben wird

Die Oper blieb das ganze 17. Jahrhundert über im Zeitausmaß beschränkt und als Masque dem repräsentativen Hoftanz verpflichtet oder dem Sprechschauspiel untergeordnet. Im Gegensatz zu Werken wie Matthew Lockes The Empress of Marocco (1670) ist John Blows Venus and Adonis (1684/85) durchkomponiert. Es finden sich disparate Elemente wie eine komische Unterrichtsszene, in der Amoretten „das Alphabet der potentiellen Opfer ebenso eintönig nachbeten wie Cupido es ihnen beibringt“, aber auch emotional eindringliche Dialoge und ein Trauerchor, wobei die Dramaturgie der Abfolge musikalischer Spannungsbögen und Kontraste von Blow „meisterhaft kalkuliert“ ist. Wenige Jahre darauf ließ Henry Purcell in Dido and Aeneas (1688/89) das Lamento der Dido aus ihrem Rezitativ mit Vorhaltsdissonanzen, konstant nach unten gerichteter Bewegung und stockendem Deklamationsfluss hervorgehen. Der Ostinato-Bass des Lamentos ist gegenüber dem üblichen viertaktigen Modell durch eine zusätzliche Kadenz um einen Takt verlängert, wogegen die Gesangslinie mit dem Refrain „Remember me!“ asymmetrisch gesetzt ist, was der dissonanzreichen Musiksprache zusätzliche Ausdruckskraft verleiht. Purcells Vokalpartien folgen bei syllabischen Passagen dem Rhythmus der englischen Sprache genau. Wenn auch Rhythmen wie die „Scotch snap“ genannte Folge kurz-lang als typisch englisch gelten, so ist Dido and Aeneas vor allem als Synthese italienischer und französischer Stilelemente aufzufassen. Auf diese kurze Oper ließ Purcell die großen Bühnenwerke King Arthur (1691) und The Fairy-Queen (1692) folgen.
Turlough O’Carolan, der bedeutendste irische Komponist, verband in seinen Werken für Harfe Einflüsse der höfischen Barockmusik mit der irischen Musiktradition.

#### Spanien
Juan Cabanilles führte die spanische kontrapunktische Orgelmusik zu einem Höhepunkt. Juan Hidalgo schrieb Opern und Zarzuelas, deren Musik in der Tradition iberischer Lieder steht.

### Spätbarock
Die Tendenz, das Spannungsverhältnis tonaler Beziehungen formbildend einzusetzen, erfuhr im Spätbarock eine Fortsetzung in der Entwicklung von Großformen. Ebenfalls etwa 1690 begannen französische Komponisten, entgegen der zeittypischen Abgrenzungsbestrebungen den französischen mit dem italienischen Stil zu vermischen. Es entstand ein Trend zu deskriptiven Kompositionen, zu dessen bekanntesten Beispielen die Musikalische Vorstellung einiger Biblischer Historien (veröffentlicht 1700 in Leipzig) von Johann Kuhnau, Die vier Jahreszeiten op. 8 (veröffentlicht 1725 in Amsterdam) des Venezianers Antonio Vivaldi sowie Le Parnasse ou L’apothéose de Corelli (veröffentlicht 1724 in Paris) und L’Apothéose de Lully (1725) von François Couperin gehören. Der Eröffnungssatz zum Ballett Les Éléments (1738) von Jean-Féry Rebel mit der Darstellung des Chaos ermöglichte durch sein Thema eine besonders kühne Harmonik und originelle Konzeption.
Johann Sebastian Bachs Todesjahr 1750 wird gerne als Epochengrenze verwendet, die Vorboten der Klassik wirkten aber gleichzeitig mit dem großen Kontrapunktiker. Zusammen mit Bach wird auch Händel häufig als Vollender des musikalischen Barock betrachtet. Ab den 1720er bis 1730er Jahren setzte ein Stilwandel in der italienischen Oper und Instrumentalmusik ein, der gemeinsam mit dem galanten und dem empfindsamen Stil eine Ablösung des Spätbarock in die Wege leitete. Um die irreführende Vorstellung einer teleologischen Abfolge „Spätbarock – Vorklassik – Klassik“ zu vermeiden, wird von einer „Auffächerung des Spektrums“ während des 18. Jahrhunderts gesprochen.

#### Italien

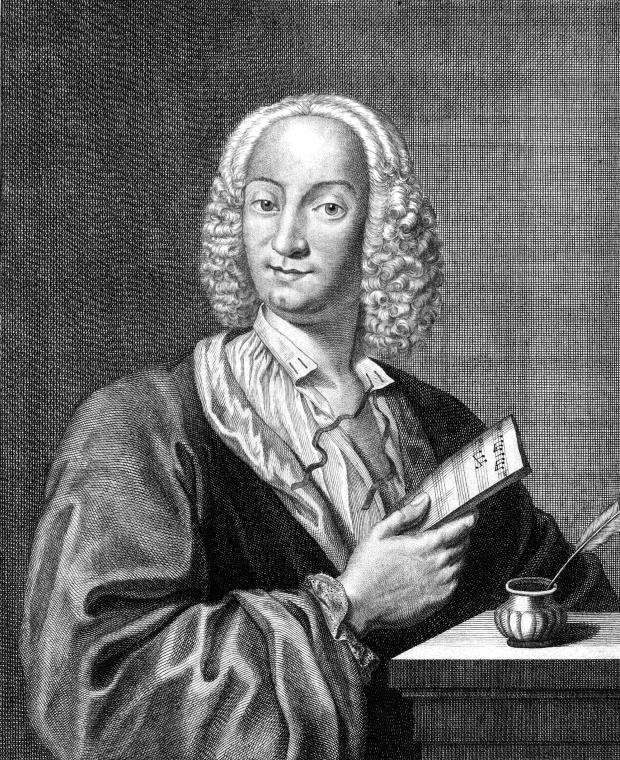
François Morellon la Cave: Antonio Vivaldi, Kupferstich (1725)

Für das Instrumentalkonzert wurde die Ritornellform typisch. Indem Giuseppe Torelli Tuttiritornelle und Soloepisoden motivisch trennte und dem Solo zur Eigenständigkeit verhalf, wurde er zum Begründer des Violinkonzerts (12 Concerti op. 6, veröffentlicht 1698). In der Folge etablierte Tomaso Albinoni die Satzfolge schnell – langsam – schnell und integrierte Elemente des Opernstils (Sinfonie e concerti a cinque op. 2, veröffentlicht 1700). Ab 1710 galten dann die Konzerte von Antonio Vivaldi als Inbegriff italienischer Konzertkunst und wurden außerordentlich einflussreich. Vivaldis Musik ist charakterisiert durch „impetuose Verve, sinnliche Leuchtkraft, eine oft bestechende Klangphantasie, […] Leichtigkeit und Eingängigkeit“, Virtuosität sowie „die Neigung zum Überraschend-Irregulären und Bizarren.“ Vivaldis Sinn für Klangfarben drückt sich auch in ungewöhnlichen Besetzungen aus, wie im Concerto per molti strumenti in C-Dur (RV 558) für je zwei Violinen, Blockflöten, Mandolinen, Chalumeaux und Theorben, ein Violoncello und Orchester. Etwa gleichaltrige italienische Komponisten des Konzerts waren Alessandro Marcello, Francesco Antonio Bonporti und Evaristo Felice Dall’Abaco. Aus der folgenden Generation war Pietro Locatelli mit „reichen thematischen Entwicklungen und planvollen Modulationen“ in den vergleichsweise längeren Eingangsritornellen zukunftsweisend. Giuseppe Tartini, dessen Teufelstriller-Sonate sprichwörtlich für die virtuose barocke Violinmusik Italiens steht, machte im Laufe seines Schaffens eine Entwicklung durch, die zur Dominanz der Oberstimme mit Elementen des empfindsamen Stils und zur Etablierung der klassischen Sonatenform hinführte. Diese Entwicklung ist aber keine generelle Tendenz in der italienischen Instrumentalmusik der 1730er und 1740er Jahre: Francesco Veracini lehnte den homophonen Stil zunehmend ab, Francesco Durante experimentierte mit Kontrasten des Tempos und fließendem Wechsel von Solo und Tutti.
Durantes Hauptaugenmerk galt der geistlichen Musik, die auch durch Vivaldi bereichert wurde. Antonio Lotti passte seinen aus dem späten 17. Jahrhundert stammenden Stil kontrapunktischer Meisterschaft an den Geschmack des 18. Jahrhunderts durch klarere Harmoniefolgen und lichtere Texturen an.

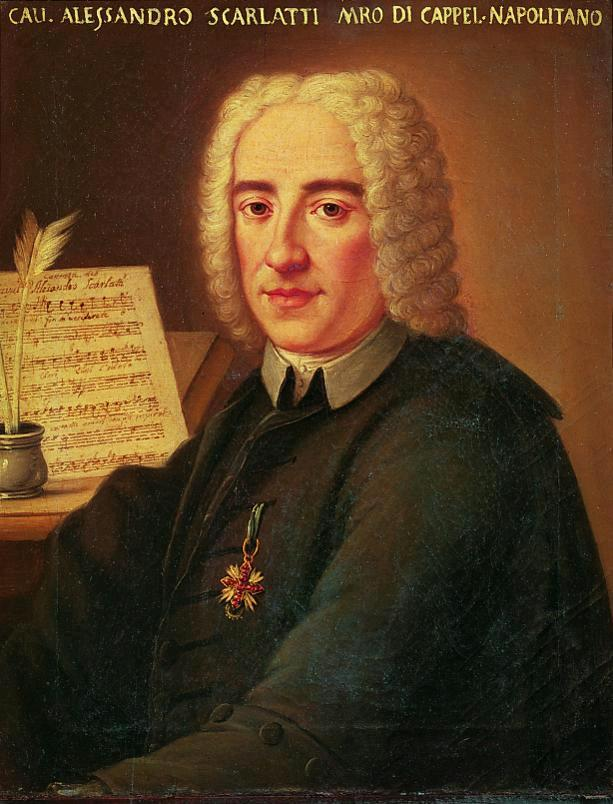
Alessandro Scarlatti

Die Arie als Mittel, einen lyrischen Moment aufrechtzuerhalten, hatte nun in der Regel Da-capo-Form, nahm also nach einem Mittelteil den Abschnitt vom Beginn wieder auf, wobei Ritornelle eine weitere Gliederung bilden konnten. Wichtigster Vertreter dieses Typs im spätbarocken Opernzentrum Neapel war Alessandro Scarlatti. Die Da-capo-Arie verdrängte um 1700 nicht nur andere Arienformen aus der Oper, sondern auch die verschiedenen nationalen Ausprägungen des zumeist strophischen Liedes. In der Oper etablierte sich eine recht stereotype Abfolge von abwechselnden Rezitativen und Arien, die italienische Kantate des frühen 18. Jahrhunderts, als deren wichtigster und fruchtbarster Komponist Alessandro Scarlatti gilt, bestand üblicherweise aus der Folge Rezitativ – Arie – Rezitativ – Arie. Dabei ist die zweite Arie etwa bei Nicola Porpora oftmals rascher als die erste, wodurch die Intensivierung der Gefühle, wie sie im Text vorgegeben ist, nachgezeichnet wird. Typisch für die Produktion der Zeit sind die Kantaten von Giovanni Bononcini mit ihren gefälligen Melodien, außergewöhnlich die dramatischeren Gattungsbeiträge von Benedetto Marcello.
Die Überwucherung der Handlung unter anderem durch komische Elemente in der italienischen Oper des späten 17. Jahrhunderts motivierte Reformbestrebungen, als deren wichtigste Librettisten Apostolo Zeno und dann Pietro Metastasio gelten. Metastasios Texte wurden im 18. Jahrhundert immer wieder vertont, besonders typisch ist die strenge Trennung in Rezitative als Handlungsträger und Arien zur Affektdarstellung, in denen zudem die Sänger ihre Kunst zur Schau stellen konnten. Ein arkadischer Klassizismus im „galanten Stil“ beginnt ab etwa 1720 in den Opern von Leonardo Vinci, Giovanni Battista Pergolesi und Johann Adolph Hasse. Ein Stilbruch zwischen 1720 und 1730 ist durch die Merkmale homophoner Satz, kleingliedrige Melodik, rhythmische Quadratur und langsamer harmonischer Rhythmus gekennzeichnet. So sind beispielsweise Vincis Melodien meist kantig und heiter, dabei anmutig, und bestehen aus einer Anhäufung relativ unabhängiger Fragmente. Von hier nimmt die Entwicklung der „Klassik“ genannten Epoche ihren Ausgang.

#### Frankreich
Die seit der Spätrenaissance währende Vorherrschaft der italienischen Musik hatte bereits um 1640 Bestrebungen der Abgrenzung in Frankreich befördert, entgegen dem „Übermaß“ beschwor man „Anmut“ und „Natur“ statt „Kunst“, also Leichtigkeit und Regelmäßigkeit – statt kompositorischer Arbeit, Originalität und Schwierigkeit. Die „Einfachheit“ verbindet sich dabei mit stilisiertem Pathos. Dem konservativen Grundzug entsprach, dass man Lullys „Vermächtnis bis auf Gluck, also 100 Jahre lang, geradezu ängstlich und andächtig“ hütete.

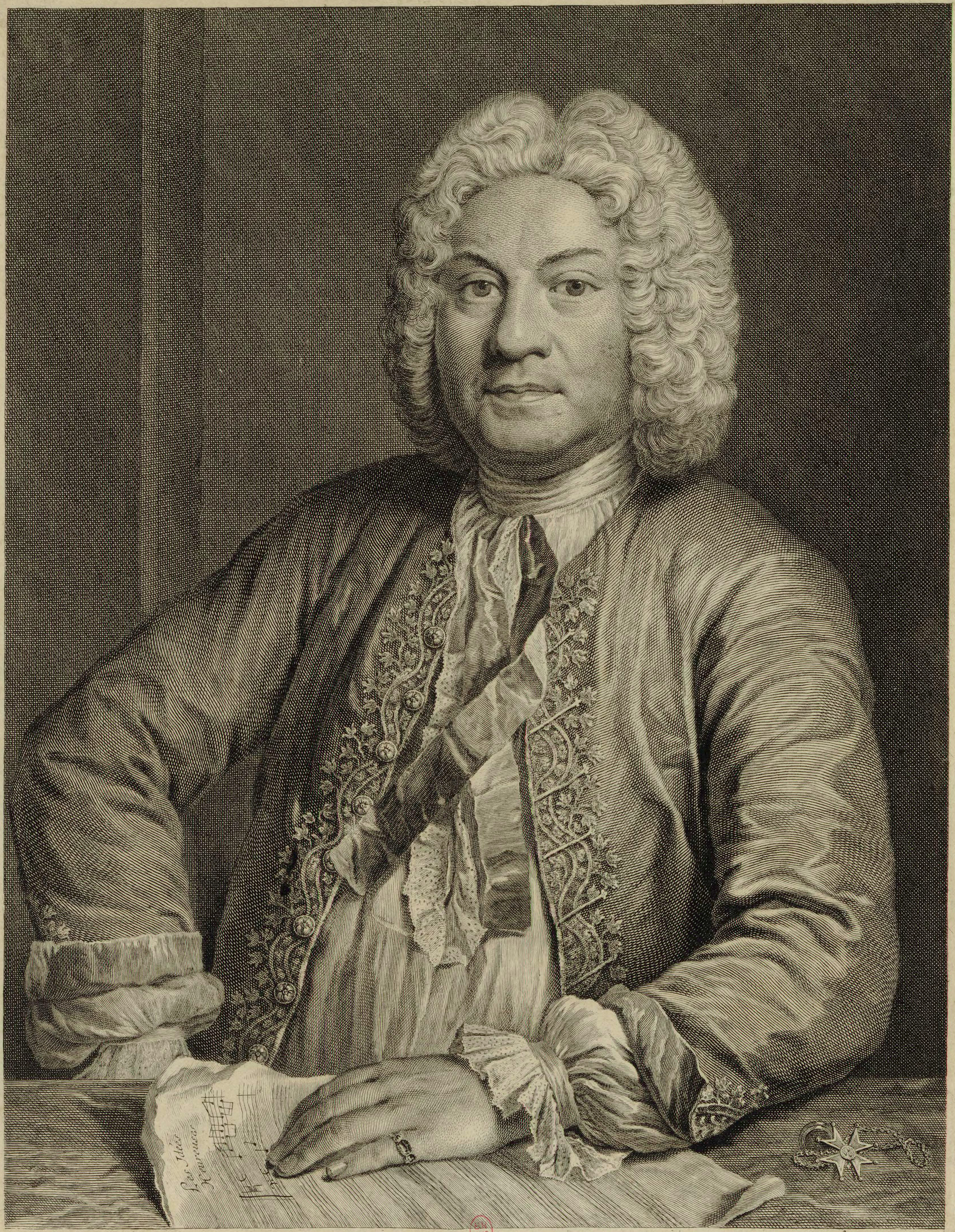
Jean Jacques Flipart: François Couperin, Kupferstich (1735), nach André Bouys

Es gab jedoch eine Gegenströmung zu dieser Einzementierung französischen Musikgeschmacks, während in den letzten Herrschaftsjahren Ludwigs des XIV. das kosmopolitischere Paris gegenüber Versailles an Bedeutung gewann: Als französische Flötisten kurz nach 1700 die ersten Sammlungen von Stücken für Traversflöte veröffentlichten, zeigten sich bei Jacques-Martin Hotteterre Einflüsse des damals in Paris hochgeschätzten Corelli. Nach dem Beispiel der italienischen Kammerkantate entstand nun die französische mit der ersten Veröffentlichung 1706 von Jean-Baptiste Morin, gefolgt unter anderem von Campra, Michel Pignolet de Montéclair und Louis-Nicolas Clérambault, dessen spektakulärer und in Besetzung und Ausdehnung umfangreicher Orphée einen Höhepunkt darstellt. Das Konzert wurde nur schwer in Frankreich heimisch, bedeutendster Vertreter war Jean-Marie Leclair. François Couperin, der später angab, bereits 1692 Sonaten im italienischen Stil komponiert zu haben, proklamierte die „Vereinigung der Geschmäcker“ durch die Publikation einer Sammlung mit dem Titel Les Goûts-réünis 1724 in Paris. In den Instrumentalwerken Le Parnasse ou L’apothéose de Corelli und L’Apothéose de Lully wird die Aufnahme Corellis in den Parnass gefeiert, nach Sätzen im italienischen und französischen Stil wird durch Apollo die Vereinigung der italienischen und französischen Geschmacksrichtungen vorgenommen, Corelli und Lully werden ausgesöhnt. Couperin verschmilzt italienische und französische Stilmerkmale, etwa indem er bei französischen Tänzen mit subtiler Melodik einen Triosatz mit zwei gleichberechtigten Oberstimmen verwendet oder Sonaten auf französische Art ornamentiert. In Couperins Cembalostücken tritt an die Stelle der belehrenden Darstellung von Mythologie eine realistische Psychologie, wobei in den Titeln Namen von Zeitgenossen genannt werden. Die Nuancierung des musikalischen Ausdrucks führt zu einer Zunahme und Differenzierung von Vortragsbezeichnungen wie „amoureusement“, „grotesquement“, „naïvement“ und vielen anderen.

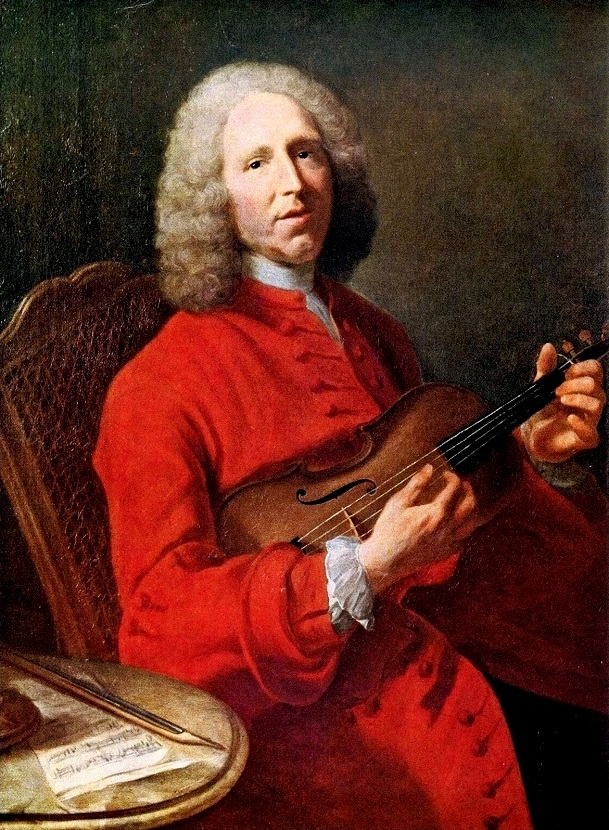
Camelot Aved: Jean-Philippe Rameau

Jean-Philippe Rameau wandte sich in seinen Cembalowerken vom Stil seiner Vorgänger ab, was besonders in seinem berühmtesten Stück La Poule, das eine Henne beschreibt, deutlich wird: Während Couperin Tonrepetitionen auf dem Cembalo ablehnte, benutzte Rameau sie hier exzessiv. Fortschrittlich ist das vergleichsweise umfangreiche Stück auch in seinen harmonischen Kühnheiten und der entwickelnden Anlage. Das im italienischen Opernbetrieb verlorengegangene Ideal des Zusammenwirkens von „Spiel, Symbol und Fest“ blieb in der Tragédie en musique auch bei Rameau erhalten, der als größter spätbarocker Opernkomponist Frankreichs gilt und der mit größerer Kantabilität und harmonischem Reichtum sowie umfassenderem Orchesteranteil zur Vorherrschaft der Musik über die Dichtung fand. In Rameaus Opern wurde Lullys Stil nicht in Frage gestellt, sondern erweitert durch reichere Harmonien, opulentere Klanglichkeit, dichtere Texturen und einen heroischeren Charakter in Rhythmus und Rhetorik.
Im Spätbarock erfuhr die französische Motette eine Entwicklung zum Dramatischen, noch im 17. Jahrhundert in den Werken von Michel-Richard Delalande, im fortgeschrittenen 18. Jahrhundert dann bei Jean-Joseph Cassanéa de Mondonville, wodurch sie zunehmend den „Wunsch nach weltlicher Unterhaltung“ erfüllte.

#### Deutschland und Österreich
Johann Joseph Fux, Antonio Caldara und Francesco Conti schufen für Kirchenfeste die „verbindliche musikalische Gestalt“ des spätbarocken Wiener „Imperialstils“, wobei die Prachtentfaltung durch Caldara in einer großen Bandbreite an Formen realisiert wurde: Kanonsätze ohne Instrumente, chorische Doppelfugen und virtuose Soloarien mit konzertierenden Instrumenten.
Das führende Orchester des deutschen Spätbarock unterhielt August der Starke in Dresden mit den größten Virtuosen der Zeit, etwa den auch als Komponisten hervorgetretenen Veracini und Johann Georg Pisendel als Violinisten sowie Silvius Leopold Weiss als Lautenisten. Johann David Heinichen nutzte in seinen Konzerten die vorhandenen Möglichkeiten, typisch ist die ausgiebige Verwendung der Bläser. Jan Dismas Zelenka konnte seinen individuellen Stil mit „eigenwilliger Melodik“, „intrikaten, teilweise bizarren Rhythmen, unerwarteten harmonischen Abfolgen und einer manchmal unkonventionellen Formgestaltung“ vor allem in geistlichen Werken, aber auch seinen Triosonaten und Orchesterwerken umsetzen.
Die norddeutsche Orgelschule im Spätbarock zeigt sich von Buxtehude abhängig, jedoch mit zeittypischen Eigenschaften. Vincent Lübeck bringt in seinem Praeludium g-Moll drei thematisch aufeinander bezogene fugierte Abschnitte, einen pathetischen, der die Klangmöglichkeiten der Hamburger Nikolai-Orgel nutzt, einen „kanzonenhaft-diskursive[n]“ und einen tänzerisch-bewegten, der Einflüsse des französischen Charakterstücks zeigt. Nikolaus Bruhns scheint in seinem großen Praeludium e-moll Buxtehude mit einer manieristischen Fülle an kontrastierenden Form- und Satzstrukturen herauszufordern: Intonation, Orgelpunkt, Arioso, Pastorale, Siciliano, Rezitativ, Sinfonie, Ciacona, pathetische Fuge und anderes versammelt sich auf engem Raum. Im Gegensatz dazu steht die Tendenz zur Reduktion bei Georg Böhm. Es tritt nun auch das Paar Praeludium und Fuge auf, wobei Johann Caspar Ferdinand Fischer in Ariadne Musica (1715) mit einer Anordnung in 19 Dur- und Molltonarten gemäß dem Quintenzirkel als Vorläufer von Bachs wohltemperiertem Klavier gilt.

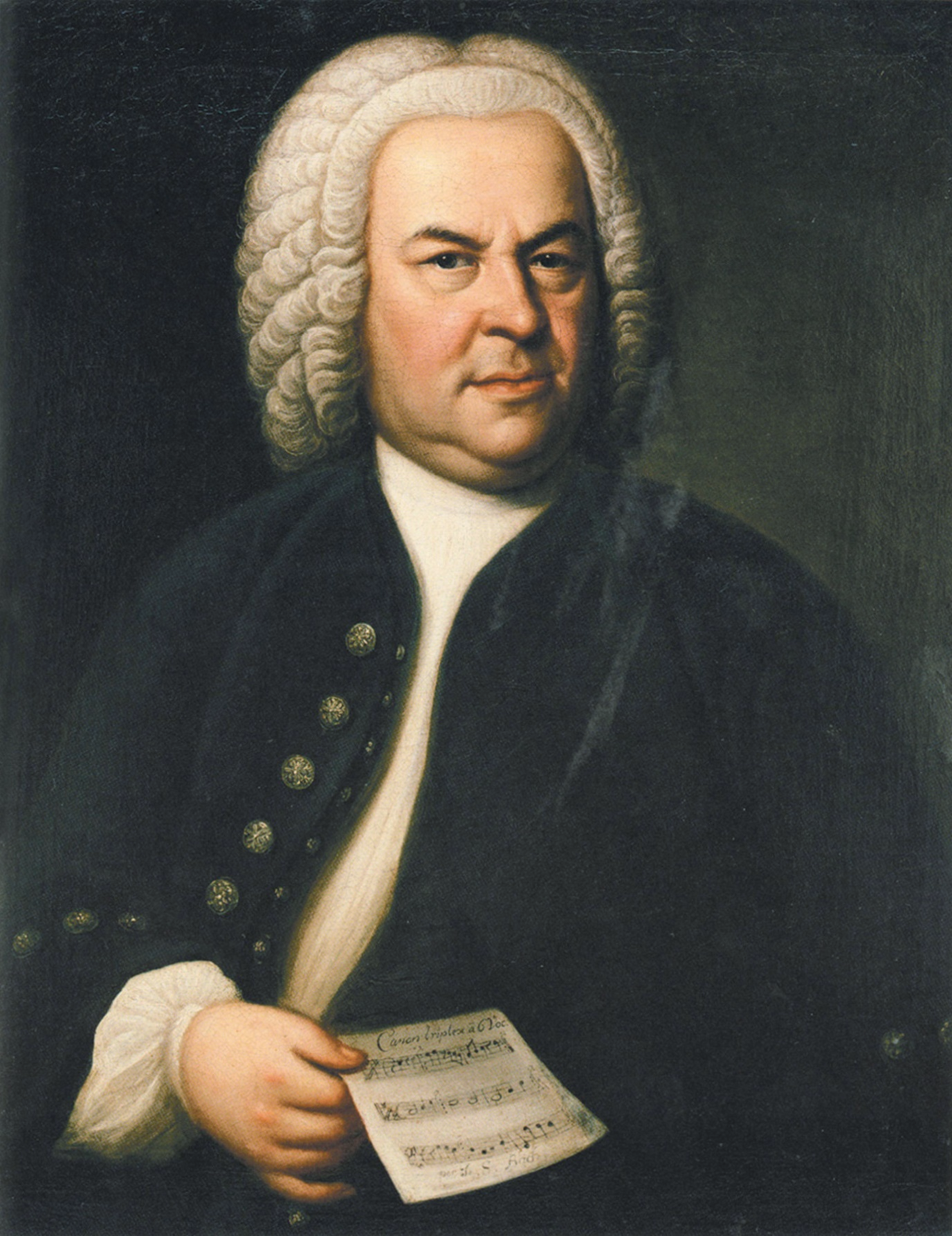
Elias Gottlob Haußmann: Johann Sebastian Bach (1746)

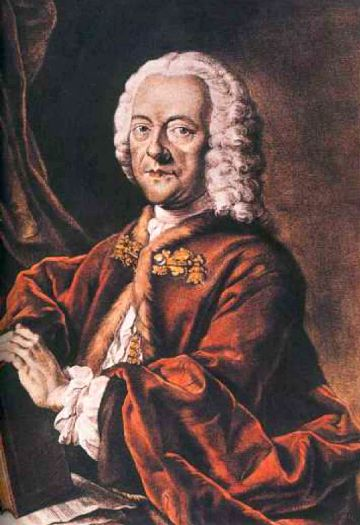
Valentin Daniel Preisler: Georg Philipp Telemann, koloriertes Aquatintablatt nach Ludwig Michael Schneider (1750)

Johann Sebastian Bachs Schaffen spiegelt die Bedeutung verschiedener Anstellungsverhältnisse für den barocken Komponisten wider: 1708–1717 als Hoforganist und Konzertmeister in Weimar schrieb er vor allem Orgelwerke und Kantaten, 1717–1723 als Kapellmeister beim musikalischen Fürsten Leopold von Anhalt-Köthen unter anderem dreißig Inventionen und Sinfonien, Das Wohltemperierte Klavier und sechs Französische Suiten für Cembalo, sechs Sonaten und Partiten für Violine solo sowie die Brandenburgischen Konzerte, dann 1723–1750 als Thomaskantor in Leipzig große Werke geistlicher Musik wie Magnificat, Johannespassion, Matthäuspassion, Weihnachtsoratorium und die h-Moll-Messe. Bachs Werke unterscheiden sich von denen seiner Zeitgenossen in erster Linie durch die kompositorischen Strukturen. Im Choralsatz entsteht ein Fluss der Bewegung durch selbständige Führung aller Stimmen, in den polyphonen Partien der Chorsätze bilden die Instrumente keine Füllstimmen, sondern werden obligat geführt. Im Gegensatz zur Ökonomie der Mittel etwa bei Johann Friedrich Fasch oder Gottfried Heinrich Stölzel entwickelt Bachs „Kombination konträrer Strukturebenen für die Zeit ein Übermaß an Artifizialität“. Neben der kompositorischen Dichte machen aber auch Originalität, geistiger Anspruch und tiefgehende theologische Deutung die beiden erhaltenen Passionen Bachs zum „Gipfelpunkt der Gattungsgeschichte“. Besonders in Werken wie der Kunst der Fuge (1750 unvollendet hinterlassen) werden melodische, rhythmische und klangliche Entwicklungen zu einer intensiven Verarbeitung geführt, was Zeitgenossen ratlos zurückließ – gerade die Kombination von Verdichtung und Expressivität machte Bachs Werk aber zum Muster für die thematische Arbeit der Wiener Klassik und die poetische Charakterkunst der Romantik.
Zu Bachs Lebzeiten galt in Deutschland Telemann als der führende Komponist, unter anderem wegen der außergewöhnlich großen Anzahl veröffentlichter Werke. Telemann verband nicht nur italienischen und französischen Geschmack, sondern auch galanten Stil mit Gelehrsamkeit: in einem Satz beispielsweise „einen zeitgemäß-modernen Stil mit Fugentechnik und Ritornellform nach italienischem Vorbild“, dazu „Kontrastmotivik, ‚tändelnde‘ Figuren kurzer, gereihter Motive, Signalassoziationen und gemäßigt virtuose Spielfiguren“. Telemanns Werk ist durch Vielfalt gekennzeichnet. In den 1730er und 1740er Jahren gelang es ihm durch Veröffentlichung von Liedersammlungen auf Texte führender Dichter wie Barthold Heinrich Brockes und Friedrich von Hagedorn, das Interesse an dieser Gattung wieder zu beleben.
Auch Deutschland hatte seit 1678 mit der Gänsemarktoper sein erstes Opernhaus in Hamburg. Der erste Opernkomponist, von dem mehrere Partituren erhalten sind, ist Reinhard Keiser.

#### England

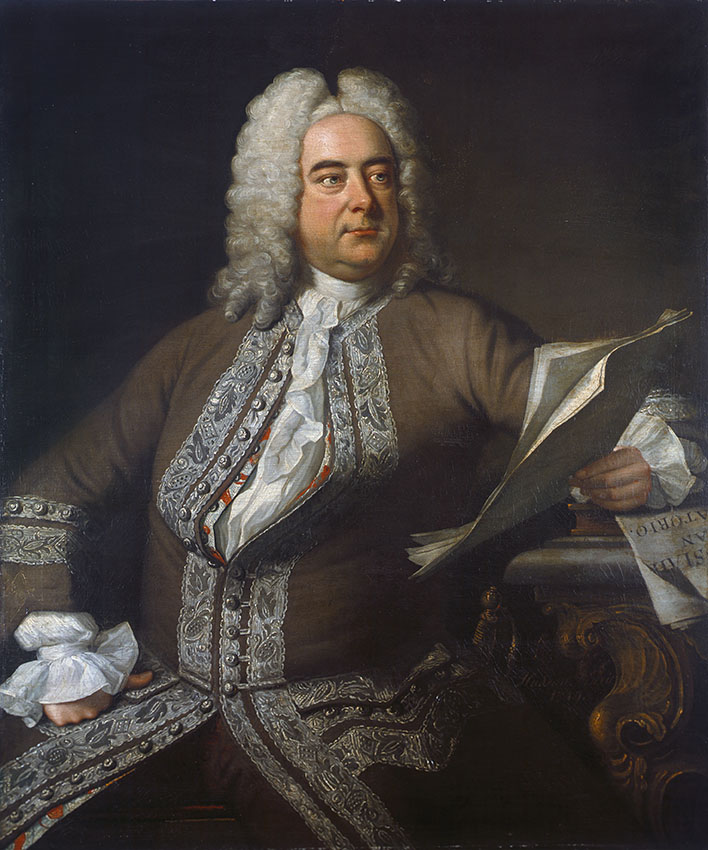
Thomas Hudson: Georg Friedrich Händel (1741)

In England war vor allem der im Gegensatz zu Bach nicht fest angestellte „Unternehmer“ Georg Friedrich Händel in diesem Bereich produktiv. Händels Instrumentalmusik etablierte im spätbarocken Stil regelmäßiger Muster ein Spiel von Vorwegnahmen und Bestätigungen oder Enttäuschungen von Erwartungen als Herausforderung seines Publikums. Eine „völlig eigenständige künstlerische Leistung“ sind Händels englische Oratorien ab 1732, in denen er Einflüsse der italienischen Opera seria und des Oratorio volgare (in italienischer Sprache), des deutschen Passionsoratoriums, des englischen Anthems und der Masque zusammenführt. Ihre musikdramatischen Ausdrucksformen sollten später vorbildlich für Joseph Haydn und Felix Mendelssohn Bartholdy werden. In Händels Oratorien wird ein charakterlicher Kern der jeweiligen Personen durch alle gegensätzlichen Emotionsäußerungen hindurch erfahrbar.
Eine Persiflage von Händels italienischen Opern stellte The Beggar’s Opera mit Musik von Johann Christoph Pepusch dar, zudem standen sie in London im Wettbewerb mit Werken von Bononcini, Porpora und Francesco Mancini, die Konzerte mit denen von Francesco Geminiani. Gebürtige Engländer der nächsten Generation wie William Boyce, Thomas Arne und Charles Avison führten das Erbe von Händels Instrumentalmusik fort.

#### Spanien

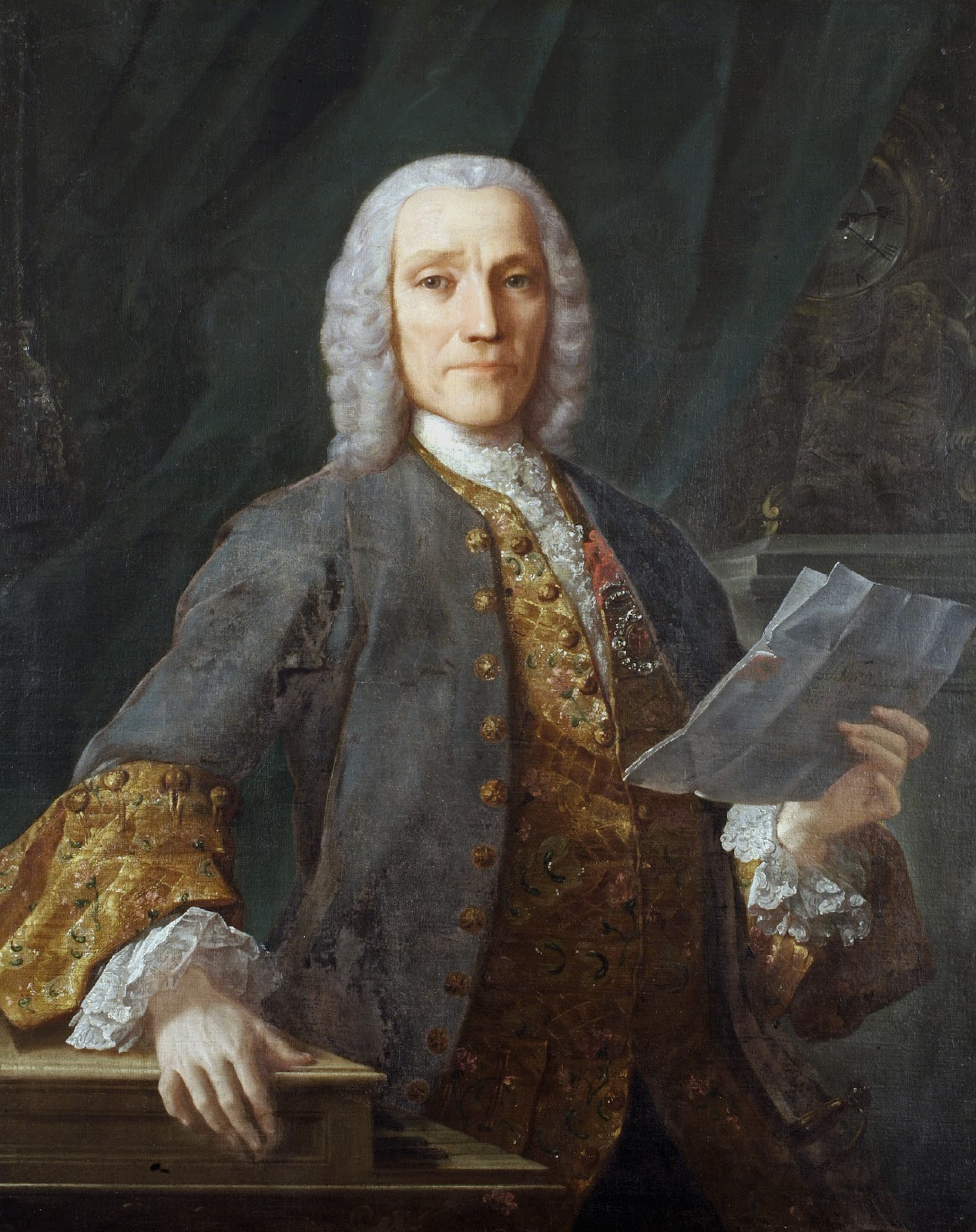
Domingo Antonio Velasco: Domenico Scarlatti (1738)

In der Instrumentalmusik führte das Aufgeben des barocken Konzepts, ein Kopfthema über einen ausgedehnten Satz weiterzuführen, zur „Einbürgerung von Kontrasten“, einer Vorbedingung für die Entwicklung der Sonatenform. Am Madrider Hof schuf Domenico Scarlatti zu dieser Zeit mit seiner Mischung nationaler Stile einen äußerst individuellen „Hispanizismus“ in einer umfangreichen Serie von Cembalosonaten. Domenico Scarlatti „sprengt“ durch Zweitaktperioden die barocke Kontinuität. Typisch für seinen Stil sind virtuose Elemente wie das Kreuzen der Hände und Lautmalerisches wie die Nachahmung von Kastagnetten, Trommeln, Rufen, Marschrhythmen oder Dudelsackquinten.
Nachfolge fanden Scarlattis einsätzige Cembalosonaten in denen des jüngeren Spaniers Antonio Soler.

#### Lateinamerika
In Lateinamerika kamen europäische Stile in der Regel verspätet an, zudem ist die Überlieferung vor dem 18. Jahrhundert schlecht. Als bedeutender Komponist mit europäischen Wurzeln ist insbesondere Domenico Zipoli zu nennen, als „Kind der Neuen Welt“ Manuel de Sumaya.

## Bezüge zu anderen Künsten im Barock
Den Künsten des Barock ist die Beschäftigung mit der Affektdarstellung gemeinsam. So fertigte Charles Le Brun Zeichnungen von „Ausdrucksköpfen“ an und veröffentlichte eine Theorie zum Malen von Emotionen, die vor allem auf die Theorie von René Descartes (Les Passions de l’âme, 1649) zurückgreift. Das bewegte „Innenleben“ soll nicht nur dargestellt, sondern auch beim Rezipienten erregt werden. Das geht Hand in Hand mit einem „rhetorische[n] Grundzug“, der in der Musik wie in den anderen Künsten deutlich wird.
Glanzvolle Repräsentation zeigt sich im Zusammenwirken der Künste in den kirchlichen und fürstlichen Gesamtkunstwerken aus Architektur, Skulptur, Malerei und Dekoration wie auch im höfischen Fest und der Oper, in der Literatur, Schauspiel, Musik, Tanz, Kostüme und Bühnenbild zum Zweck der theatralischen Selbstdarstellung eine wirklichkeitsentrückende Illusion hervorbringen. Generell gibt es die Tendenz zum Dramatischen, Theatralischen und zur Überwältigung des Betrachters oder Hörers.
Es finden sich verschiedene Versuche, Analogien zwischen den Künsten herzustellen: „Erfüllung im Augenblick, einheitl. Affektdarstellung, Ruhe und Bewegung sprechen aus einem barocken Kirchenraum wie aus einer BACHschen Fuge.“ Die Opernarie wurde als Porträt von Affekten und emblematische Ausarbeitung aufgefasst, die Da-capo-Arie als Inbegriff statischer Introspektion mit der statischen Welt in Jan Vermeers Bildern verglichen. Als „kongeniale“ Musik zu extremen Affektdarstellungen in Bildern von Michelangelo Merisi da Caravaggio wurden Kompositionen von Schütz und Carissimi genannt. Die Illusion des Aufsteigens im barocken Deckenfresko wurde mit dem Eindruck von Raum und Bewegung in Trompetenkonzerten in Verbindung gebracht, in Cembalowerken Rameaus die flüchtig-zarte Melancholie des französischen Rokokomalers Antoine Watteau aufgefunden.

## Barocke Musiktheorie

### Sphärenharmonie

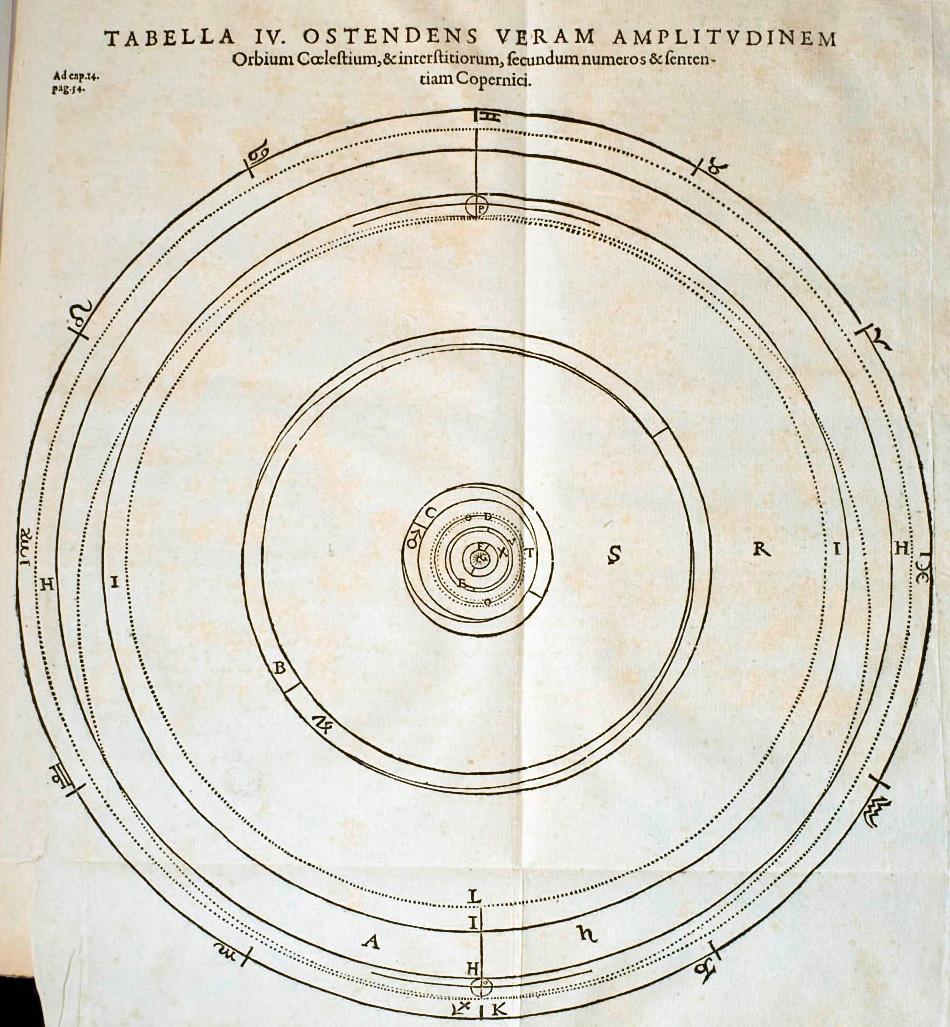
Johannes Kepler: Modell der Sphären nach Kopernikus, aus Johannes Kepler: Mysterium Cosmographicum, 2. Auflage, Frankfurt 1621

Grundlage mehrstimmiger Musik waren seit dem Mittelalter die Konsonanzen, also als wohlklingend aufgefasste Zusammenklänge. Dabei sind die einfachsten Frequenzverhältnisse, 1:2 (Intervall der Oktave) und 2:3 (Intervall der Quinte) die vollkommensten. Bereits in der Antike wurden die Intervalle innerhalb der Oktave mit den Weiten der Planetenbahnen verglichen, was Begriffe wie „Sphärenmusik“ und „-harmonie“ hervorbrachte. Um 1600 kam der Gedanke hinzu, dass die irdische Musik „durchlässig wird“ für die himmlische Musik; Musik sei dem Wesen nach „Musik der Engel“.

### Musik, Zahl und Empirie
Dieser theologischen Aufladung der Frequenzverhältnisse stand die 1614 bei Isaac Beeckman anzutreffende Konsonanzbestimmung „auf dem Boden einer empirischen Ästhetik“ entgegen: Das menschliche Bewusstsein fasse die Unterteilung in der Mitte leichter auf als andere Gliederungen. Aufbauend auf diese Erklärungen über den Vorzug der Oktave, fuhr er fort, dass das Bewusstsein immer die Hälfte oder das Doppelte zu einer Wahrnehmung hinzufüge, sodass bei der Quinte (2:3) die Unteroktave mitgehört werde (1:3), was die Plausibilisierung verschiedener Konsonanzgrade erleichtert.

### Affekte

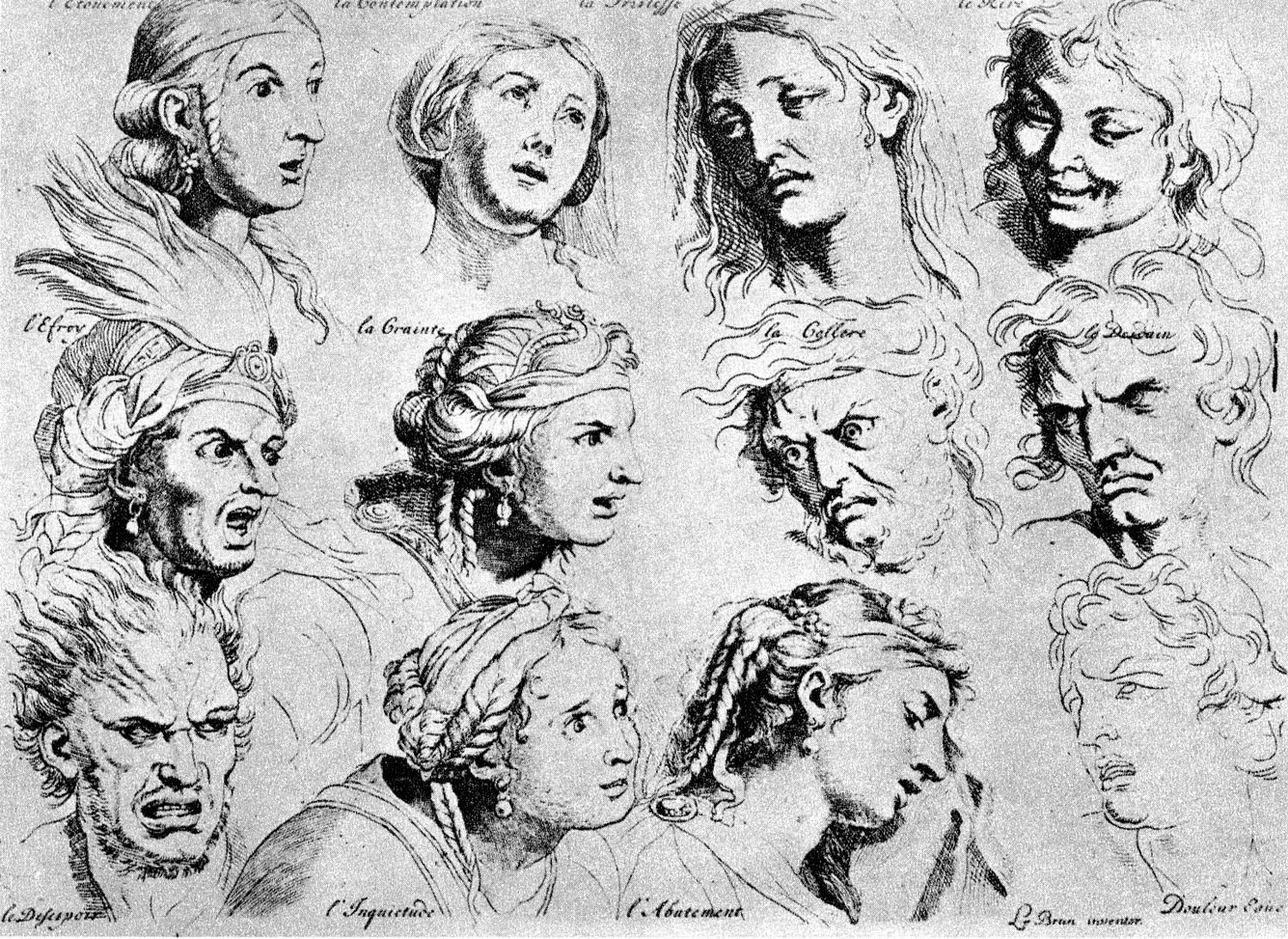
Charles le Brun: Ausdrücke der Gemütsbewegung aus Traité des Passions

Auch die Wirkung von musikalischem Ausdruck, den musikalischen Affekten, sollte nun rational erklärt werden. Descartes meinte, dass „sich entsprechende Wirkmechanismen gleichsam mathematisch exakt beschreiben“ ließen. Dabei argumentierte er aber mit vitalen Kräften und magischen Wirkungen: Eine mit Schafsfell bespannte Pauke müsse zum Verstummen tendieren, eine mit Wolfsfell weiterklingen.
Neben dem Vergleich mit den Planetenumlaufbahnen wurde nun auch die Auswirkung der Konsonanzen und ihres Gegenteils, der Dissonanzen, auf den Hörer reflektiert: Andreas Werckmeister hielt es in Musicae mathematicae Hodegus curiosus oder Richtiger musicalischer Weg-Weiser (1686) für „rationabel“, dass man Dissonanzen verwendet, um etwas Trauriges einzuführen. Es wurden „Verfahren, affektiven Situationen musikalische Gestalt zu verleihen, standardisiert“. Der wichtige Theoretiker Johann Mattheson vertrat die Haltung, dass „ein musikalischer Gedanke sowohl syntaktisch als auch semantisch einen Affekt verkörpert“. Den im 20. Jahrhundert geprägten Begriff der „Affektenlehre“ verwendete er zwar dreimal, jedoch ohne damit eine Lehre auszuformulieren.

### Rhetorik
Eng mit dem Konzept der Affektdarstellung ist die Idee einer musikalischen Rhetorik verbunden. Diese wurde allerdings nur in Deutschland propagiert, im Kontext der Florentiner Camerata, wo eine an der Sprache orientierte Komponierweise entwickelt wurde, äußerte sich Vincenzo Galilei 1581 der Idee einer musikalischen Rhetorik gegenüber ablehnend. Das Gebiet, in dem Autoren Schriften zur musikalischen Rhetorik veröffentlichten, ist dabei „gemessen am Standard des europäischen Musiklebens in dieser Zeit, eher als provinziell zu bezeichnen“. Besprochen wurde ein Vorrat von musikalischen Figuren, die rhetorischen Figuren zugeordnet wurden, wobei aber für die musikalische Rhetorik auch terminologische Neuheiten gebildet wurden. Am bekanntesten ist heute die Musica poetica (1606) von Joachim Burmeister, der seine Figuren aus Werken des Spätrenaissance-Komponisten Orlando di Lasso ableitete. 13 weitere Autoren übernahmen teils die Auflistungen ihrer Vorgänger, teils schlugen sie andere Zuordnungen vor. Ein verbindlicher Katalog wäre allerdings mit dem „rhetorischen Prinzip“ nicht vereinbar gewesen, da die Qualität einer Rede einer „immer neuen geistreichen Orientierung an rhetorischen Mustern“ entspringt. Die Funktion der Schriften zu dem Thema aus dem deutschen Sprachraum lag also darin, ein Vokabular zur Beschreibung musikalischer Phänomene bereitzustellen, um „bereits existente oder neu übernommene Besonderheiten in die eigene Geisteswelt zu überführen“.
Die Musica poetica, die Burmeister als Titel seines Textes wählte, galt seit dem 16. Jahrhundert im Gegensatz zur Musica theoretica und der Musica practica als der schöpferische Anteil der Musica, dessen Zweck die Erschaffung eines opus ist, also eines beständigen Werks. Burmeisters Figurenlehre wurde zwar von anderen Autoren übernommen, „Spuren in der Musikpraxis“ sind aber „schwerlich“ aufzufinden. Ein „rhetorischer Grundzug“ liegt allerdings Musik wie allen Kunsterscheinungen des 17. Jahrhunderts zugrunde; bildhafte Darstellung und affektiver Ausdruck verbinden sich bei Monteverdi und Schütz zu einer unlösbaren Einheit.

## Wiederbelebung
Die Werke der Barockmusik gerieten in der Regel bald in Vergessenheit, eine Ausnahme sind die Oratorien von Händel, die auch Ende des 18. und zu Beginn des 19. Jahrhunderts aufgeführt wurden. Ein Problem, das durch den Mangel einer kontinuierlichen Pflege der musikalischen Überlieferung entstand, ist der Verlust vieler Kunstwerke. Selbst von besonders berühmten Meistern wurde mitunter sehr wenig zu Lebzeiten gedruckt, von Froberger etwa nur zwei Werke – was in diesem Fall von ihm selbst dadurch begründet wurde, dass er seine Werke mit den nötigen Vortragsnuancen lieber seinen Schülern direkt vermittelte als sie per Druck zu verbreiten, da andere „doch nit wüßten mit umzugehen“. Somit beschränkt sich die Überlieferung oft auf Handschriften, wodurch der Erhalt der Werke oft am seidenen Faden hing und Verluste auch bedeutender Werke, wie der ersten deutschen Oper, der Dafne (1627) von Schütz, leicht eintreten konnten.
Nach 1800 begann ein Prozess der Wiederbelebung von Barockmusik: Raphael Georg Kiesewetter sammelte etwa 1200 Partituren von 500 Komponisten. Neben ihm entwickelte auch Simon Molitor eine Aufführungstätigkeit alter Musik. Im Zuge des im frühen 19. Jahrhundert etablierten Bach-Kults fand 1829 ein äußerst erfolgreiches Konzert mit Wiederaufführung der Matthäuspassion von Bach durch Felix Mendelssohn Bartholdy statt. Johannes Brahms brachte 1864 Saul, Saul, was verfolgst du mich? aus den Symphoniae sacrae, III. Teil von Schütz in einem Konzert der Wiener Singakademie zur Aufführung. Andere Komponisten mussten auf ihr „Revival“ warten, Antonio Vivaldi wurde erst um 1950 populär, als Die vier Jahreszeiten auf LP zu einem Bestseller wurden.
Im Laufe des 20. Jahrhunderts wurden zunehmend Kompositionen diverser Tonschöpfer des Barocks auch einem breiteren Publikum bekannt. Für Barockmusik wurde die historische oder historisch informierte Aufführungspraxis im späten 20. Jahrhundert zur dominanten musikalischen Ideologie. Die genauen Beschreibungen der Bau- und Spielweise aller damals bekannten Instrumente machte das Lehrbuch Syntagma musicum (erschienen 1620 in Wolfenbüttel) von Michael Praetorius zur wichtigen Quelle für den Nachbau historischer Instrumente und das Spiel darauf. Für den Film Farinelli, il castrato wurde durch Mischen der Klangspektren von Countertenor und Sopran die klangliche Rekonstruktion des Kastratengesangs versucht.